# ドナルド・トランプ
ドナルド・ジョン・トランプ（英語: Donald John Trump, 1946年6月14日 - ）は、アメリカ合衆国の政治家、実業家。第45・47代アメリカ合衆国大統領（在任: 2017年1月20日 - 2021年1月20日、2025年1月20日 - 現職）。
不動産業の富豪として著名になり、リアリティ番組『アプレンティス』の司会などのタレント業も行ったのち、2016年の大統領選挙に共和党からの出馬で当選し大統領を一期務め、2020年の大統領選挙では民主党候補ジョー・バイデンに敗れるも、2024年の大統領選挙で大統領に返り咲き、グロバー・クリーブランド以来132年ぶりの任期を連続しない再選を果たした。共和党の保守強硬派の中心人物である。

## 来歴
1946年6月14日、ニューヨーク州ニューヨーク市クイーンズ区で生まれた。
ペンシルベニア大学ウォートン・スクールで経済学の学士号を取得した後、1971年に父親の不動産事業を引き継いで社名をトランプ・オーガナイゼーションと改名し、クイーンズとブルックリンからマンハッタンへ事業を拡大した。同社は高層ビル、ホテル、カジノ、ゴルフコースなどの建設・改装をしていた。その後、主に彼の名前をライセンスすることによって様々なサイドベンチャーを開始した。1996年にミス・コンテストのミス・ユニバース・ブランドを購入し、2015年に売却した。2004年1月から2015年6月までリアリティ番組『アプレンティス』をプロデュースし、司会を務めた。2020年8月に『フォーブス』は彼の純資産を21億ドルと推定している。
共和党員として2016年アメリカ合衆国大統領選挙に名乗りを上げ、16人の他の候補者を予備選挙で破った。彼の政治的立場はポピュリスト、保護主義者、ナショナリストと表現されてきた。民主党候補のヒラリー・クリントンを破って当選したが、一般投票数では敗北していた。アメリカ軍やアメリカ合衆国連邦政府の役職に就いたことの無い初の大統領となった。
より厳格な移民政策を提唱している。様々な国への渡航禁止令を課す・移民法の執行強化により、移民の拘留・家族分離を増加させた。また、メキシコとの国境に「壁を作る」ことを誓ったが、これまでのところ既存のフェンスの改修にとどまっている。個人と企業のための減税パッケージを制定し、個人の健康保険の義務化のペナルティを撤回した。
合衆国最高裁判所判事にはニール・ゴーサッチとブレット・カバノー、エイミー・コニー・バレットを任命した。
対外政策では、環太平洋パートナーシップ協定（TPP）貿易交渉、気候変動に関するパリ協定、イラン核合意、ロシア連邦との中距離核戦力全廃条約、国際連合人権理事会、国際連合教育科学文化機関（ユネスコ）、世界保健機関（WHO）からアメリカを離脱させた。中華人民共和国との貿易戦争のきっかけとなる輸入関税を日本など世界各国に課し、日本や中華人民共和国などと貿易協定を締結した。
中東については、エルサレムをイスラエルの首都として承認した。シリア内戦にも限定的に介入し、2017年4月、シリア空軍のシャイラト基地にミサイル攻撃を実施。シリア政府の支配から離れたクルド人支配地域には米軍が駐留しており、2018年12月に撤退を表明するも、2019年2月に撤回して同年10月に油田地帯に残留させた。軍事作戦の中でISILの最高指導者アブー・バクル・アル＝バグダーディー、イラン・イスラム共和国のイスラム革命防衛隊司令官ガーセム・ソレイマーニーの死をもたらした。ソレイマーニーが死亡した軍事作戦により、イランから「殺人とテロ」容疑での指名手配を2020年1月に受けている。
2018年6月から北朝鮮の指導者である金正恩と北朝鮮核問題で3回会談したが、非核化の協議は2019年10月に決裂した。
ロバート・モラー率いる特別検察官の調査では、トランプと彼の選挙運動は、政治的に有利になるとの信念の下で2016年アメリカ合衆国大統領選挙におけるロシアの干渉を歓迎・奨励していたが、犯罪的な共謀やロシアとの協調を告発するのに十分な証拠は見つけられなかった。モラーはまた司法妨害の罪でトランプを調査したが、その報告書ではその罪で起訴・無罪にもしなかった。アメリカ下院は2019年12月にウクライナへの軍事援助と引き換えに政敵への妨害を試みたとして権力の濫用と、アメリカ連邦議会の公務執行妨害罪でトランプを弾劾した。共和党優勢の上院は2020年2月に両罪を無罪とした。
COVID-19パンデミックに対する反応は遅く、脅威を軽視して保健当局者からの多くの勧告を無視して証明されていない治療法・検査の利用の可能性について宣伝するなどした。
2期目の再選を目指して2020年アメリカ合衆国大統領選挙に出馬したが、民主党候補のジョー・バイデンに敗北した。トランプ陣営は「不正選挙」を主張し、再集計及び法廷闘争を行ったが、バイデン勝利の結果は変わらなかった。現職の大統領が落選するのは1992年アメリカ合衆国大統領選挙でのジョージ・H・W・ブッシュ以来28年ぶりのことであり、戦後落選した現職の大統領はトランプで4人目となる。
2021年1月6日のトランプ支持者による連邦議会襲撃事件をめぐり「反乱の扇動」を行ったとの批判が高まり、1月13日、トランプ大統領に対する2度目の弾劾の決議案が下院で可決されたが、2月13日、上院の弾劾裁判では、有罪57票、無罪43票で罰則に必要な3分の2に届かなかった。同年1月20日に1期4年限りで退任を迎えた。
2024年7月13日、ドナルド・トランプ暗殺未遂事件が発生。アメリカ東部のペンシルベニア州バトラーにて、2024年アメリカ合衆国大統領選挙に出馬するために行っていた選挙集会での演説中に銃撃され、右耳を負傷した。
2024年11月6日、2024年アメリカ合衆国大統領選挙が開票され、合衆国初の女性大統領を目指したカマラ・ハリスを破り再当選を果たした。一度落選してからの大統領への再選はグロバー・クリーブランド以来132年ぶりで2人目となった。

## 大統領就任前の経歴

### 生い立ち
ドナルド・トランプはフレッド・トランプとその妻メアリー・アンの第4子として、1946年6月14日にニューヨーク市クイーンズ区で誕生した。ドナルドの両親は1936年1月に結婚し、5人の兄妹（長女・長男・次女・次男（ドナルド）・三男）をもうけた。
父のフレッドは1905年10月生まれのドイツ系アメリカ人であり、ニューヨーク市の富裕な不動産開発業者であった。ドナルドの父方の祖父フレデリック・トランプはもともとドイツ人で、1885年10月にドイツのラインラント＝プファルツ州カルシュタットからアメリカに渡った移民であった。ドナルドの母メアリーは、スコットランドのルイス島生まれで1930年5月にアメリカに渡った。

### 青年期と教育

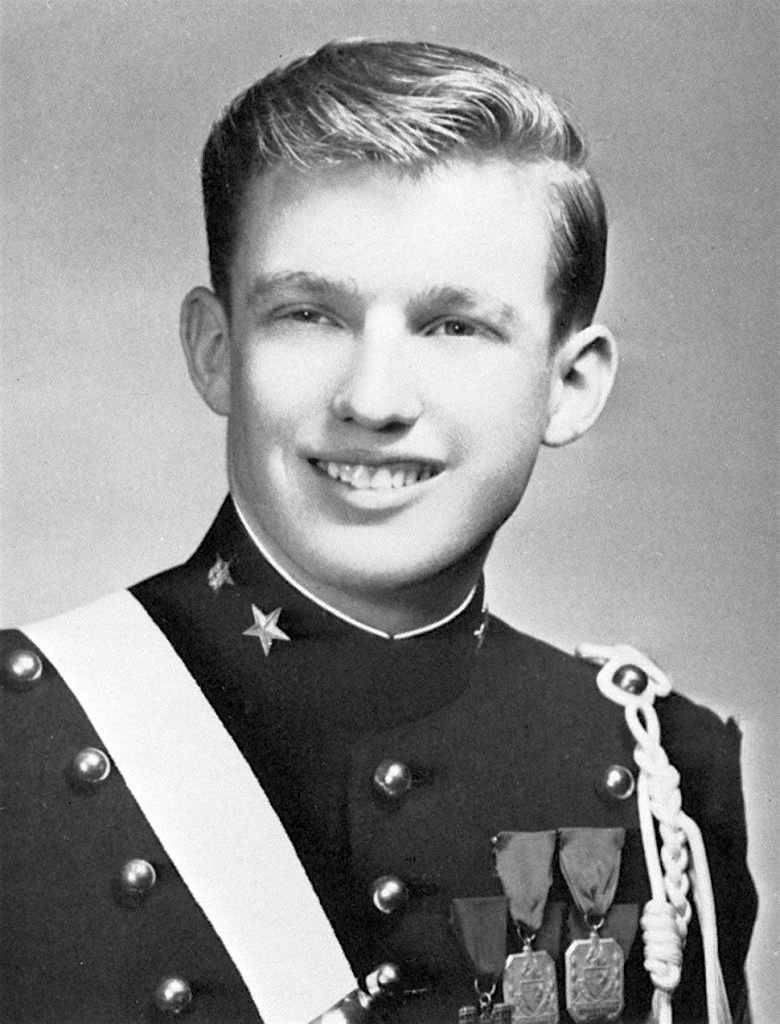
ニューヨーク・ミリタリーアカデミー在学時代（1964年4月）

少年期はクイーンズ区ジャマイカ地区のミッドランド・パークハイウェイ沿いで暮らし、13歳までは父が運営委員を務めるフォレスト・ヒルズ地区の学校に通っていたが、ドナルドの繰り返される不良行為が原因で、ニューヨーク・ミリタリー・アカデミー（陸軍幼年学校のひとつ）に転入させられた。
1964年からブロンクス区のフォーダム大学に2年通った後にペンシルベニア大学に入り、1968年に経済学士号を取得して卒業した。卒業後に父親が経営するエリザベス・トランプ・アンド・サンに入社して、仕事を通じて不動産管理などの知識を身につけた。

### 経営の開始
父親からの支援を受けて、1970年代からニューヨーク州などのアメリカ東海岸を中心としたオフィスビル開発、ホテルやカジノ経営などに乗り出し、1971年に父のフレッドから同社の経営権を与えられ社名を現行の「トランプ・オーガナイゼーション」に改めた。
なお1982年時点では、トランプ氏は『フォーブス』誌の富裕層リストの最初のリストに、彼の家族の推定純資産2億ドルのシェアを持っていると記載されていたが、1980年代に経済的損失を被ったため、1990年から1995年の間にリストから外された。なおこのころ、「赤狩り旋風」で悪名を馳せた弁護士のロイ・コーンを顧問弁護士としている。
1977年4月にはチェコスロバキア人でモデルのイヴァナと結婚し、「広告塔」としてインテリア関連会社・ホテル・カジノの運営を任せることで、メディアからの注目を浴びた。

### 異業種進出

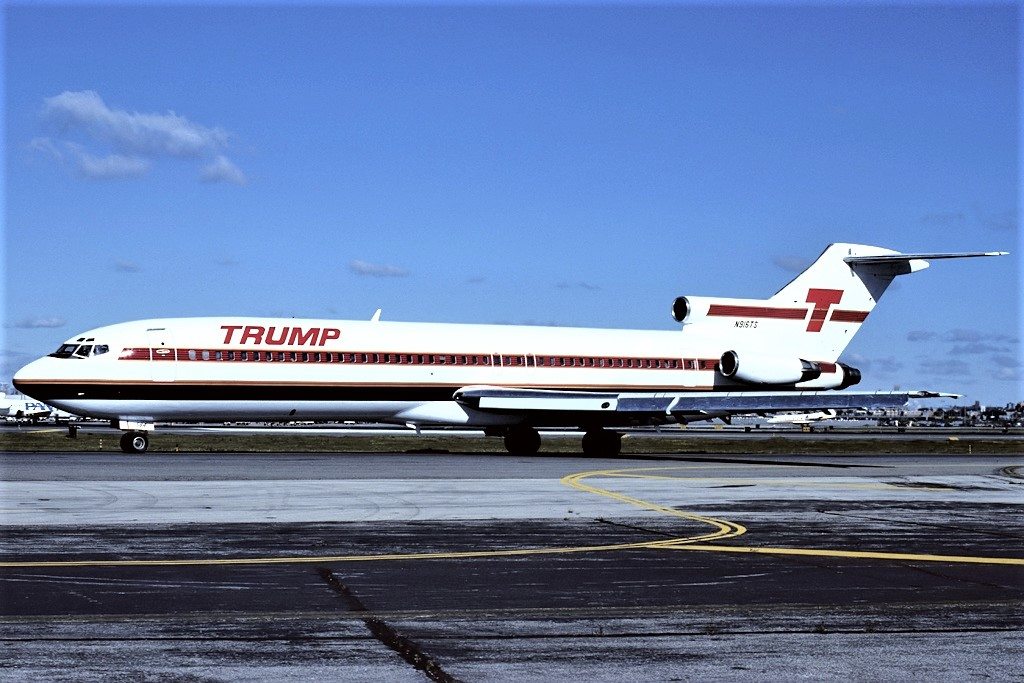
トランプ・シャトルのボーイング727-200型機

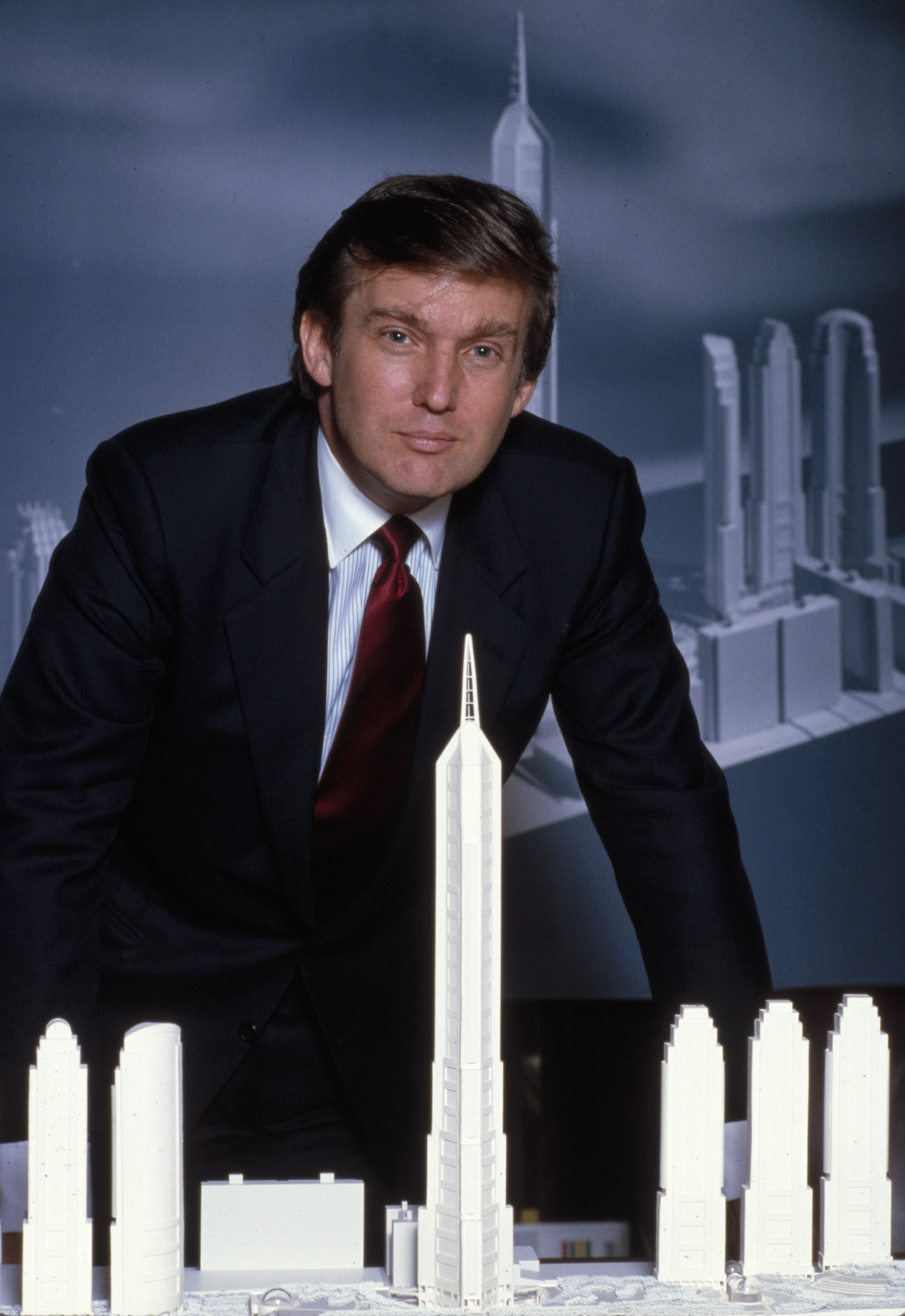
マンハッタンの開発プロジェクトに携わるトランプ（1985年）

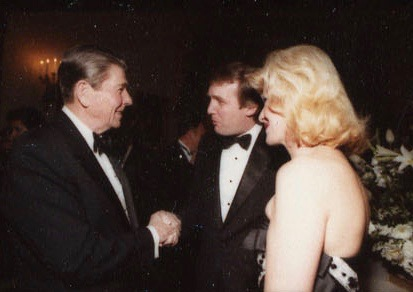
ロナルド・レーガン大統領とイヴァナとともに（1985年）

1983年には、新興のプロアメリカンフットボールリーグであるUSFLのニュージャージー・ジェネラルズのオーナーとなった。1985年には、春夏制であったスケジュールをNFLと同じ秋冬制にし、NFLとの合併を目指すよう他のオーナーたちを説得する。だがNFLを反トラスト法で訴えた裁判は実りなく、USFLは1985年をもって消滅することになった。
それまでも、自身が所有するアトランティック・シティのカジノまでの間のヘリコプター会社も経営しているなど航空業界にも進出していたが、1989年には当時経営不振に陥っていた大手航空会社の一つであるイースタン航空のニューヨーク発（ラガーディア空港）のシャトル便路線網を買収して、自らの名を冠した「トランプ・シャトル」を興すなど他異業種への展開を進めた。
また、ニューヨークを代表する最高級ホテルの一つ「プラザ・ホテル」を1988年に買収し、買収後はホテル経営の経験のないイヴァナに経営を任せた。

### 苦境（巨額債務、倒産、浮気の発覚、離婚、事業売却）
しかし、14パーセントという高い利回りの社債の発行を行った上に、回収すら難しい多額の投資を次々と行ったことや、重役3人をヘリコプター事故で同時に失ったこと、経営の専門知識がないどころか、学士号すらないイヴァナへ多くの実権を任せたことで経営が混乱したことなどがあだとなり、1990年にかけて巨額の債務を抱えることとなった。
父親から回転資金を僅かに受けたものの、1991年にカジノが、1992年にホテルが倒産し、また同年には不採算事業となっていた「トランプ・シャトル」や、鳴り物入りで手に入れた「プラザ・ホテル」も手放すことになった。なおこの前後には、自社にとって不利になる情報を書いたジャーナリストやメディアに対して訴訟を連発した。

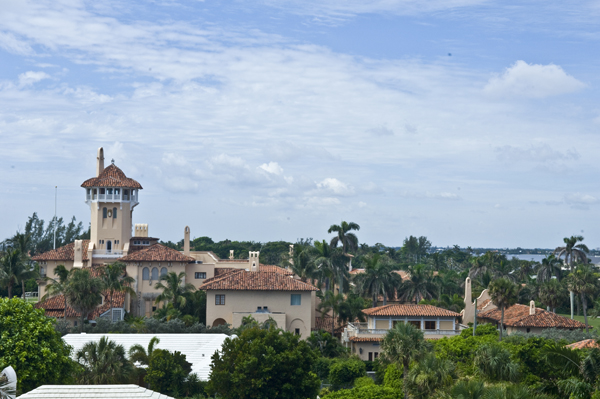
マー・ア・ラゴ

さらにモデルのマーラ・メープルズとの浮気が発覚し、イヴァナとの間で離婚訴訟となった。この際に慰謝料を巡って裁判で泥仕合となりトランプとイヴァナの双方がメディアに情報をリークし合うなど、全米のメディアからの注目を集めた。なお1992年3月には離婚が成立し、1993年12月には子供を妊娠したことをきっかけにメープルズと再婚した。
1994年に、巨額の借金を少しでも減らすために資産を売って借金の一部の返済に充てることにし、遊覧船事業と（前述の）航空事業から撤退し、マンハッタンに所有する物件も多数を中国系の企業に売却した。（だが返済したのは一部にすぎず）現在も中国の銀行やゴールドマン・サックス、ドイツ銀行などから多額の借金を抱えている。しかし「トランプ・プラザ」や「マー・ア・ラゴ」など多くの物件は手元に残した。

### 返り咲き
この様に困難な状況に陥ったものの、トランプはロスチャイルド、ウィルバー・ロス、フィデリティ・インベストメンツと交渉し、協力をとりつけ、これらの肝いりでこの危機を切り抜けた。また、資金調達のために「トランプ・オーガナイゼーション」のニューヨーク証券取引所への上場を行い、約12億ドルの調達に成功した。
1990年代後半から好景気を背景に復活を成し遂げ、著名な経済誌『フォーブス』が選ぶアメリカのトップ企業400社に再びランクインし、マンハッタンに新たな高級アパートメントを多数建設する他、ラスベガスやアトランティック・シティなどアメリカ各地に多数のホテルやカジノをオープンするなど、再びアメリカの大手不動産業者として返り咲いた。
なおその後「エンパイア・ステート・ビルディング」の50パーセントの所有権を手に入れた。1999年6月にはイタリア人モデルとの浮気が再び発覚し、メープルズと離婚した。

### 2000年アメリカ合衆国大統領予備選挙
カムバック後の2000年アメリカ合衆国大統領選挙には、リチャード・ニクソンやロナルド・レーガンなどの、共和党選出の歴代大統領の参謀を務めた政治コンサルタントのロジャー・ストーンをブレーンにアメリカ合衆国改革党の予備選挙に出馬したものの、政治コメンテーターのパット・ブキャナンが選出されることになった。当時のトランプは自身を保守と位置付けたが、以下の多くの点でリベラルと思われた。なおストーンは2016年アメリカ合衆国大統領選挙の際にもトランプのブレーンとして動くことになる。

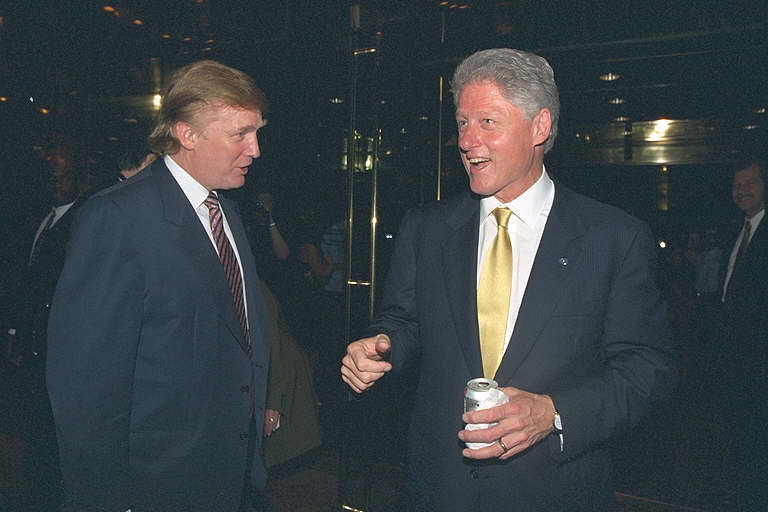
ビル・クリントンとともに（2000年）

- 自身を「調停者」と呼び、公民権法を拡大してレズビアンとゲイを保護し、彼らが堂々と軍に入れるようにすると語る
- 包括的な医療保険制度を求め、社会保障制度を守るために超富裕層への1回限りの課税を提案する
- 「品の無い扇動政治家」と評される[59]パット・ブキャナンの「ユダヤ人、黒人、ゲイ、メキシコ人……」に関する発言に異を唱えて「彼はこの国を分断したがっている」と言い、自分はそういう差別はしないと述べる

### 2000年アメリカ合衆国大統領選挙
1999年10月25日、アメリカ合衆国改革党に入党。ジェシー・ベンチュラの支援を受けて、2000年アメリカ合衆国大統領選挙への出馬を表明する。トランプの予備選キャンペーンはメディアの注目を浴びることとなった。財政赤字削減のために超富裕層に税率14.25パーセントを一度だけ課すことや、同性愛者差別を禁止するための1964年公民権法改正・法人税引き上げを財源に国民皆医療保険を実現することなどを掲げた。しかし、「改革党の内部対立が全く酷いこととなっている」として2000年2月には撤退している。

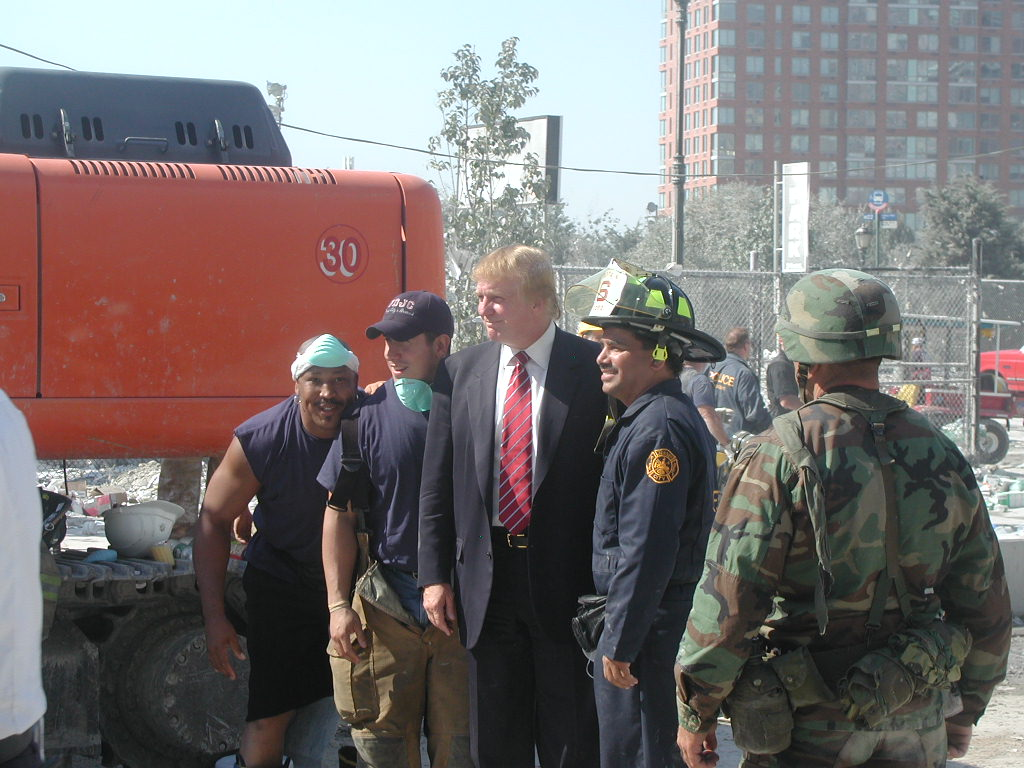
「グラウンド・ゼロ」に立つトランプ（2001年）

この予備選挙で改革党の大統領候補となった政治コメンテーターのパット・ブキャナンが、「メキシコ系移民を叩き出せ」などと暴言を繰り返していたことに対して、トランプは「パット・ブキャナンはレイシストだ。あんなことを言ったらメキシコ系の支持を失う」「私はブルックリンで低所得者の移民の人たちと仕事をしてきた。ニューヨークにはいろんな人がいて当たり前。だから、差別的な発言は不快」と発言している。
なおこの時期、自著『The America We Deserve』の中で、｢われわれは今、テロ攻撃の脅威に晒されている。今度くるものは、あの（1993年WTC地下駐車場で起きた）世界貿易センター爆破事件なんてガキの爆竹に思えるぐらいの規模のものだ…。まともな頭のアナリストはその可能性さえ受け入れられないだろう。しかしその多くが自分と同じ思いで、事の成り行きを眺めている。知りたいのはIF（起こるかどうか）ではない。WHENだ」「ある日われわれは、オサマ・ビン・ラディンという住所不定の謎の人物がアメリカ最大の敵だという話を聞いた。米軍戦闘機がアフガニスタンの奴の拠点を荒らし…奴はどっかの岩の下に雲隠れした。そして世の中がすっかり忘れ去ったころに、奴は再び新たな敵、新たな危機としてわれわれの前に姿を現すのだ」と書いており、図らずも後の2001年9月11日に起こるアメリカ同時多発テロを予言したような言葉を残している。

### アプレンティス出演

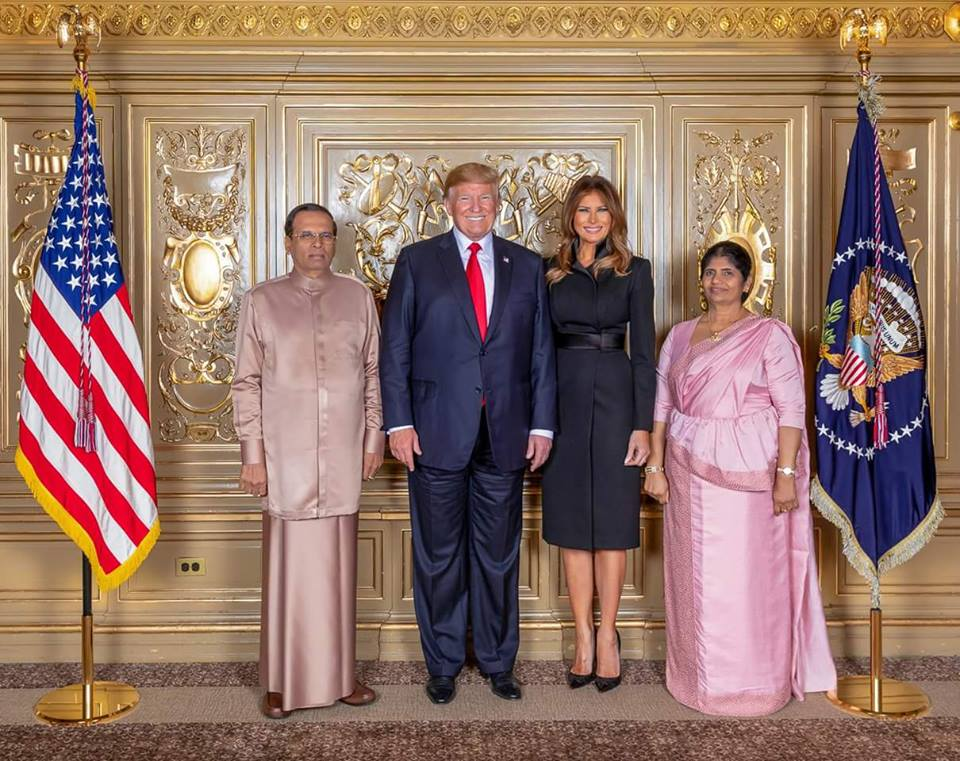
妻のメラニア・トランプ、マイトリーパーラ・シリセーナ、ジャヤンティ・シリセーナとともに (2018年)

さらに2004年からNBCのリアリティ番組である『アプレンティス』にホストとして登場し、トランプの会社の正社員となるべく番組内で働く出場者に対し「You're fired（お前はクビだ）」と宣告するセリフが人気となった。これにより、かねてからアメリカ国内における知名度が高かったトランプは、その知名度をさらに上げることになった。なお、同番組の出演は大統領選挙出馬前の2015年6月まで続いた。
『アプレンティス』が子供の間にも人気が広がった時に、末期癌の子供の願いを叶える団体から依頼を受けて、トランプから「お前はクビだ」と言われたいという末期癌の少年に会いに行ったことがある。その際に少年は『アプレンティス』の出演者のようにスーツとネクタイを着用してトランプと対面したが、トランプは「お前はクビだ」とはどうしても言えず、「がんばれ。人生を楽しんでくれ」と言って帰ってしまったことがある。
2005年1月にスロベニア出身でモデルのメラニアと結婚し、2006年3月に息子のバロンを授かった。

### サブプライム問題
2007年後半に起こったいわゆる「サブプライム問題」以降の不況を受け、社債の利子の支払い不能に陥るなど経営難に陥っていた「トランプ・プラザ」、「トランプ・マリーナ」、「トランプ・タージマハール」を経営する「トランプ・エンターテイメント・リゾーツ」が、2009年2月17日に連邦倒産法第11章の適用を申請した。
同社の創業者でもあるトランプはこれに先立ち、同社の取締役会に対して「同社の株式をすべて購入する」との申し出を行ったが拒否されたことを不服として同社の取締役を辞職した。
2009年2月には「レイト・ショー・ウィズ・デイヴィッド・レターマン」に出演した際に、同じく連邦倒産法第11章の適用を申請した「ゼネラルモーターズはつぶれるべきだ」と発言した。しかし同社は翌年から急に業界の経営が上向いた。
また2010年9月9日には「グラウンド・ゼロ」近くにイスラム教の文化センターが計画されている問題で、センター予定地を価格の25パーセント上乗せで買い取りたいと申し出た。

### 2012年アメリカ合衆国大統領選挙

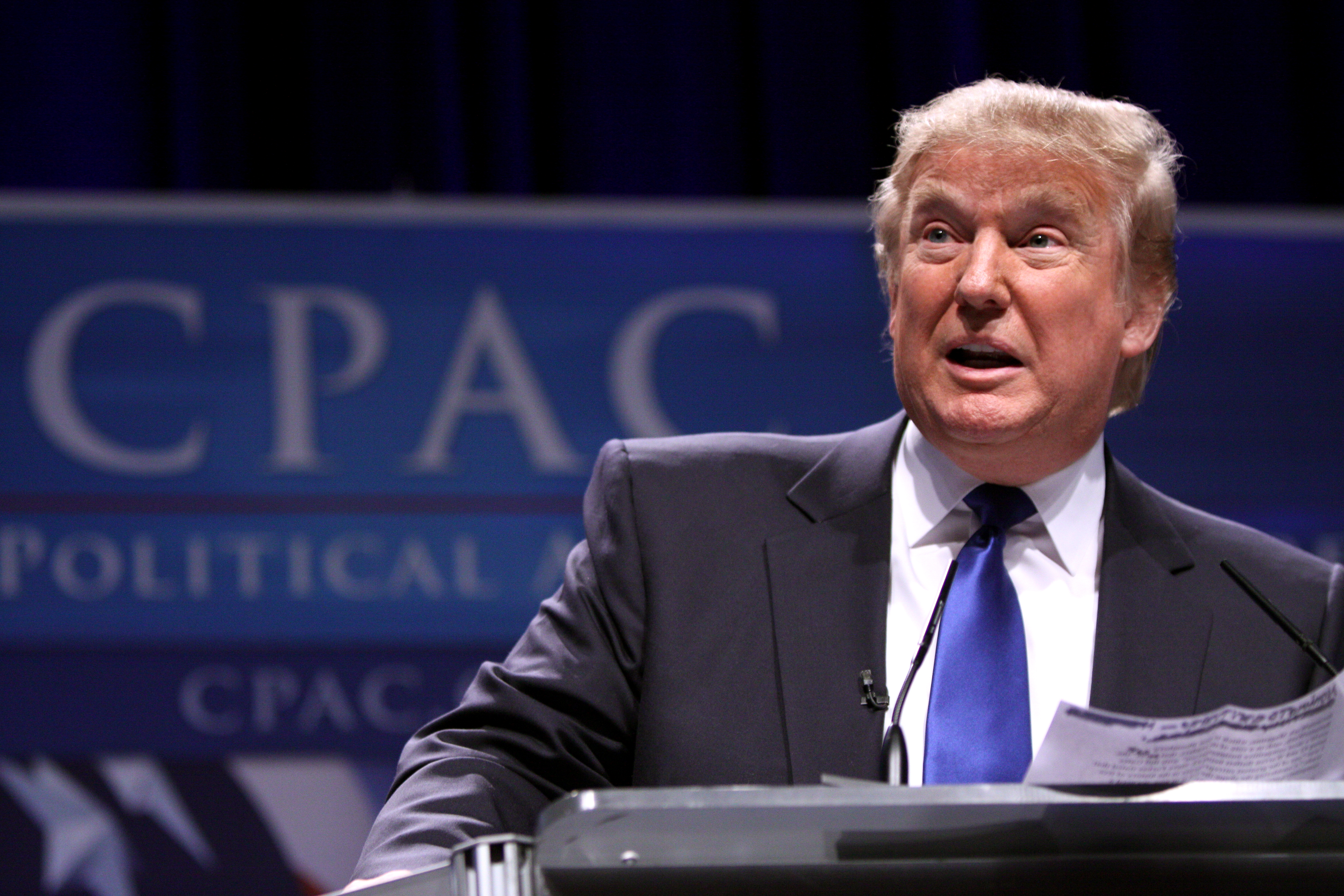
保守政治活動協議会で講演するトランプ（2011年）

2011年4月の世論調査では、トランプは2012年アメリカ合衆国大統領選挙における共和党の候補として、アーカンソー州のマイク・ハッカビー前州知事と並んで2位の支持率を獲得した（1位はマサチューセッツ州のミット・ロムニー元州知事）。
2012年2月2日には、共和党大統領候補としてミット・ロムニーを支持すると表明した。
同年5月16日、共和党の予備選挙への不出馬を表明したが、最後に付け加える形で、のちの大統領選に、再び「（政治）見習いのセレブ（Celebrity Apprentice）」として出馬する予定であるとも述べた。

### 2016年アメリカ合衆国大統領選挙

#### 出馬表明会見

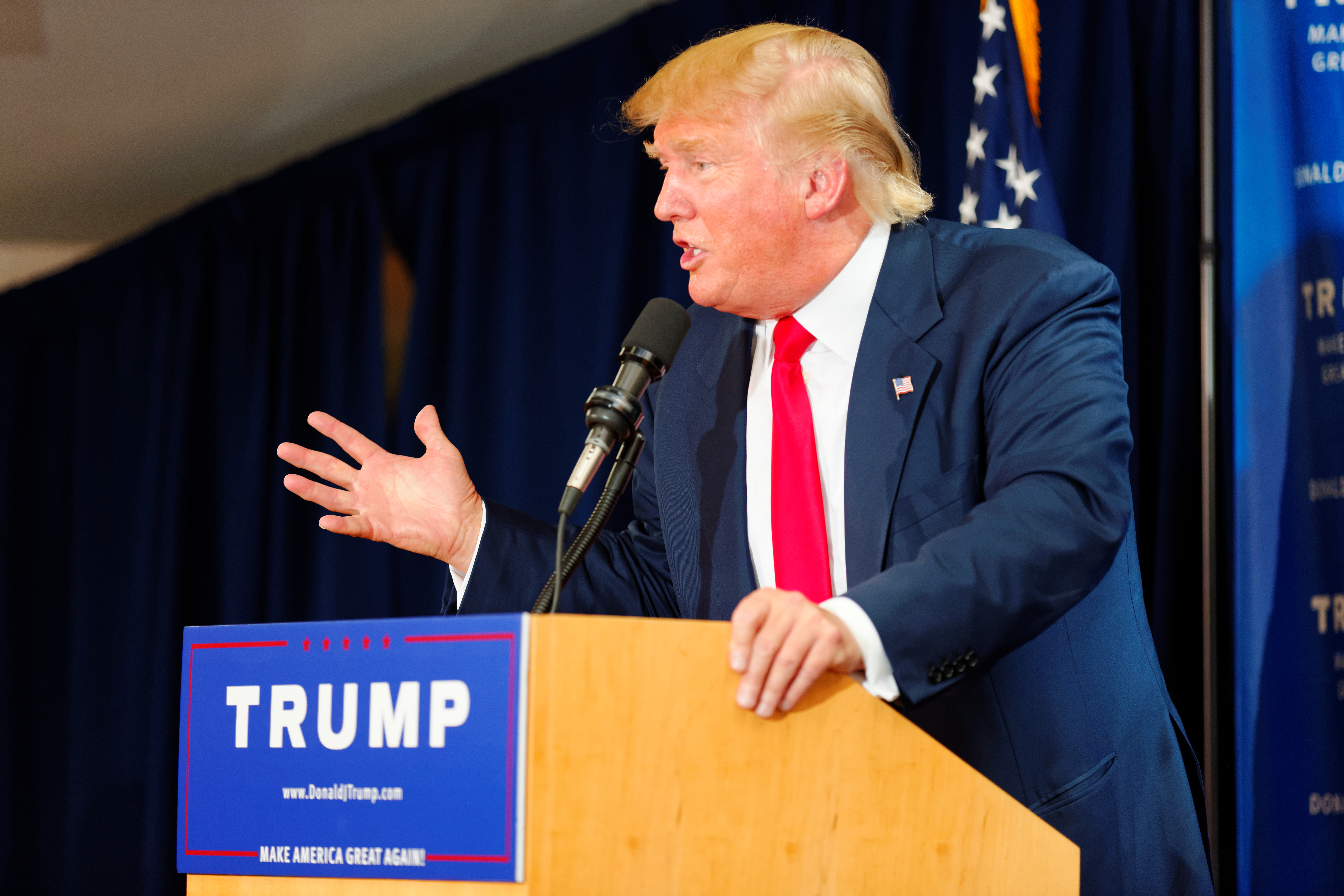
支援者集会で演説するトランプ（2015年7月16日）

2015年6月16日にはトランプ・タワーの会見場で、2016年アメリカ合衆国大統領選挙に共和党から出馬することを表明した。
この出馬表明の場でトランプは「メキシコ（政府）がメキシコの人を送ってくるときは、メキシコのベストな人は送ってこない。メキシコは問題が沢山ある人を送ってきて、彼ら（問題が沢山あるメキシコ人）は問題を我々のところに持ち込む。彼らはドラッグを持ちこむ。彼らは犯罪を持ちこむ。彼らは強姦犯だ。そして、いくらかは多分良い人だ! 国境警備隊と話したら我々の直面していることを話してくれた。」と破天荒な発言し、大きな反発を招いた。
アメリカではヒスパニック（中南米）系住民が増加の一途をたどっており、2050年には国民の3人に1人はヒスパニックになると予想されている。このヒスパニックの反感を買う発言はトランプ自身の首を締めるものと言われた。この発言を受けてアメリカのスペイン語放送最大手でヒスパニック向けのテレビ番組を放送しているユニビジョンは、トランプが共同事業者として参加しているMUO（ミス・ユニバース機構）との提携関係を解消し、「ミス・ユニバース」関連の放送を今後一切行わないと発表した。放送メディア大手NBCも「ミス・ユニバース」の放送を打ち切ると発表し、「ミスUSA」の放送も打ち切り、自社番組『アプレンティス』からトランプを降板させ、トランプ抜きで放送を続けると発表した。
トランプは同時に「私はメキシコにもメキシコ人にも敬意を抱いているし好きだよ」（I have great respect for Mexico and love their people and their people's great spirit.）とも言ったが、大手百貨店メイシーズもトランプ・ブランドを撤去すると発表した。さらに男子ゴルフのメジャー大会優勝者で争われるPGAグランドスラムを開催する全米プロゴルフ協会（PGA）は、10月の大会をトランプが所有するロサンゼルスのコースで行う予定だったが、別の場所にすると発表した。
同月、トランプはケーブルテレビのインタビューで、大統領に当選すれば、投資家のカール・アイカーンを財務長官に、実業家のジャック・ウェルチや投資家のヘンリー・クラビスを政策ブレーンに起用すると発言した。アイカーンは「突然のことで驚いた」「嬉しいが、この提案に応じられるほど私は早起きしていない」と一旦は辞退したものの、後に受諾を表明した。
カール・アイカーンはトランプのためにスーパーPACを組織するなど大統領選を支援し、支持を呼びかけている。アイカーンはタイム・ワーナーの大株主であったが、2006年2月7日にラザードとタイム・ワーナー解体を主導したことが 343ページの企画書 公開により明らかとなった。そのタイム・ワーナーは2016年10月現在、AT&Tが買収する見込みである。
なお8月には著名な選挙参謀であったロジャー・ストーンが辞任した。しかしストーンはその後もヒラリー・クリントンを「夫のビルのレイプを隠した」としたネガティブキャンペーンを繰り広げるなど、事実上トランプ陣営を後押しする言動を取り続けた。またトランプも同様のネガティブキャンペーンを繰り広げた。
11月、ヒスパニック系の著名な知識人67名が、「数百万の死者を出すことに繋がった異民族に対する歴史的運動を想起させる」危険なヘイトスピーチであるとの非難声明を発表した。

#### 出馬表明後

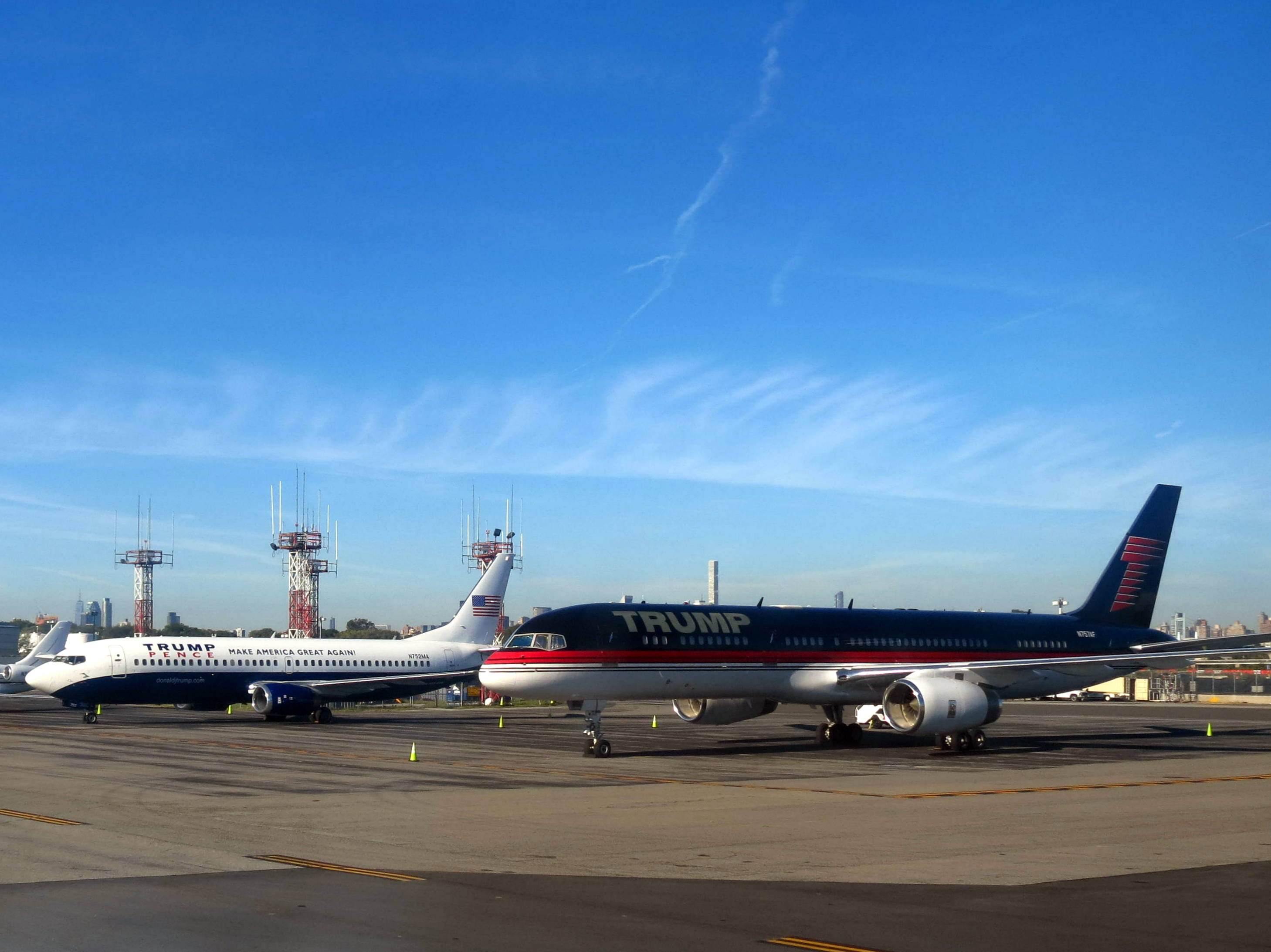
2016年の大統領選挙の遊説で使用していた自家用機のボーイング757-200（N757AF）
奥はマイク・ペンスの使用していたボーイング737-400（N752MA）

2015年12月にはムスリム系夫妻がカリフォルニア州サンバーナディーノ郡で福祉施設を銃撃し14人を殺害した事件の後、「当局が（テロの）全容を把握するまで当面の間ムスリムの入国を完全に禁止するよう」提案した。メディアはこれを「ムスリム入国禁止発言」と伝え、世界的に波紋が広がり、イスラム世界はトランプ・ブランドの商品を回収するなど激しく反発した。
この発言を巡っては、アラブの大富豪として知られるサウジアラビアのアルワリード・ビン・タラール王子が「おまえは共和党だけでなく全米の恥だ。おまえは決して勝てないから大統領選から撤退しろ」“You are a disgrace not only to the GOP but to all America. Withdraw from the U.S. Presidential race as you will never win."と、Twitterで攻撃して話題になった。
これに対してトランプは「まぬけ王子のアルワリード・タラルの望みは、我がアメリカの政治家をパパのお金で操縦することだ。私が当選したら出来ないがね」“Dopey Prince Alwaleed Talal wants to control our U.S. politicians with daddy’s money. Can’t do it when I get elected."とツイートし返して注目を集めた。
その後も様々な「問題発言」が取り上げられていたが、2016年3月当時も、共和党の指名候補争いでトップの支持率を保っていた。
2016年1月19日、2008年アメリカ合衆国大統領選挙で共和党の副大統領候補だったサラ・ペイリン元アラスカ州知事から支持を表明された。
2月27日、大統領選挙から撤退したニュージャージー州知事クリス・クリスティから共和党指名争いにおける支持を得る。
トランプ人気の強さが明らかになるに連れて、トランプの集会を訪れる抗議者も増えている。
特にシカゴで予定されていた3月11日の選挙集会では、移民に関する発言に反発した黒人やヒスパニック系の反トランプ派数百人が現れ、会場となっていたアリーナの５区画を占拠した。既に会場にはトランプの演説を聞くために8500人から1万人の聴衆が集まっていたが、抗議者と支持者の間で殴り合いも起き、トランプ陣営は「安全上の懸念」を理由として集会の中止を発表した。
同日、4日に共和党指名争いから撤退した元神経外科医のベン・カーソンから大統領候補としての支持を受けた。

#### 民主党候補者への言動

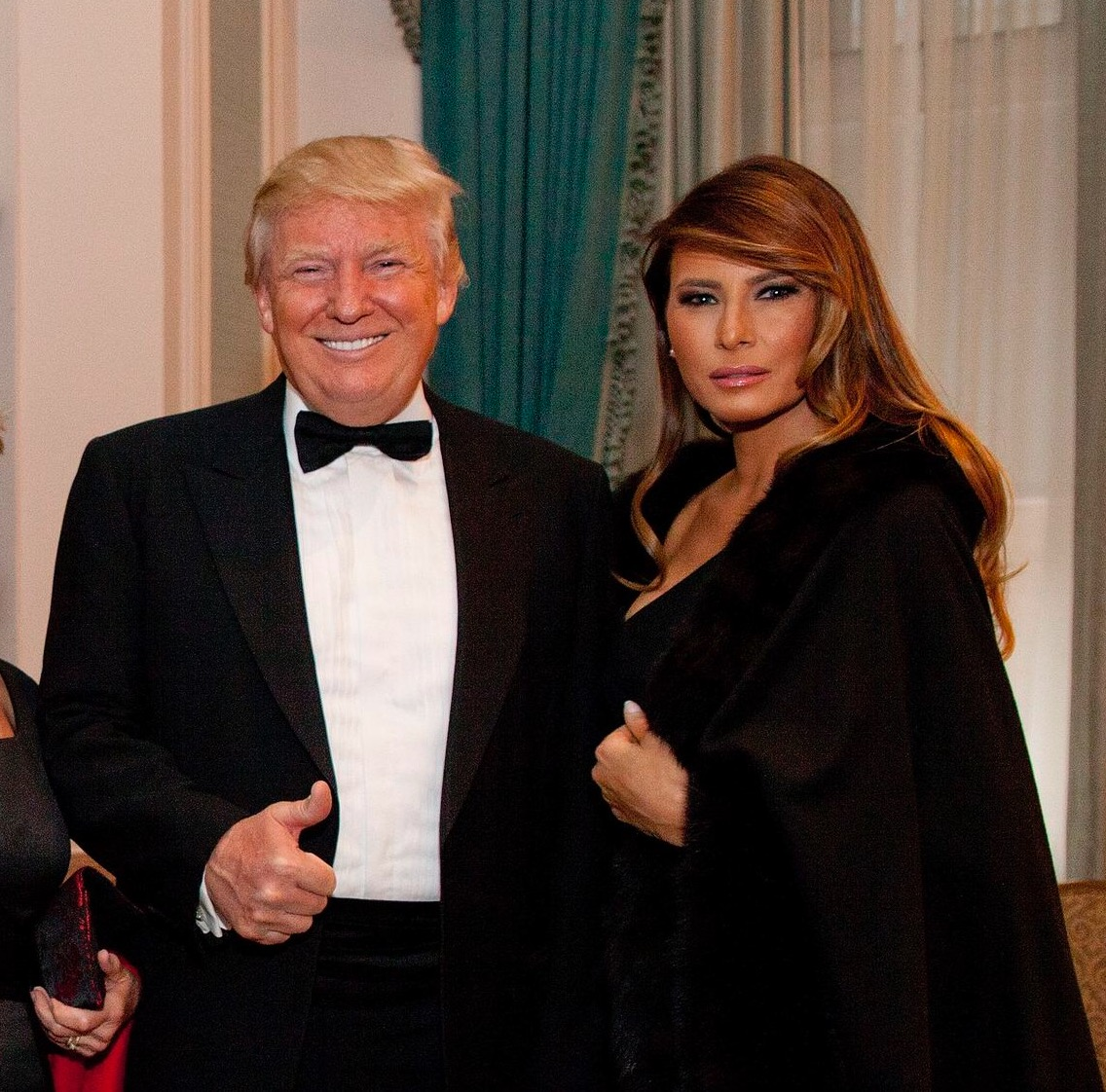
トランプと妻のメラニア（2015年）

トランプは自身の集会でヒラリー・クリントンを「2008年の予備選挙で、ヒラリー・クリントンはバラク・オバマのペニスに屈した（シュロングされた）」と罵倒した。さらに前回の民主党候補者の討論会の途中でクリントンがトイレに行ったことに関して、「反吐が出るね。その話はしたくはない」とまくしたてた。2015年4月16日、自身が利用するツイッターで「ヒラリー・クリントンが夫を満足させられていないなら、なぜ彼女は（自分が）アメリカを満足させられると思っているのか?」というツイートを共有し、後にそのツイートを削除した。
かねてよりチェロキー族を先祖に持つエリザベス・ウォーレン上院議員を「ポカホンタス」と蔑称で呼ぶなど、SNS上で民主党関係者や共和党の対抗馬などへの挑発を続けてきたトランプであるが、ヒラリー・クリントンと最後まで予備選を争ったバーニー・サンダース候補が民主党党大会においてクリントン支持を表明するとTwitterにおいて、「バーニー・サンダースはインチキヒラリーに寝返った。これじゃあサンダースがやったこと、生み出したエネルギー、そして集めた金、何の成果もないじゃないか! 時間の無駄だったな」と挑発。サンダースは、「Never tweet.（二度とツイートするな）」と投稿した。オバマがクリントン支持を表明したことについて誰もオバマの続投を望んでいないとツイートすると、クリントンは「Delete your account.（アカウントを削除しなさい）」と短く返し話題を呼んだ。
2016年8月10日、銃規制の強化をクリントンが主張していることについて、「銃を所持する権利を支持する人なら何かできるだろう」と発言し、支持者に暗殺を示唆したものとして波紋が広がった。トランプの選挙対策本部は、支持者に投票を呼びかけたものであると釈明に追われた。アメリカ合衆国シークレットサービスは、トランプ陣営に対して事情聴取を複数回行ったことを明らかにした。
一方のトランプは肺炎と診断された民主党候補ヒラリー・クリントンの回復を願うと表明。トランプ陣営の職員らにもクリントンの病状に配慮し、この件に関するソーシャルメディア上の投稿を控えるよう指示している。

#### 性的発言
2016年10月8日、『ワシントン・ポスト』は、2005年にトランプがテレビドラマ『デイズ・オブ・アワ・ライブス』の収録に向かうバスの中で、バラエティ番組『アクセス・ハリウッド』の司会者ビリー・ブッシュと、結婚直後であったにもかかわらず、「私は魅力的で美しい女性に磁石のように引き寄せられ、キスを始めてしまう」と既婚女性と性的関係を持とうとしたことを発言し、猥談を繰り広げる動画を公開した。
ポール・ライアン下院議長は、気分が悪くなるとしてトランプの演説会への参加を取りやめ、ラインス・プリーバス共和党全国委員長も非難する声明を発表。さらには、ジェーソン・チェイフェッツ下院議員が、共和党の議員として初めてトランプ支持を撤回するなど、批判の広がりを受けたトランプは「気分を害した人がいたら謝罪する」と傍若無人の問題発言を繰り返すトランプが、自らの発言について謝罪を行う初の事態に追い込まれた。
10月10日までに共和党に所属する連邦議会議員、州知事331人のうち少なくとも160人がトランプを批判し、うち32人はトランプに選挙戦からの撤退を要求した。

#### メディア報道
| 候補                     | 日刊紙 | 週刊紙 | 雑誌 | 学生新聞 | 国際報道機関 | 合計 |
| ------------------------ | ------ | ------ | ---- | -------- | ------------ | ---- |
| ヒラリー・クリントン     | 226    | 121    | 13   | 53       | 10           | 425  |
| 支持なし                 | 55     | 12     | 0    | 4        | 0            | 70   |
| ドナルド・トランプ以外   | 6      | 1      | 4    | 3        | 4            | 18   |
| ドナルド・トランプ       | 8      | 4      | 0    | 0        | 0            | 12   |
| ゲーリー・ジョンソン     | 6      | 0      | 0    | 0        | 0            | 6    |
| エヴァン・マクマリン     | 1      | 0      | 0    | 0        | 0            | 1    |
| ヒラリー・クリントン以外 | 1      | 0      | 0    | 0        | 0            | 1    |

トランプは他の候補よりも少ない資金で指名争いをリードすることで、資金力だけでは勝てないことを印象づけた。

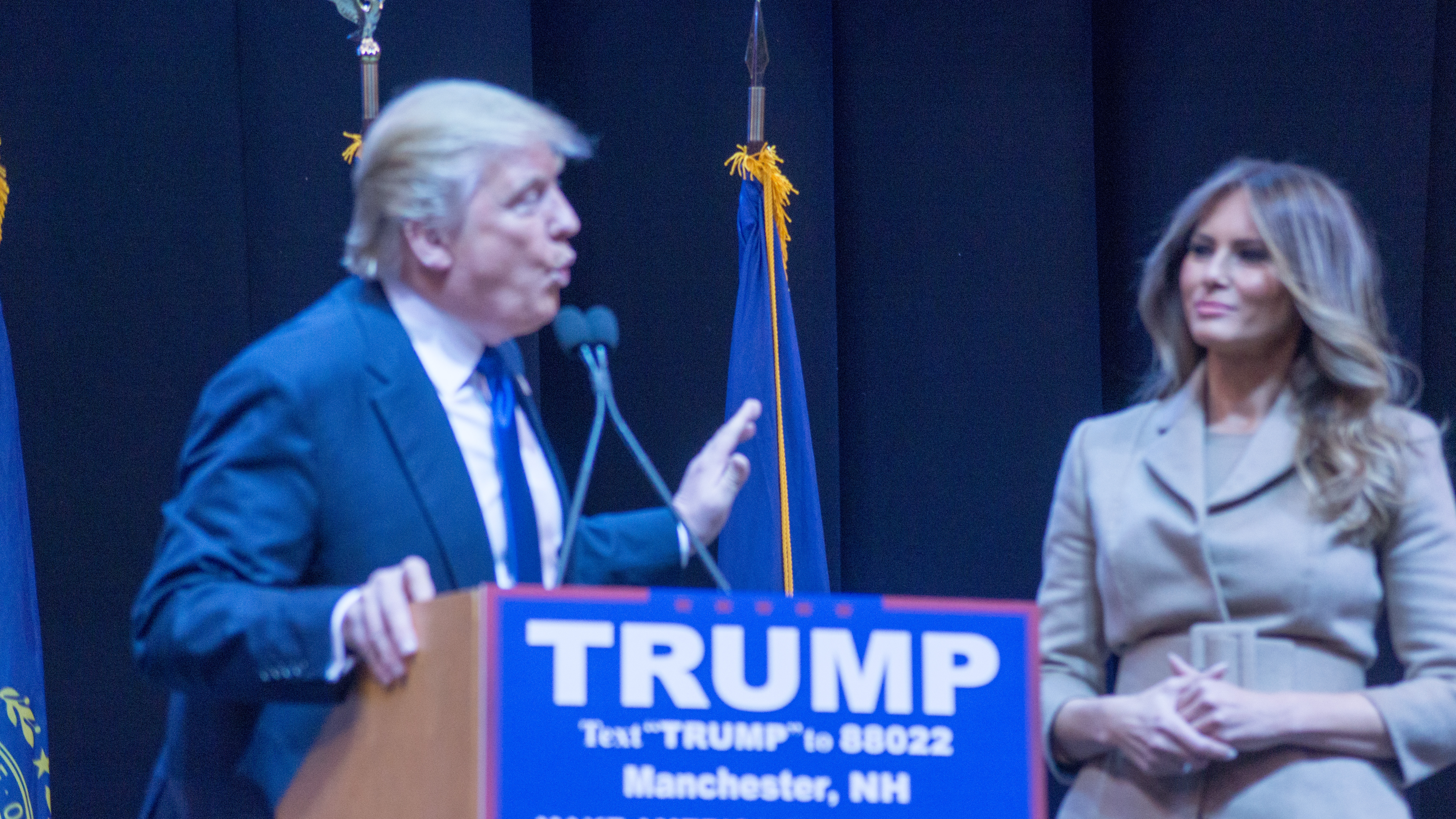
ニューハンプシャー州の支持者集会で演説するトランプ（2016年2月）

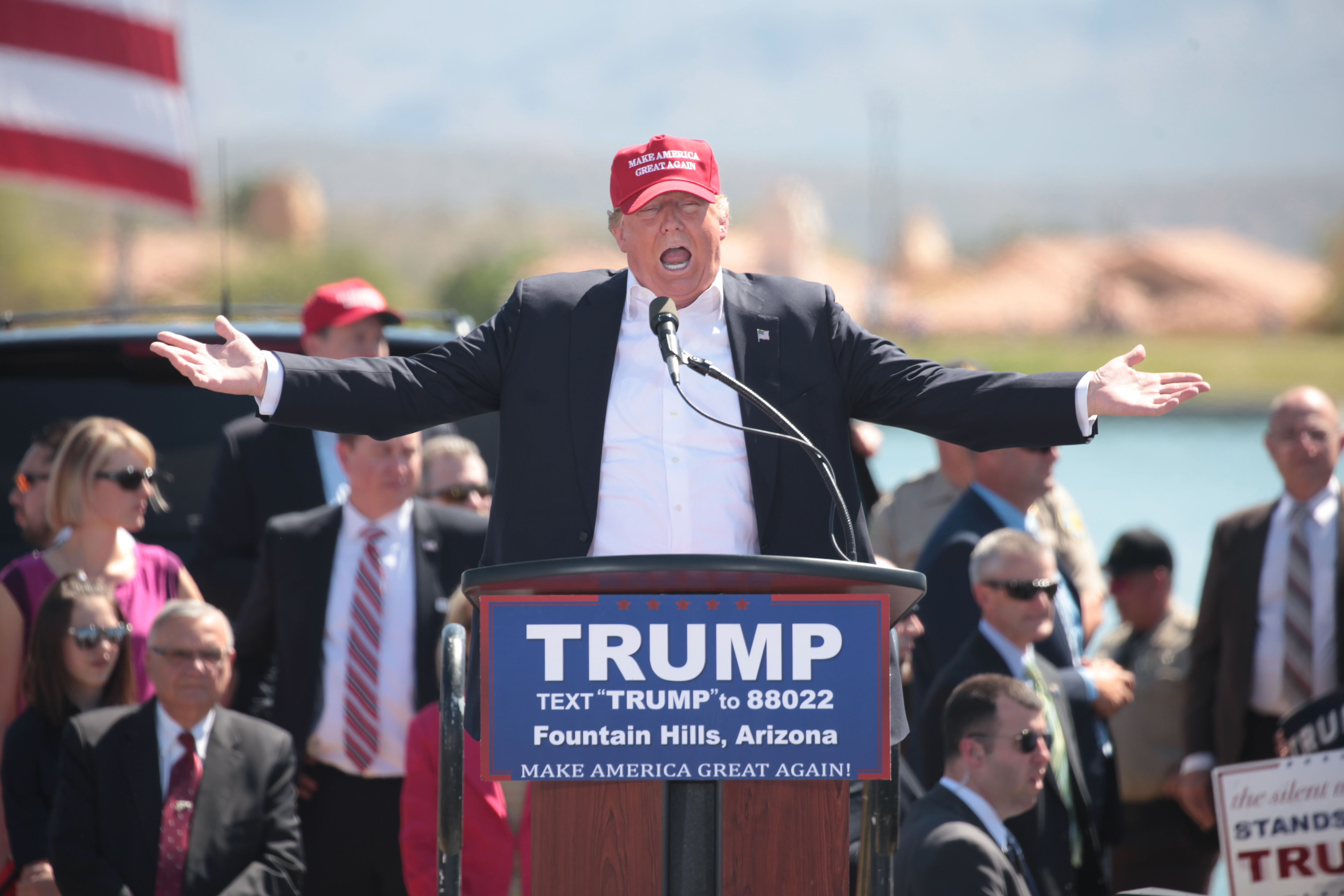
アリゾナ州の支持者集会で演説するトランプ（2016年3月）

ルビオ、ヒラリー、ジェブ・ブッシュらがウォール街から大口の献金を得ていることと対照的に、トランプは献金を募らずに自弁による選挙活動を続けており、同陣営が使った28億円（2500万ドル）という費用はあらゆる共和党候補よりも少ない。
2016年2月時点で、共和党の各候補が1票を獲得するために投じた費用は、ジェブ・ブッシュが14万円（1320ドル）、ルビオが3万円（260ドル）、テッド・クルーズが2万6千円（233ドル）、トランプが6800円（60ドル）である。
有権者1人あたりに投じた金額は、ジェブ・ブッシュ6万円（551ドル）、ルビオ3400円（30ドル）に対して、トランプは340円（3ドル）である。
トランプ自身は高額の寄付を受け取らず、選挙費用を自腹で賄っていることに関して自身の集会で、「金を断るのはすごくきついよ。だって、これまでは受け取ってきたんだから。金を受け取って、金を愛して、また受け取ってきた。今は金をくれるという相手に、あんたの金はいらないと断っている。受け取ったらどんなことになるかわかっているからな」と発言して、会場では割れんばかりの喝采が響いた。
またトランプに対するネガティブ広告は週ごとに増し、2月末までに費やされたトランプ封じのネガティブキャンペーン予算は76億円（6700万ドル）に上る。各候補は対トランプ予算を3億円以上用意しており、フロリダの予備選投票ではトランプ阻止のために7億9千万円（700万ドル）が使われた。
2016年3月上旬には共和党のテレビCMの半数はトランプ降ろしを狙うものになり、対トランプのネガティブCMは6万件に達し、「弾幕」や「嵐」と呼ばれるほど増えた。
また欧米メディアは、一様にトランプに否定的な反応を見せている。アメリカの政治専門紙ザ・ヒルの調査によると2016年10月までにアメリカの発行部数上位100紙のうち民主党候補のクリントンを支持した新聞が17紙あったのに対し、トランプ支持を打ち出した新聞は1紙も存在しなかった。女性蔑視発言によるトランプの失速が明らかになって以降、トランプ批判に踏み切りクリントン支持を打ち出すメディアは急増しており、歴代大統領に関する資料を収集するカリフォルニア大学サンタバーバラ校のプロジェクトが同じく上位100紙を対象に行った調査では、クリントン支持33紙、ジョンソン支持3紙、トランプ支持は0紙であった。ジョンソン支持を打ち出した3紙は元来共和党寄りの論調の新聞である。
- 『エコノミスト』は、「トランプのアメリカ - なぜトランプ氏は危険なのか」という題の社説を掲載、トランプの政策の変遷や政党遍歴、ポピュリズムや外交政策を批判した[104]。
- 『ニューズウィーク』は、トランプについてアドルフ・ヒトラーと同じデマゴーグであり、自画自賛が激しく、傲慢で具体性も無いのに詭弁を弄して民衆の支持を集める人物であるとする記事を掲載した[105][出典無効]。
- 『ハフィントン・ポスト』は、2015年にはトランプの選挙運動を「見せ物」（sideshow）に過ぎないとして、政治欄で扱わずエンタメ欄に掲載していた[106]が、12月7日、アリアナ・ハフィントン（ハフィントンポスト創設者で社長、編集長）がトランプを「トランプの発言は初めから醜かった（ugly）」「トランプは女性蔑視主義者だ」「トランプは人種差別主義者」「トランプの好きにはさせない」「彼の発言は面白くない。不快で危険だ。」と非難し、再び政治面で扱う決定をしたと発表した[107]。
- 共和党系保守紙『ナショナル・レビュー（英語版）』は、ドナルド・トランプとテッド・クルーズの2人を共和党への脅威として辛辣に批判し続けており、2016年には「反トランプ」特集を組んだ[108]。
- タブロイド紙『デイリーニューズ』の黒人記者は、トランプが2度離婚していること、牧師に罪を告解した経験が無いことや人種差別的とされる発言が多いことなどを挙げ、キリスト教徒のふりをしている紛い物であると批判した。トランプへの支持を表明したジェリー・ファルウェル（バージニア州のリバティ大学学長）に対しても「南部の保守的な白人キリスト教徒はいつも人種差別的である」とした上で、トランプのことをファルウェルのような保守派のキリスト教徒に愛される人間ではないとした[109]。
- 『ニューヨーク・タイムズ』は、1月30日、民主党のヒラリー・クリントンを「近代史上、最も能力の高い大統領候補」と称賛する一方で、共和党のトランプを「経験も無ければ、安全保障や世界規模の貿易について学習することへの興味もない」と評した[110][111]。
- 『ウォール・ストリート・ジャーナル』は2月22日の社説で、トランプ支持を見直さなければ得体の知れないものに真っ逆さまに飛び込むことになると訴えかけ、民主党が党内の社会主義者（バーニー・サンダース）を「甘やかさなかったように」、共和党支持者も反トランプ票を1人の対抗馬に集めることが望まれるとした[112]。
- 『ワシントン・ポスト』は2月25日の社説でトランプの大統領就任阻止を訴えた。トランプが1100万人に上る非正規移民を強制送還すると発言した点に触れて、「スターリン政権かポル・ポト政権以来のスケールの強制措置」であると批判、「良心ある共和党指導者がトランプ氏を支援できないと表明し、指名阻止のためにできることをする時だ」と訴えた[113][114]。10月13日には、トランプについて「偏見に満ち、無知で、嘘つきで、自己中心的で、執念深く、狭量で、女性蔑視で、財政面で無頓着。民主主義を軽蔑し、米国の敵に心を奪われている」と強く批判した上で、「根気があり、困難にめげず、決然とし、しかも賢明」なクリントンへの支持を表明した[103]。
- キリスト教有力紙『クリスチャン・ポスト（英語版）』は、トランプを「ミソジニスト（女性差別主義者）であり、なおかつ遊び人である」として、「女性と少数派を貶めている」と批判、トランプを落選させるよう有権者に呼びかけた[115]。
- 『フォーリン・ポリシー』には、軍にテロ容疑者の家族、疑わしい市民に対する拷問を命じるとするトランプの発言に反対する50人の共同声明が掲載された。彼らは「我々の知る有力な法律家は皆それらを違法だと考えている」として、トランプに違法な命令を出すような約束をやめるように呼びかけた。またアメリカの大統領が戦争犯罪を行うよう命令してもアメリカ軍は法的職業上の義務として拒絶するとした[116]。
- 『フィナンシャル・タイムズ』は、トランプがウィスコンシン州の予備選挙で敗北すると、投票者がようやくトランプの欠点に気がつき始めたのかもしれないというかすかな希望が見えたとし、有権者に共和党の大多数がトランプに反対する流れに今から続いても決して遅くはないと呼びかけた[117]。トランプ当選後には、アメリカ国民は「自爆テロ犯を政府に送り込んだ」とし、アメリカの民主主義は南北戦争以来、150年間経験したことの無い試練に直面するとして、改めてトランプを酷評した[118]。
- 『ガーディアン』はトランプ当選を受けて、左派系論壇の重鎮として知られるジョナサン・フリードマン（英語版）による社説を掲載。トランプの「醜い」選挙キャンペーンやトランプを当選させたアメリカ国民を厳しく批判した[119]。
- 『ボストン・グローブ』は、2016年4月10日、「共和党はトランプを阻止せよ」と題する社説とともに「トランプ大統領」の統治下を想定した架空の記事を掲載してトランプが掲げる1100万人の移民強制送還などの政策を批判した[120]。
- アメリカ最大手紙『USAトゥデイ』は2016年9月29日、行き当たりばったりで人種偏見的思想を持つトランプを、確定申告もしない嘘つきであるとして、「米国が大統領に求める性格、知識、堅実さ、誠実さを欠く」トランプは大統領に相応しくないと論評した。政治的中立を謳う同紙が大統領に対する支持・不支持を明確にするのは1982年の創業以来初のことである[121]。
- 老舗雑誌『アトランティック』もトランプを「主要な政党の候補者としては、大統領選挙史上最も不適格だ」として政治的中立の立場を52年ぶりに取りやめ、クリントン支持を表明した[122]。
- 長年共和党支持を打ち出してきたテキサス州の最大手紙『ダラス・モーニングニューズ』は、トランプを「党のほぼ全ての理想と相いれない。党員でも保守主義者でも無い」と批判し、「大統領になる資格は無く、投票に値しない」として不支持を表明。第二次世界大戦後初めて民主党候補であるクリントンの支持を表明した[123]。
- アリゾナ州の最大手紙『アリゾナ・リパブリック』も、創刊時の紙名が『リパブリカン』（共和党員）である共和党支持の新聞であるが、トランプを「保守でもなく、大統領になるべきでも無い」として1890年の創刊以来初めて民主党候補を推薦した[124]。
- その他共和党寄りの論調で知られる新聞では、『ヒューストン・クロニクル』（テキサス州）が史上2回目、『シンシナティ・インクワイアラー（英語版）』（オハイオ州）が100年ぶり、『サンディエゴ・ユニオン・トリビューン（英語版）』（カリフォルニア州）が創刊以来初めて民主党支持を打ち出した他、『リッチモンド・タイムズ・ディスパッチ（英語版）』（バージニア州）、『ニューハンプシャー・ユニオン・リーダー（英語版）』（ニューハンプシャー州）、『デトロイト・ニュース（英語版）』（ミシガン州）のように第3の候補とされるリバタリアン党のゲーリー・ジョンソン元ニューメキシコ州知事を支持する新聞もある[124]。
- 激戦区フロリダ州の『タンパベイ・タイムズ』などもクリントン支持を明らかにしている[103]。

このようなメディアの逆風と、少ない選挙資金で指名争いの首位を保ってきた逆説的な状況については、マスコミ誌上でも多くの分析があり、全体としては主流政治家への不満の他、支持者の見識不足と結論づける論調が多いが、非常に少数の意見としてはアメリカの大手シンクタンク戦略国際問題研究所（CSIS）のエドワード・ルトワックによる見解などもある。
なおトランプ陣営は自身に対して批判したメディアの取材を拒否し、『ワシントン・タイムズ』、『ハフィントン・ポスト』、『バズフィード』、『デイリー・ビースト』、『ユニビジョン』、『フュージョン』、『マザー・ジョーンズ』、『ポリティコ』、『ナショナル・レビュー』など多くの報道機関の記者から記者証を取り上げたり、トランプの選挙対策本部長コーリー・ルワンドウスキ（後に解任）が質問しようとした女性記者の腕を掴むなどの強硬策に打って出ている。
数少ないメディアによる支持表明の例としては『ニューヨーク・ポスト』があり、日韓核武装論やメキシコ国境への万里の長城建設といった政策を「新人らしいミス」と一蹴しつつも、「不完全だが、可能性に満ちている」として支持を表明している。
大統領就任後には自身に批判的なCNNを「人々の敵」、「フェイクニュース」と非難。ホワイトハウスは、2月24日のショーン・スパイサー報道官の会見を正式な会場を使わず、ぶら下がり取材方式に変更。トランプに批判的なCNNや『ニューヨーク・タイムズ』、『ロサンゼルス・タイムズ』、『ニューヨーク・デーリー・ニューズ』、『ポリティコ』、『ザ・ヒル』、『バズフィード』、『ハフィントン・ポスト』などの国内メディアや、『デーリー・メール』、BBCなどの殆んどの外国メディアを排除した。許可されたのは、保守的な論調で知られるFOXニュースやスティーブン・バノン首席戦略官が会長を務めた右派のニュースサイトブライトバート・ニュース・ネットワークなどであった。これに対してホワイトハウス記者クラブは「強く抗議する」として非難。AP通信や『タイム』は抗議のためボイコットした。

##### 日本語メディアの反応
アメリカ合衆国大統領選挙は世界中の政治や経済の秩序に大きな影響を与えるため世界中のメディアが注目しており、アメリカの同盟国として最大の経済力を持つ日本でも新聞各紙はトランプの躍進について社説で論評している。
- 『読売新聞』は3月3日の社説で、トランプが日本・中国・メキシコなどを打ち負かすと発言したり、偉大なアメリカを取り戻すといった「単純なスローガン」の繰り返し[注釈 8]によって危うい大衆扇動をしていると評し、トランプを支持する動きを「反知性主義」と断じた[131]。
- 『朝日新聞』はトランプが「アメリカと世界を覆う難題」に冷静に取り組まず「社会の分断」を煽ってきたと主張、トランプは国民の鬱屈する心情に「扇動的」に訴えかけており、「自由主義の旗手を自負する大国」の指導者に相応しくないとした。またアメリカの強みは流入する移民とともに成長することであるとした上で、アメリカでは白人が着実に減っている反面、中南米系とアジア系が増えているのだから「人種的な意識があるならば時代錯誤である」として、アメリカ国民には「移民を排し、外国を責め、国を閉じ」ても何も解決しないので「グローバル」で優秀な指導者を選ぶように期待するとした[132]。
- 『毎日新聞』はトランプがメキシコとの国境に壁を作って移民を締め出し、イスラム教徒の入国も禁じる訴えをしていると紹介したうえで、世界がこのような発言で息苦しくなっているとし、共和党にそれで良いのかと疑問を投げかけ、トランプには、「暴言や下品なパフォーマンス」を慎むべきだとした[133]。
- 『日本経済新聞』はトランプが支持を集める背景を理解すべきとした上で、トランプが「人種差別的な発言」を繰り返しているとした。またトランプの「極端な主張」は必ずしも保守主義を体現しておらず、そのような主張に共鳴する支持者の姿を見ると、歯止めがきかなくなった「大衆迎合主義の危うさ」を感じるとし[134]、アメリカ社会の分裂がトランプや他の候補の政策によって高まれば日本が不満の捌け口にされる恐れもあると指摘した[135]。
- 『産経新聞』は『トランプ現象 「痛快だから」では済まぬ』と題する記事を掲載。トランプの政治姿勢について「貿易で日本、中国、メキシコを打ち負かすと連呼」していて、「日米同盟の意義」を理解していない、「有無を言わせず通商紛争を仕掛けるかのような」内向きで独善的な姿勢であるとして、トランプの躍進に不安を覚えるとした。他方、トランプの対立候補には、トランプを支持する人たちが抱えている政治や社会への不満を克服する手法や政策を提示するよう求めた[136]。
- 『中日新聞』は「移民やイスラム教徒に対する無用の憎悪をあおり喝采を浴び」る「ポピュリストの手法」によるトランプの躍進に世界の憂慮が深まっていると指摘した[137]。

#### 共和党予備選挙での勝利

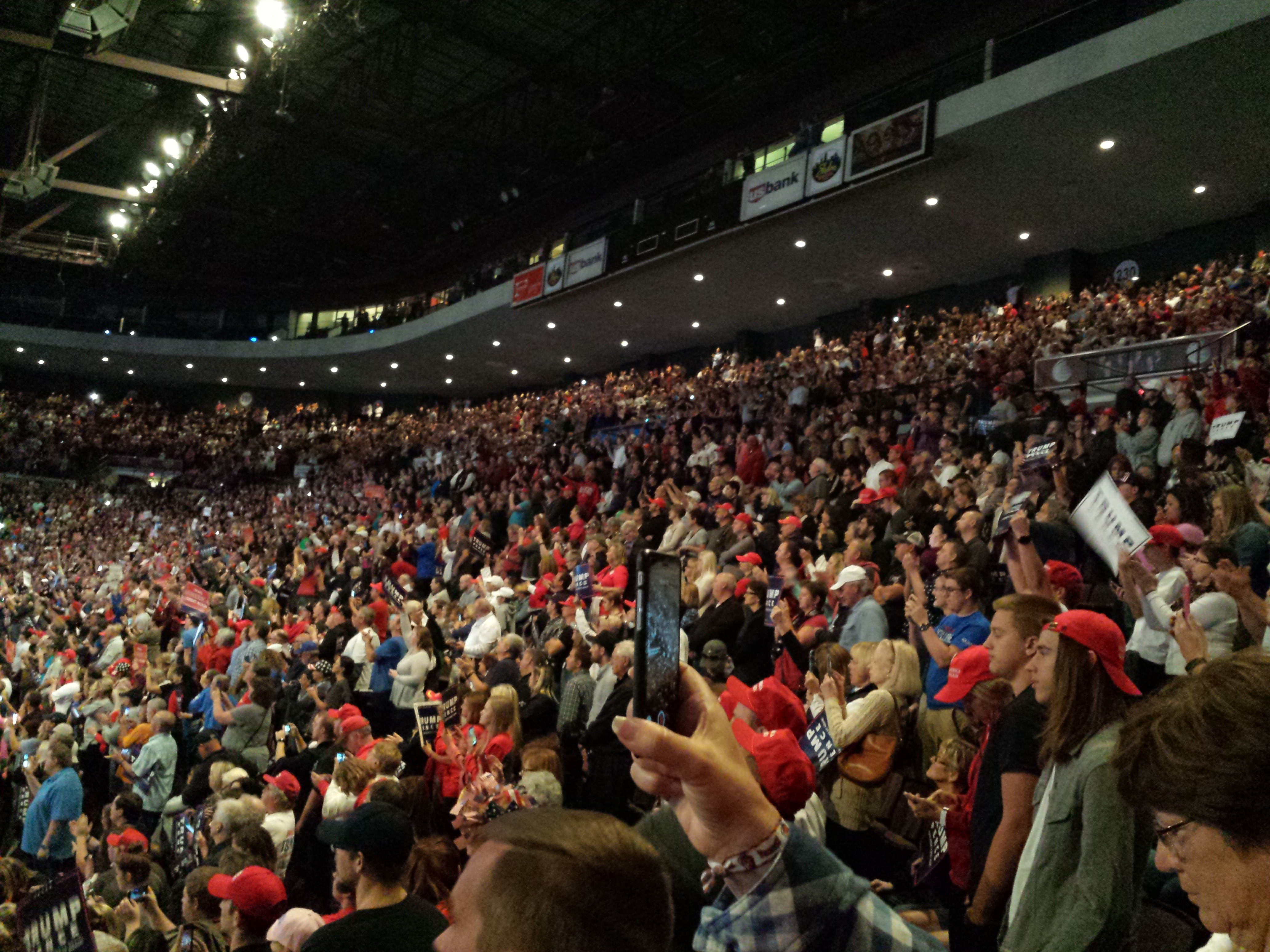
2016年10月13日、オハイオ州シンシナティの米銀行アリーナでトランプ集会を行う

2016年5月3日、インディアナ州予備選挙で勝利し共和党の大統領候補指名獲得に必要な代議員1237人の確保がほぼ確実となった。
これを受け、ライバル候補のテッド・クルーズ及びジョン・ケーシックが予備選からの撤退を表明。他の候補者がすべて選挙戦から撤退し、予備選挙に残っている候補者はトランプのみとなったため、この時点でトランプの大統領候補指名獲得が事実上確定した。
2016年7月の共和党予備選挙で正式に大統領候補に指名された。

#### 一般投票
2016年11月8日（アメリカ東部時間）執行の2016年アメリカ合衆国大統領選挙の一般投票で、民主党指名候補のヒラリー・クリントン、リバタリアン党指名候補のゲーリー・ジョンソン、アメリカ緑の党指名候補のジル・スタインを相手に接戦の末、全米で過半数の270人以上の選挙人を獲得し勝利した。
12月19日の選挙人による投票で、過半数の270人以上の選挙人がトランプに投票した場合は当選者となり、バラク・オバマの後任として2017年1月20日に第45代アメリカ合衆国大統領に就任する。

#### 当選後
閣僚の人選は、次期副大統領のマイク・ペンスが2016年11月11日に組閣責任者となり、指揮することになった。同月15日にカール・アイカーンがツイッターで語ったところによると、財務長官にゴールドマン・サックスの共同経営者を務めた投資家のスティーブン・ムニューシン、商務長官には元N・M・ロスチャイルド&サンズの投資家ウィルバー・ロスが起用される。
2016年12月19日に選挙人投票が行われ正式に第45代アメリカ合衆国大統領に決定した。
2017年2月、自身のツイッターでホワイトハウス記者晩餐会へ出席しないことを発表した。大統領が出席しないのは1981年3月30日に暗殺未遂事件で銃弾を受け病床に伏せていたレーガン大統領以来36年ぶり。

## アメリカ合衆国大統領職（2017年-2021年）

トランプ-ペンス、2016年選挙キャンペーンロゴ

### 大統領就任式
2017年1月20日をもって第45代アメリカ合衆国大統領に就任した。就任時の年齢は70歳220日で、第40代大統領ロナルド・レーガンの69歳349日を上回り歴代最高齢の大統領となったが、後に後任のバイデンによりこの記録は更新された。就任演説では、「アメリカ第一主義（アメリカ・ファースト）」を掲げた。

### 政治姿勢
保護主義や孤立主義的な主張を展開し、自国の利益を最優先とする「アメリカ第一主義」に立って既存の国際合意や政策の枠組みを否定するトランプの一連の言動や文化的な多様性に対する非寛容な態度などの政治姿勢は「トランピズム」（Trumpism）と呼ばれる。

### 政権スタッフ
| 職名             | 氏名                       | 任期                  |
| ---------------- | -------------------------- | --------------------- |
| 大統領           | ドナルド・トランプ         | 2017年 - 2021年       |
| 副大統領         | マイク・ペンス             | 2017年 - 2021年       |
| 大統領顧問団     |                            |                       |
| 国務長官         | レックス・ティラーソン     | 2017年 - 2018年       |
| 国務長官         | マイク・ポンペオ           | 2018年 - 2021年       |
| 国防長官         | ジェームズ・マティス       | 2017年 ‐ 2019年       |
| 国防長官         | マーク・エスパー           | 2019年 - 2020年       |
| 国防長官         | クリストファー・ C・ミラー | 代理：2020年 - 2021年 |
| 財務長官         | スティーヴン・ムニューシン | 2017年 ‐ 2021年       |
| 司法長官         | ジェフ・セッションズ       | 2017年 - 2018年       |
| 司法長官         | ウィリアム・P・バー        | 2019年 - 2020年       |
| 内務長官         | ライアン・ジンキ           | 2017年 - 2019年       |
| 内務長官         | デイヴィッド・バーンハート | 2019年 - 2021年       |
| 農務長官         | ソニー・パーデュー         | 2017年 - 2021年       |
| 商務長官         | ウィルバー・ロス           | 2017年 - 2021年       |
| 労働長官         | アレクサンダー・アコスタ   | 2017年 - 2019年       |
| 労働長官         | ユージーン・スカリア       | 2019年 - 2021年       |
| 保健福祉長官     | トム・プライス             | 2017年                |
| 保健福祉長官     | アレックス・アザー         | 2018年 - 2021年       |
| 住宅都市開発長官 | ベン・カーソン             | 2017年 - 2021年       |
| 運輸長官         | イレーン・チャオ           | 2017年 - 2021年       |
| エネルギー長官   | リック・ペリー             | 2017年 - 2019年       |
| エネルギー長官   | ダン・ブルイエット         | 2019年 - 2021年       |
| 教育長官         | ベッツィ・デヴォス         | 2017年 - 2021年       |
| 退役軍人長官     | デービッド・シュルキン     | 2017年 - 2018年       |
| 退役軍人長官     | ロバート・ウィルキー       | 2018年 - 2021年       |
| 国土安全保障長官 | ジョン・フランシス・ケリー | 2017年                |
| 国土安全保障長官 | キルステン・ニールセン     | 2017年 - 2019年       |
| 国土安全保障長官 | チャド・ウルフ             | 代理：2019年 - 2021年 |

「将軍（General）」と金融大手「ゴールドマン・サックス（Goldman Sachs）」出身者、大富豪を意味する「ガジリオネア（Gazillionaire）」から抜擢、それぞれの頭文字を取り通称「3G政権」と言われる。元将軍、ゴールドマン出身者からは共に3人が起用される。
政権の性格について、ポリティコは「保守派の理想チーム」、ニューズウィークが「米国史上最も保守的な政権」、ロサンゼルスタイムズが「現代史において最もタカ派の国内政策を取る政権」と評しており、CNNも超保守的とするなど、マスメディアはトランプ政権を超保守主義と位置付けている。ザ・ヒルは、エスタブリッシュメントの共和党員とされるジョン・マケインやミット・ロムニーらであれば選択しなかったであろう、「型破りな政権」と分析している。
一方で、ウォール・ストリート・ジャーナルは、トランプ政権のイデオロギーを明確に分類することは不可能に近いとしている。
政権発足後2か月を迎えてもなお議会で未承認のポストがあることについて、トランプは「民主党の妨害」であると批判している。

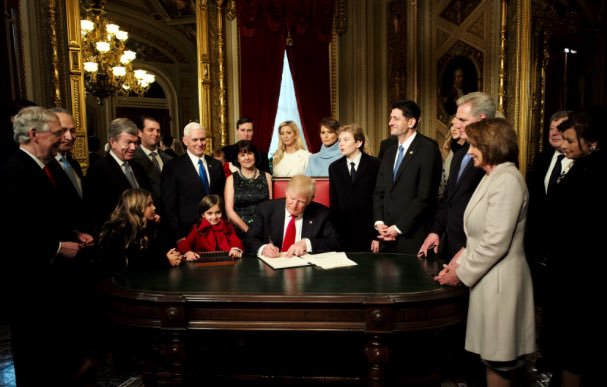
大統領として内閣の指名も含めた最初の公式命令に署名するトランプ
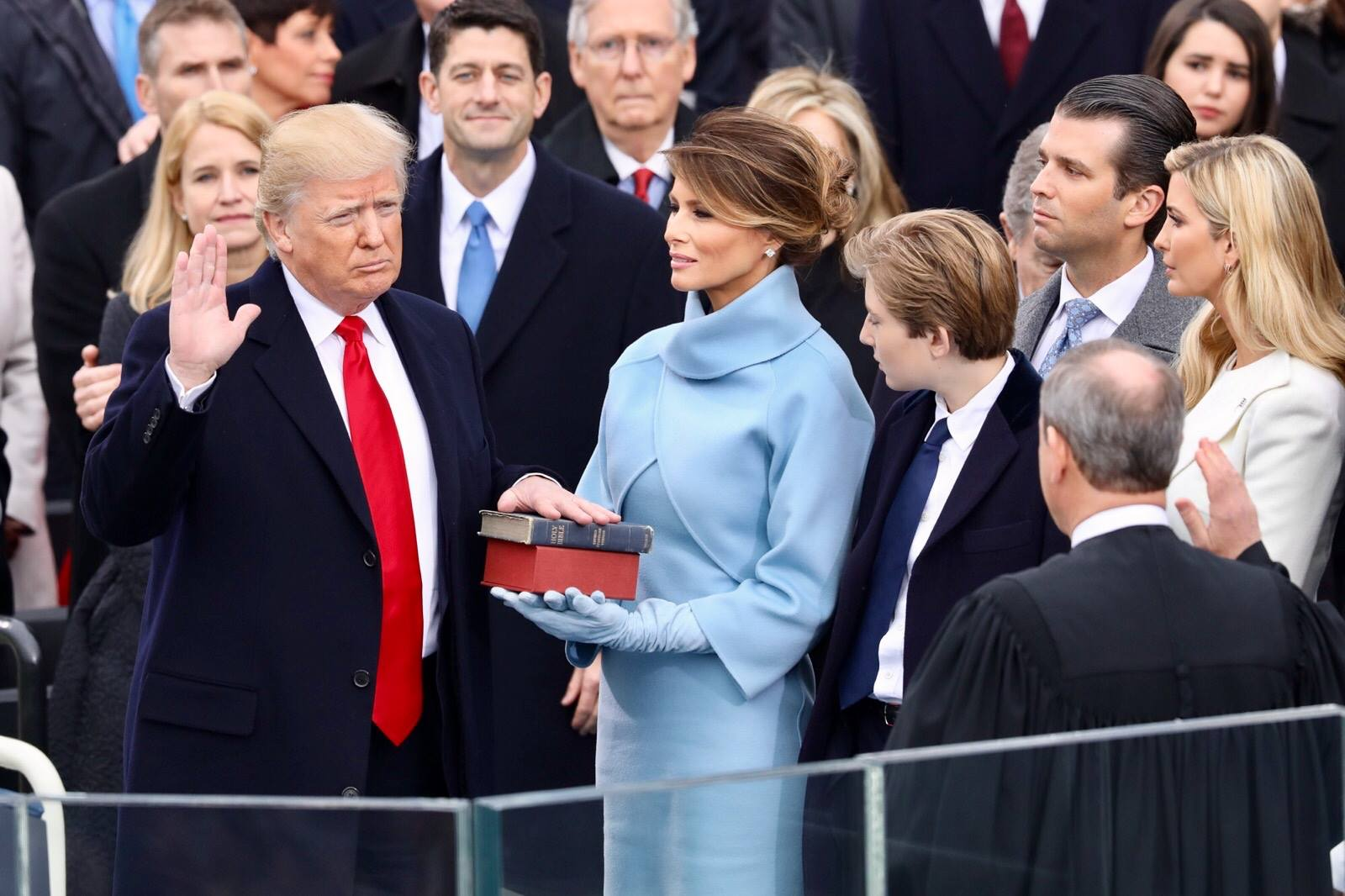
ジョン・ロバーツ最高裁判所長官を伴い、就任の宣誓を読むトランプ
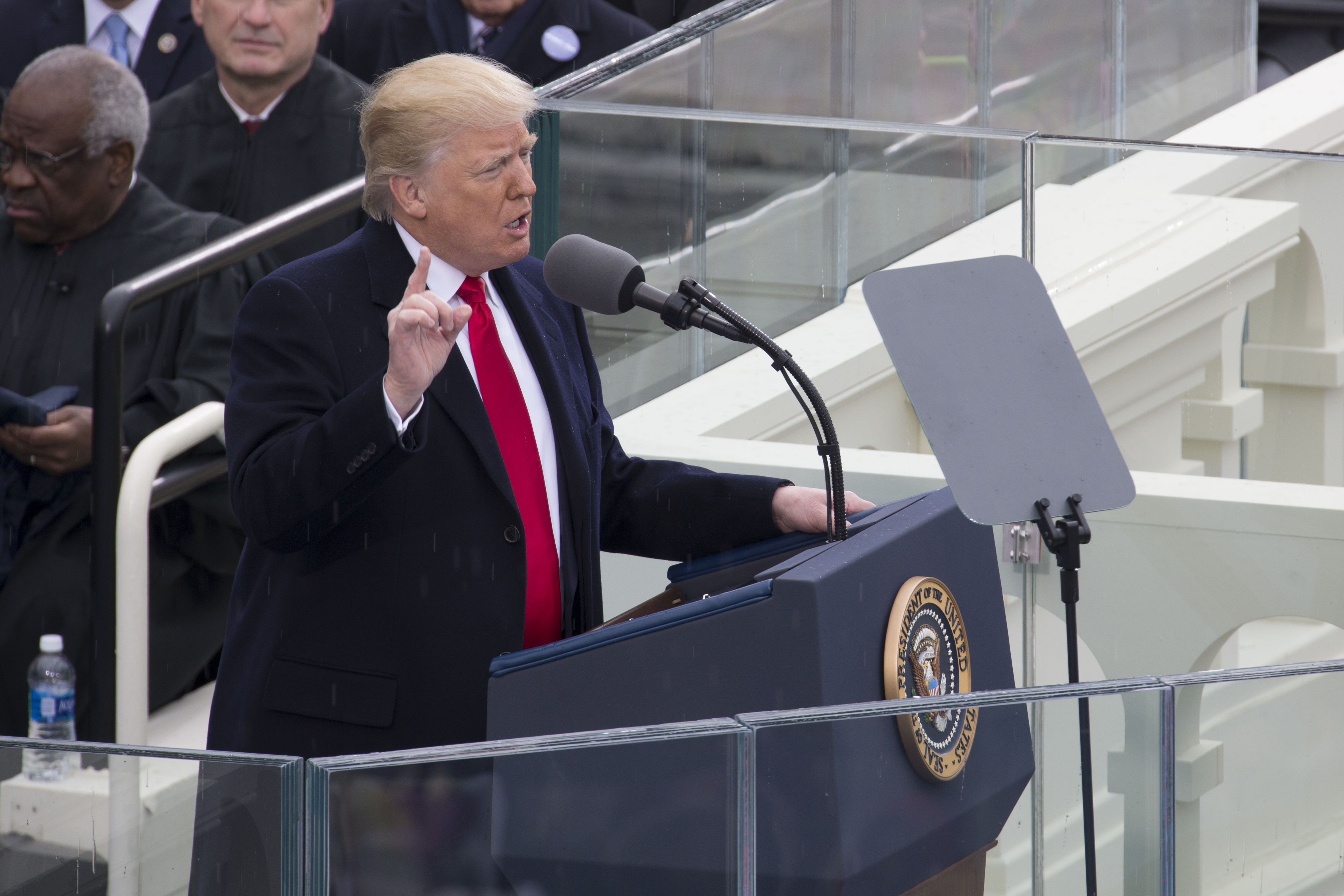
就任演説を行うトランプ

### 政見
1987年以前と2001年から2009年にかけては民主党員であり、同党のクリントン元大統領夫妻に過去10回に亘って献金もしている。また1999年から2001年までの間、アメリカ合衆国改革党にも所属していた。2000年の大統領選には同党から立候補しようとしたが結局断念。2016年の大統領選では共和党から出馬しているが、アメリカ合衆国改革党の分派であるアメリカ改革党の支持も得ている。
トランプの政策的主張は共和党の主流派とは大きく異なっており、政見について敵対する勢力からは大衆迎合主義（ポピュリズム）であると揶揄されることも多い。
トランプをポピュリストとする1人でロイター通信のコラムニスト、ビル・シュナイダー（英語）によれば、ポピュリストとしてのトランプには右翼ポピュリズムの特徴と左翼ポピュリストの特徴が両方あるという。
シュナイダーによれば、ポピュリストにも右翼と左翼の区別があり、左翼ポピュリストはウォール街と「富を独占する1%の富裕層」を攻撃するが、右翼ポピュリストはリベラルの俗物ぶりとエゴの大きさを批判し、高学歴者がキリスト教の伝統的価値を破壊することを批判する。
そしてドナルド・トランプはそれが合体しており、自分自身が富裕層であるのにウォール街を愛しておらず、右派のように移民、少数派、女性を攻撃するばかりか、左派のようにヘッジファンド嫌いであり、ウォール街の側も、反トランプの広告に何百万ドルも使って、トランプの勝利を阻もうとしているという。

#### 支持層
こうしたトランプの主張の支持者は、ニューヨーク・タイムズによれば「高校を出ていない白人」「農業や製造業といった古い産業の底辺」であり、ウォール・ストリート・ジャーナルによれば「高卒の白人、特に男」「下流労働者で非民主的な思想の持ち主」だという。
中国の宗教団体『法輪功』の機関紙『新唐人電視台』の記述によれば、中国系や韓国系の合法的な移民にはトランプを支持する者もいるという。
2016年の大統領選挙におけるNBC社の調査では、トランプへの投票者の傾向は次のようであった。
- 学歴：大学を卒業していない者はトランプ支持が最も多かった（4候補者のうち51%）[159]。
- 性別：男性はトランプ支持が最も多かった（52%）[159]。
- 年齢：45歳以上はトランプ支持が最も多かった（52%）[159]。
- 人種：白人はトランプ支持が最も多かった（57%）。なお、黒人からの支持率は8%、ヒスパニックからの支持率は28%、アジア系からの支持率は27%、「その他人種」からの支持率は36%であった[159]。

2024年の大統領選挙におけるNBC社の調査では、トランプへの投票者の傾向は次のようであった。

- 学歴：大学に通ったことがない者はトランプ支持が多かった（2候補者のうち63%）。
- 性別：男性はトランプ支持が最も多かった（55%）。
- 年齢：45歳以上はトランプ支持が最も多かった（52%）。
- 人種：白人はトランプ支持が最も多かった（57%）。なお、黒人からの支持率は13%、ヒスパニックからの支持率は46%、アジア系からの支持率は39%、「その他人種」からの支持率は54%と2016年の大統領選挙の時より上昇した。

### 大統領令
詳細はドナルド・トランプの執行措置の一覧を参照
| No. | No.   | 令名/説明                                                        | 署名日        | 発行日        | FR 引用    | FR Doc. Number | 参照                                    |
| --- | ----- | ---------------------------------------------------------------- | ------------- | ------------- | ---------- | -------------- | --------------------------------------- |
| 1   | 13765 | 医療保険制度改革の撤廃                                           | 2017年1月20日 | 2017年1月24日 | 82 FR 8351 | 2017-01799     | [ 161 ] [ 162 ]                         |
| 2   | 13766 | 優先度の高いインフラプロジェクトの環境レビューと承認の迅速化     | 2017年1月24日 | 2017年1月30日 | 82 FR 8657 | 2017-02029     | [ 163 ] [ 164 ]                         |
| 3   | 13767 | 国境警備と移民施行の改善                                         | 2017年1月25日 | 2017年1月30日 | 82 FR 8793 | 2017-02095     | [ 165 ] [ 166 ] [ 167 ]                 |
| 4   | 13768 | 米国内の公共安全を強化                                           | 2017年1月25日 | 2017年1月30日 | 82 FR 8799 | 2017-02102     | [ 168 ] [ 169 ] [ 170 ]                 |
| 5   | 13769 | 国家を外国のテロリストからの米国への侵入から守る                 | 2017年1月27日 | 2017年2月1日  | TBA        | 2017-02281     | [ 171 ] [ 172 ] [ 173 ]                 |
| 6   | 13770 | エグゼクティブブランチ従業員による倫理約束                       | 2017年1月27日 | TBA           | TBA        | TBA            | [ 174 ] [ 175 ]                         |
| 7   | 13771 | 規制緩和と規制コスト管理に関する大統領令                         | 2017年1月30日 | TBA           | TBA        | TBA            | [ 176 ] [ 177 ] [ 178 ]                 |
| 8   | 13772 | 米国の金融システムを規制するための基本原則                       | 2017年2月3日  | 2017年2月8日  | 82 FR 9965 | 2017-02762     | [ 179 ] [ 180 ] [ 181 ] [ 182 ]         |
| 9   | TBA   | 犯罪削減と公共安全に関するタスクフォース                         | 2017年2月9日  | TBA           | TBA        | TBA            | [ 183 ] [ 184 ] [ 185 ] [ 186 ] [ 187 ] |
| 10  | TBA   | 連邦、州、部族、地方の法執行官に対する暴力の防止                 | 2017年2月9日  | TBA           | TBA        | TBA            | [ 184 ] [ 187 ] [ 188 ] [ 189 ]         |
| 11  | TBA   | 国境を越えた刑事組織に対する国際連邦法の施行と国際人身売買の防止 | 2017年2月9日  | TBA           | TBA        | TBA            | [ 184 ] [ 187 ] [ 190 ] [ 191 ]         |

### 外交

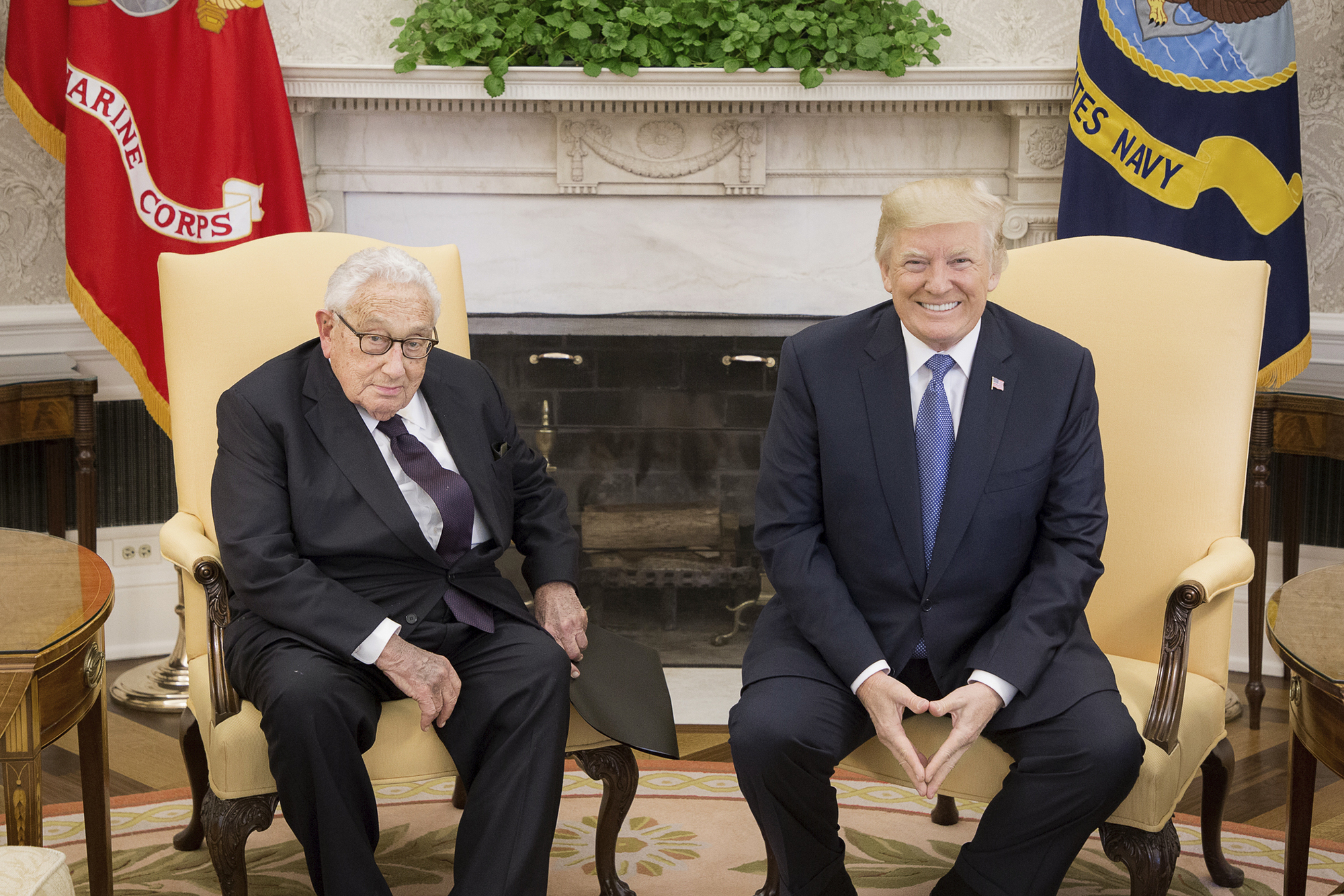
ヘンリー・キッシンジャーと共に（2017年）

反共主義や自由化、民主化を掲げて介入するジョージ・W・ブッシュ元大統領をはじめとする共和党のネオコンや、ヒラリー・クリントンなどの民主党のタカ派（リベラルホーク）とトランプは一線を画していると見られており外国の事に関与するよりも国内問題に集中して取り組むべきだというモンロー主義（孤立主義）により近いという見方もある。トランプの古くからの親友で長年アドバイザーだったロジャー・ストーンはリチャード・ニクソンの崇拝者であり、トランプには輸入課徴金の採用やニクソンの演説の引用など、力を背景にしつつ保護主義的で国益重視だったニクソンの影響があるともされている。またニクソンの腹心だったヘンリー・キッシンジャーを「非常に尊敬している」として度々助言を仰いでいる。
トランプは自らの外交方針について「私は孤立主義者ではないが、’’米国が第一’’だ（I’m “America First.”）」「我々はあらゆる国と親しくするが、いかなる国に対しても付け入る隙を与えない」と要約している。
ときにアメリカのリベラル・保守派の双方が非難している他国指導者を支持するかのような発言が見られ、1990年にインタビューの中で、崩壊前年のソビエト連邦と天安門事件直後の中国について語った箇所は、トランプが共和党候補者でタカ派であるにもかかわらず、共和党右派からも批判されている。
インタビュアーがソビエト連邦の情勢をどう見るか尋ねると、トランプは「ピケが多発しており、今すぐにも革命が起こる。ロシアはリーダーシップを失って混乱している。がっちりした手を講じないゴルバチョフ大統領（当時）に問題があるのだろう。」と答えた。
この前年（1989年）に起きた中国の天安門事件を念頭において「がっちりした手とは中国のような対応?」とインタビュアーが質問すると「中国は学生たちを一掃した。彼らは悪いやつで恐ろしい。だが、彼らは我々に力の強さを見せつけた。一方の我々の国は、弱くなっている」とコメントした。
また、「ソビエト連邦は転覆すると予言しておく。ゴルバチョフが極端な弱さを示しているからだ。突然いたるところで騒乱がおきて、究極的には暴力革命に繋がるだろう。ゴルバチョフは素敵なリーダー扱いされており今後も国際的な信用を増していくだろうが、それは彼がソ連を破壊しているからだ。」とゴルバチョフの改革がソ連を脆弱化させているという認識を示した。
この発言は、右派ナショナル・レビューの共和党とイラク戦争を支持する編集幹部から、「（ソ連や中国の強権政治について）こんな発言をする人間だからプーチンを褒めても驚くには値しない」「自由や民主主義や人権に背を向ける民主党のように、共和党まで落ちてしまうのか。」「私は残忍で殺人的で卑怯な中国政府を吹き飛ばしたかった!」と非難されている。
この発言はCNNで行われたテレビ討論会でも追及され、その際にも天安門で起きたことを支持していないと強調した上で、中国政府が「暴動」を押さえ込んだという表現を使ったことで、天安門事件でリーダー格だった王丹、魏京生やウイグル人ウーアルカイシといった著名な中国民主化運動家から「まるで中国共産党の指導者」「中国共産党による抑圧に反対する者への侮辱だ」「アメリカの価値観の敵」として抗議を受けている。
ロシアや中国とは小さくない問題を抱えているとしながらも、「敵対関係になってはならず、共通の利益を見いだすべきだ」とする外交方針を演説した。
トランプ政権初の国家安全保障戦略では「原則ある現実主義」「力による平和」を掲げ、中国とロシアを米国や国際秩序に挑戦する「修正主義国家」「競争相手」と呼ぶ一方で「米国の国益を守る前提で両国と協力を目指す」と述べ、さらにイランと北朝鮮を「ならず者国家」と位置付けて日本などの同盟国との連携を掲げた。ただし、同盟国との負担差には常々不満を表明した。

#### ロシア
大統領就任前の2015年9月にシリアで空爆を続けるロシア連邦軍について「ロシアはアメリカに敬意を払っていないが、もしイスラム国を攻撃したいのならロシアに好きにさせればいい。イスラム国を排除させるのだ。我々もイスラム国を排除したいのだから気にすることなどない」と発言。ロシアが主導権を握ることを容認する考えを示した。
2016年7月の演説では「イスラム国に対抗して、我々がロシアや中国などと一緒になってイスラム国がもたらす地獄と混乱を一掃すれば素晴らしいだろう？」と発言している。
当時はソ連だった1980年代からロシアや他の旧ソビエト連邦構成国でもビジネスを行っている経験上、ロシアとも関係を深めるべきであると発言しており、「アメリカ・ロシアがもっと協力すれば、テロを根絶し世界平和を再構築することができると常に感じている。貿易のみならず、あらゆる恩恵が相互の信頼関係からもたらされる」と述べている。
ロシアのウラジーミル・プーチン大統領に対し、「内外で尊敬されている人物」「オバマと違って少なくともリーダーだ」とたびたび称賛しており、プーチンもトランプを「トランプには才能がある」と評価している。一方でトランプは「ロシアと良い関係を築けると思うが、そうならない可能性もある」とも発言している。
トランプ陣営が制作した選挙宣伝用ビデオの中で、ナレーションがロシアを「最強の敵」と表現したことについては、ロシアのドミトリー・ペスコフ大統領報道官は「ロシアを悪魔のように扱っている」と批判した。
また、国際空域でアメリカ軍機へのロシア連邦軍戦闘機の接近が相次ぐことに関連して、オバマはロシアに弱腰であるとして、「ロシアの戦闘機がアメリカ機に接近しても、外交が役に立たないなら、それらを撃墜する必要がある」とも明言している。
民主党のメール流出事件については「ロシアや中国といった我々の友人はハッキングの地獄に突き落としたのだ」「ロシアにはさらにメールを見つけてもらいたい」「ロシア・中国もしくは他の国がメールを持っているなら、正直に言う、彼らは私に見せてほしい」と発言している。
大統領選勝利後、電話会談でプーチン大統領に対して「強固で永続的な関係を築きたい」と述べたとする声明を発表した。
しかし、2017年4月12日の記者会見では中国と比較して「ロシアとは全くうまくいかず、史上最低と言える」と述べた。また、同時期にプーチン大統領も「トランプ政権になってむしろ米露関係は悪化した」とする見解を示した。
同年6月、ロシア疑惑で自身の弁護を担当するマーク・カソウィッツがロシア連邦政府・プーチン大統領の影響下にあるクライアントを複数持っていることなどが報じられた。
同年6月20日、ウクライナのペトロ・ポロシェンコ大統領と首脳会談を行い、ミンスク和平合意の履行がなされていないことを理由に、ロシアに対して更なる追加制裁を科すことを声明した。
同年7月6日、ポーランドを訪問して「（集団的自衛権を定めた）北大西洋条約第5条を強く支持し、中東欧の安全と平和維持に責任を負う米国は地域を不安定化するロシアの行動に対処する」と演説した。翌日の7月7日にはプーチン大統領と初の米露首脳会談を行い、シリア南西部の停戦と安全地帯の設置やウクライナ東部での停戦合意履行と両国代表の設置で合意した。サイバー分野でも協力が模索されたが、9日にトランプは「実際に協力できるとは思わない」と述べた。
同年7月28日、議会で可決した対ロシア制裁強化法案を承認し、同年8月2日に署名した。ロシアは報復として755人のアメリカの外交スタッフの国外退去を求め、プーチン大統領は史上最低の米露関係は長引くと述べた。トランプ政権も報復としてロシア公館を閉鎖する措置を行った。
同年10月25日、「中国は我々を助けてくれている。対照的にロシアは別方向を向き、我々の邪魔をしている」と北朝鮮問題でのロシアの対応を批判した。
同年11月11日、訪問先のベトナムでロシア側から米露首脳会談の予定が発表されるもアメリカが否定して見送られたことにロシアのセルゲイ・ラブロフ外相が非難する事態となった。トランプは会場でプーチン大統領と短く会話してシリアでの衝突回避と和平促進とIS掃討で一致し、北朝鮮問題は協議しなかったとして「中国に加えてロシアも協力すれば、より迅速に問題は消える」と述べた。
同年12月14日、ロシアのプーチン大統領との電話会談で北朝鮮問題での情報交換促進で一致し、15日の記者会見で「中国は協力しているが、ロシアは協力していない。ロシアの協力は必要で重要だ」と述べた。
2018年1月17日、ロイター通信のインタビューで「北朝鮮問題でロシアは全く助けになっていない。中国は協力しているが、中国が制裁した分をロシアが埋め合わせしている」と非難した。
同月31日、ロシアに対する追加制裁を見送る方針を明らかにした。ただし、今後の対象となる200人超の政治家・実業家などのリストを公表し、ロシア側を強く牽制する姿勢を見せた。また公表された対象者の中には、ドミートリー・メドヴェージェフ首相をはじめする多くの権力者が含まれていた。
同年3月15日、2016年アメリカ合衆国大統領選挙などでサイバー攻撃を行ったとしてロシアに対するトランプ政権初の制裁を発表した。ロシア連邦保安庁（FSB）やロシア連邦軍参謀本部情報総局（GRU）など5団体とプーチン政権に近い個人19人に制裁を貸した。
同月26日、イギリスで起こったロシアの元スパイらが標的となった殺人未遂事件の報復措置として、アメリカに駐在するロシア外交官60人の国外追放、シアトルにあるロシア総領事館の閉鎖を命じた。翌27日にドイツのメルケル首相・フランスのマクロン大統領と相次いで会談し、ロシア外交官の追放を支持する連携で一致した。最終的に全28カ国の欧米諸国も同様の措置を取り、150人超のロシア外交官に追放処分を科した。ロシアも報復として60人の外交官を追放してサンクトペテルブルクのアメリカ総領事館を閉鎖させた。
同年4月3日、バルト三国首脳との共同記者会見で「私ほどロシアに厳しい人物はいない」と述べつつ「ロシア・中国とうまくやるのは良いことだ。プーチンと良好な関係を築ければよいが、そうならない可能性もある」と付け加えた。6日、トランプは「混乱や憎しみの種を撒く勢力を放置しない」と表明してプーチン政権に近いオリガルヒ（新興財閥）やロシア政府高官など24の個人と14の企業に対する制裁を発表した。これを受けてロシアの株式・為替・債券市場は暴落し、11日の議会でメドベージェフ首相は「米国は制裁を経済戦争の手段にさせつつある」と批判した。
同年4月11日、空母打撃群とミサイル駆逐艦2隻を地中海に派遣して「シリアにミサイルが飛んでくるぞ。ロシアよ、準備するがいい。化学兵器で自国民を殺戮して愉しむ獣に与するべきではない」と述べて米露関係は史上最悪と評した。プーチンはトランプがシリアを軍事攻撃したことに対して「国際法違反であり、シリアへの侵略行為」と批判した。
同年6月11日、ロシア企業5社と個人3人に対する追加制裁を発表する。
同年10月20日、ロシアが条約に違反しているとしてソ連時代に結んだ中距離核戦力全廃条約を破棄する意向を示した。
2019年6月28日、第14回20か国・地域首脳会合での米露首脳会談で中国も加えた「21世紀の軍備管理モデル」を目指した核軍縮協議の継続で一致した。
同年8月3日に「化学兵器の使用停止」を確約していない点を挙げ、ルーブル以外の外貨で国債を発行する際にアメリカの金融機関の引き受けを禁じ、アメリカの商品・技術の輸出制限の強化を表明した。

#### 中東

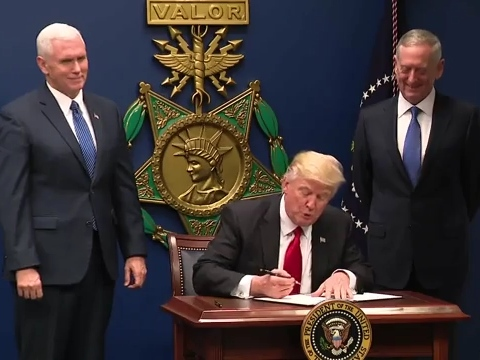
ペンス副大統領とマティス国防長官が見るようにペンタゴンで大統領令13769号に署名するトランプ大統領

これまでの中東政策には否定的であり、イラク戦争にも反対してきた。
CNNの番組の中では、次のように述べた。
わかるだろ、あなたがサダム・フセインを好きかしらないが、彼はテロリストを殺していた。テロリストにとってイラクは楽しい場所ではなかった。ところが今や、イラクは「テロリズムのハーバード大学（Harvard of terrorism）」だ。
数年前のイラクを見たらわかる。彼（サダム）が良いやつだったと言うつもりはない。彼はおそろしい奴だったが、今よりもマシだった。
"If you look at Iraq from years ago, I'm not saying he (Saddam) was a nice guy. He was a horrible guy but it's better than it is now,
人々は頭を刎ね飛ばされたり、溺れさせられたりしている。今この時、彼らの状態は、かつてなく最低で、サダム・フセインやカダフィの時代より悪い。
“People are getting their heads chopped off. They're being drowned. Right now it's far worse than ever [than it was] under Saddam Hussein or Gaddafi,
何が起こったか見てくれ。リビアは大惨事だ。大災害だ。イラクも大災害。シリアも大災害。中東まるごと大災害だ。全部、ヒラリーとオバマの時代に吹き飛んでしまった。
“look what happened. Libya is a catastrophe. Libya is a disaster. Iraq is a disaster. Syria is a disaster. The whole Middle East. It all blew up around Hillary Clinton and around Obama. It blew up.
一方で2002年のラジオの中では、「あなたならイラクに侵攻する？」と問われて「するだろうね（Yeah I guess so）」と答えていたので、かつてはイラク戦争を支持していたのではないかという指摘もある。トランプはこの件について、「私は開戦する前から反対派になり、2003年からはっきりと反対しているのだから意味がない」と主張した。
イスラエルを「アメリカの最も信頼できる友」としており、「我々は100%、イスラエルのために戦う。1000%戦う。永遠に戦う」や「イスラエルはユダヤ人の国家であり、永遠にユダヤ人国家として存在することをパレスチナは受け入れなければならない」などと表明するなど、明確にイスラエル寄りの姿勢を示している。2016年7月に行われた共和党大会では、採択された政策綱領で同盟国であるイスラエルとの関係強化が掲げられ、パレスチナに言及した2国家解決案の削除などがされたことから「史上最も親イスラエル的な綱領」と称賛した。大統領就任後も2国家解決に拘らない意向を表明している。大統領選の際もイスラエルで前例のない規模の在外投票を呼びかけるキャンペーンを行った。また、ヨルダン川西岸地区でのイスラエルのユダヤ人入植地の建設を支持しており、自らが掲げるメキシコとの間の壁建設も自身の著書でイスラエル西岸地区の分離壁を参考にしているとしている。トランプ陣営最大の資金援助者はユダヤ人シオニストで有名なシェルドン・アデルソンであった。
1983年にユダヤ民族基金から米国とイスラエルの関係への貢献を称えられて表彰されており、2004年にニューヨーク五番街で行われたイスラエルを応援するパレードでグランドマーシャルを務めたり、「Jewish Voice」というメディアから、ユダヤ人の孫の祖父であることをどう感じるかと聞かれて、「私はユダヤ人の孫だけでなくユダヤの娘（イヴァンカ）もいて、とても光栄に思います」と答えており、父や兄など家族もともにユダヤ人コミュニティとの繋がりは深い。父フレッドの友人でもあったイスラエルのベンヤミン・ネタニヤフ首相とは旧知の仲であり、大統領選に出馬する前の2013年にも再選キャンペーンに「本当に偉大な首相だ」と応援する36秒のビデオメッセージを寄せていた。ただし、ネタニヤフ首相も、イスラム教徒を入国禁止にするというトランプの発言に関しては、発言の数時間後には「イスラエルはあらゆる宗教を尊重する」と表明するなど距離を置き、トランプは予定していたイスラエル訪問を「余計なプレッシャーをかけたくないので大統領になってからする」と延期した。2016年9月25日、トランプはネタニヤフ首相との会談を果たし、イラン核合意やイスラエルへの軍事支援を話し合った他、エルサレムをイスラエルの首都として承認することやパレスチナにイスラエルをユダヤ人国家として受け入れさせることで一致した。大統領選の勝利の際も真っ先にイスラエルと電話協議してネタニヤフは「トランプはイスラエルの真の友人」と祝福するビデオメッセージを寄せ、トランプもネタニヤフを米国に招待した。
イランの核開発問題については合意破棄を「私の最優先事項」と選挙前から訴え、大統領就任後に核合意からの離脱を表明した。
サウジアラビアについては「守りたいが、彼らはいくら負担してくれるんだ?」と発言したが、大統領就任後は初外遊先にイスラエルとともにサウジを選んで日本円にして12兆円の武器売却に署名した。
エジプトについては、「親イスラエルだったホスニ・ムバラク政権を倒してムスリム同胞団を助けた」とオバマの外交政策を批判していたが、大統領就任後はエジプトと北朝鮮の軍事協力関係を理由に支援の中止・延期を通告した。その後、エジプトが北朝鮮との軍事協力関係を断絶したことを受け、支援の再開を表明した。
2017年4月6日、トランプ大統領は、政権発足後初の米中首脳会談の最中、シリアのアサド政権が一般市民に対し、化学兵器を使用したとみなし、地中海に展開していた、アメリカ海軍の駆逐艦2隻より巡航ミサイルトマホーク59発を発射し（シャイラト空軍基地攻撃）、化学兵器使用に関わったとされる空軍基地などを攻撃したと発表した。関係国や国際連合とは連携しない単独行動主義（ユニラテラリズム）に基づく軍事作戦であり、シリア内戦開戦以来アメリカがアサド政権を直接攻撃したのはこれが初であった。この攻撃の際にトランプは「彼をぶち殺そう！やろう。奴らをどんどんぶち殺そう（Let’s fucking kill him! Let’s go in. Let’s kill the fucking lot of them.）」とシリアのバッシャール・アサド大統領の暗殺も指示していたのに対して当時国防長官だったジェームズ・マティスが「我々はそんなことはやらない。もっと慎重にやる」と無視したことがボブ・ウッドワードによって暴露されており、2020年9月にトランプはこの暴露が事実であったことを認めた。また、この時トランプ政権は北朝鮮に対するメッセージでもあることを明言した。同年4月13日、アフガニスタンのISILの拠点に核兵器に次ぐ最大級の破壊力を持つとされる大規模爆風爆弾兵器（MOAB）を初めて実戦投入したことも地下要塞を複数持つ北朝鮮への牽制とされた。
2017年5月20日、大統領就任後の初外遊先にはオバマ政権の対イラン政策でアメリカと関係が緊張したサウジアラビアとイスラエルを選んで中東重視を打ち出し、長女のイヴァンカ補佐官や娘婿のジャレッド・クシュナー上級顧問らも同行した。その直前にはイランへの追加制裁も発表した。現職大統領としては初めて嘆きの壁を訪問し、イランを共通敵としてイスラエルとアラブ諸国の和平を推進する意向を表明した。また、アルカイダやISILと並べてヒズボラとハマースをテロ組織と断じたことでハマスなどから反発を招いた。
2017年10月12日、トランプ政権は2018年12月31日をもって、アメリカ合衆国は国際連合教育科学文化機関から脱退してオブザーバーになる意向を表明したが、理由としては、ユネスコが反イスラエルに偏向していることなどを挙げた。なお、アメリカ合衆国は1984年にも離脱しており、2003年に復帰していた。
12月7日、トランプ大統領はエルサレムをイスラエルの首都として承認し、テルアビブにあるアメリカ大使館をエルサレムに移転することを表明した。
2018年4月13日、トランプ大統領はシリアのアサド政権の関連施設への攻撃を指示し、地中海に展開していた、アメリカ海軍の駆逐艦三隻よりトマホーク約100発を発射し、空爆に戦略爆撃機のB-1も参加させた。また、イギリス軍のトーネードとタイフーン、フランス軍のアキテーヌ級駆逐艦とミラージュ、ラファールも作戦に加わり、イギリスのテリーザ・メイ首相やフランスのエマニュエル・マクロン大統領との電話会談で合同作戦が成果をおさめたという認識で一致した。
12月19日にISILとの戦争に勝利したとしてシリアからのアメリカ軍撤退を表明するも、翌2019年10月にシリアのハサカ県とデリゾール県における油田地帯に残留させることを決定した。
2019年3月25日、シリアのゴラン高原の主権はイスラエルにあるとする文書に署名し、同年6月16日にはゴラン高原の新たな入植地をイスラエルは「トランプ高原」と名付けた。
6月20日、イスラム革命防衛隊によるアメリカ軍無人偵察機の撃墜を受けて対イラン軍事行動を決定するも攻撃10分前になって撤回した。代わりにサイバー攻撃で報復したとされ、24日には最高指導者アリー・ハーメネイー師らに対する制裁措置を発表した。

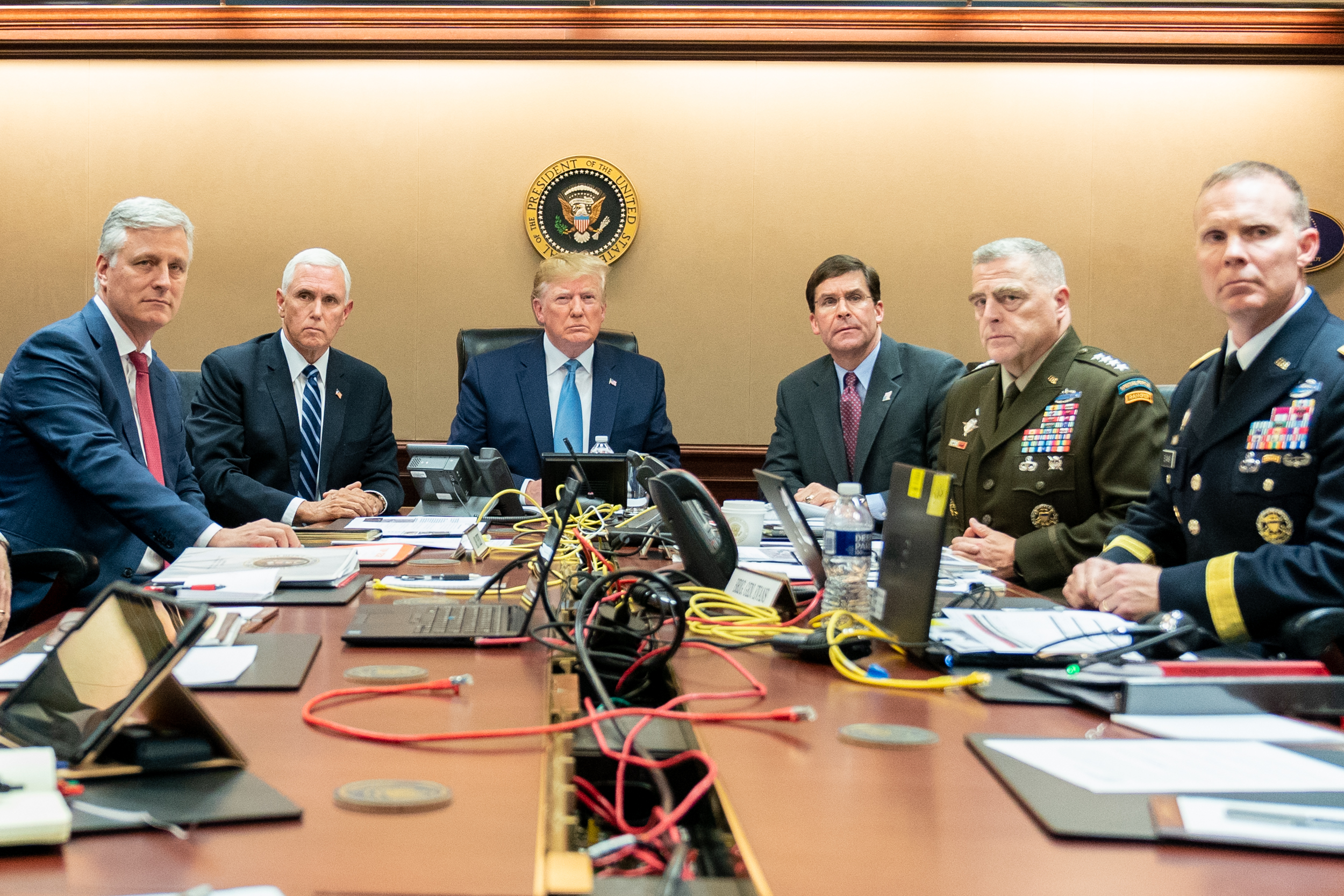
カイラ・ミューラー作戦を見守るトランプ

10月27日、カイラ・ミューラー作戦を実行してISILの最高指導者アブー・バクル・アル＝バグダーディーを急襲して自爆に追いやったことを発表した。
2020年1月3日、イランのイスラム革命防衛隊のガーセム・ソレイマーニー司令官を自らの指示で無人攻撃機によって殺害したことを発表した（バグダード国際空港攻撃事件）。また、これに対してイランが報復すればイランの施設52か所を攻撃すると応酬した。
2月29日、アフガニスタン紛争に関して、トランプ政権とターリバーンの間で和平合意が成立した（ドーハ合意）。アメリカ合衆国は135日以内に駐留軍を縮小し、14か月後の2021年4月末までにNATO軍と共に完全撤退すること、ターリバーンがアルカーイダなどを取り締まりアフガニスタンをテロの拠点にしないことが決まった。また合意にはアフガニスタン政府が5000人、ターリバーンが1000人の捕虜を解放することも盛り込まれた。しかし、和平合意に参加していないアフガン政府は5000人の解放に同意せず、1500人の解放しか認めなかった。アフガン政府の関与なしに結んだこの合意は、専門家に「史上最も不名誉な外交交渉の一つ 」と呼ばれた。ただし、翌年にバイデン米大統領がこの合意を履行すると、トランプは激しく非難した。
8月13日、イスラエルとアラブ首長国連邦の国交正常化を仲介したとしてアブラハム合意を発表した。同年9月11日、イスラエルとバーレーンの国交正常化を仲介したと発表した。同年10月23日、イスラエルとスーダン暫定政権の国交正常化を仲介したと発表した。
12月10日にはイスラエルとモロッコの国交正常化を仲介し、西サハラに対するモロッコの主権を認めると発表した。

#### アジア
アジア・太平洋での海洋安全保障については、2015年9月3日にラジオで司会者から「中国が日本やフィリピンの船を沈めたら、どう対応するか」と聞かれたときは、「相手に考えを知られたくないから答えない」「『これをする』『ここを攻撃する』と言ってしまうのがオバマ大統領の問題。」と明言しなかった。また、「中国の行動をきっかけに米国が第三次世界大戦を始めるとは考えない」「中国をよく理解している」「中国とは良いビジネスを重ねてきた」として「米国は中国に対して貿易上の影響力を持っている。圧力をかけて譲歩を引き出すことができる」とし、尖閣諸島を中国が占領した場合も「答えたくない」としている。
また、2016年2月25日にテキサス州でのテレビ討論会では「日本、韓国、ドイツ、など全ての同盟国を守ることはできない」とし「もっとお金を払わせたいんだ」と、在日・在韓米軍の駐留費用の負担増を求める考えを示した。
3月10日、フロリダ州では社会保障の財源について司会者から聞かれると、「狂気じみた北朝鮮が何かするたびに米国は艦船を派遣するが、事実上、米国が得るものは何もない」と話し、アジア地域を含む在外アメリカ軍の駐留経費を削減する可能性に言及した。
3月21日、ワシントン・ポストによるインタビューにおいて、人件費を除いた日韓の米軍駐留経費のうち、50%を日韓が負担していることを指摘された際、「50%? なぜ100%ではないのか?」と答え、海外に基地を有することで米国は利益を得ているかと問われた際には、「個人的にはそう思わない」「米国はかつての地位にはないと思う。米国は大変強く、大変豊かな国だったと思うが、今は貧しい」とした上で、それにもかかわらず巨額の予算を自国のためではなく外国の防衛のために投じていると述べた。
3月26日のニューヨーク・タイムズのインタビューの中で、記者から「日本は世界のどの国よりも多額の駐留支援金を払っている」と指摘されると、「払っているが、依然我々が負担しているコストよりも遥かに少ない」と反論し、「米国には日韓の防衛のために巨額の資金を費やす余裕はない」と主張した。その上で、日韓が駐留経費の負担額を大幅に増額しないのであれば、「喜んでそうするわけではないが」、在日・在韓米軍の撤退も辞さないと明言した。さらに、NATOや日米などの防衛条約について「非常に不公平」であるとして、再交渉する意向を表明した。
更に同インタビューの中で、「アメリカがこのまま弱体化を続けるなら、私が議論するかどうかとは無関係に、日韓は核兵器の保有を望むようになるだろう」「日本が北朝鮮の核の脅威にさらされた場合に、日本が核兵器を保有することはアメリカにとってそんなに悪いことではないだろう」と述べると共に、記者の「（北朝鮮が何をしでかすかわからないから）日本が自分たち自身の核兵器を必要とするのも分かるし、日本は米国に頼るばかりではいられない…（というわけか）」との発言に対して「本当にその通りだと思っている。特に、北朝鮮の脅威があるから。北朝鮮は日本に対して非常に攻撃的だ。北朝鮮は中国とイラン以外のどの国に対しても攻撃的なんだ」と答え、日韓の核武装に反対しない考えを示唆した。
日本や中国に対しては、大統領選挙出馬表明会見の際にも「中国、メキシコ、日本、その他多くの場所から、仕事を取り返す。私は我々の仕事を取り返し、我々の金を取り返す。（I’ll bring back our jobs from China, from Mexico, from Japan, from so many places. I’ll bring back our jobs, and I’ll bring back our money.）」と言及がある。大統領選挙勝利後の初の会見でも中国と日本とメキシコなどが貿易不均衡をもたらしていると問題視し、大統領就任後も中国と日本は不公平な貿易を行っていると度々批判している。

#### 日本
1987年から日本をライバル視した言動で知られ、1988年には「日本は我々を愚か者に見せようとしている。日本が同盟国なら我々は敵と直面したくない」、1989年にロックフェラー・センターが三菱地所に買収された際は「ニューヨークを吸い尽す日本を止めなくてはならない」、1993年にも日本が全面的な市場開放をしなければ日本製品をボイコットすべきなどと発言していた。
出馬当時から日本を中国やメキシコと並べ、「米国から雇用を奪った国」として責めたてるなど、「ジャパンバッシング」の急先鋒であり、「日本人と日本企業の競争力は尊敬しているが、好意は抱かない」と発言したこともある。出馬会見では、「彼ら（日本）は、百万台以上の日本車を送ってくるが、我々はどうだ? 最後にシボレーを東京で見たのはいつだ? 存在しませんよ。彼らは我々をいつも打ち負かしてきた」と発言している。また、日本が米国産牛肉の輸入に課しているものと同率の関税を日本からの自動車輸入に課すべきとしている。大統領就任後も自動車分野での日本の市場開放を要求している。
為替政策についても批判しており、たびたび「日本の度重なる円安誘導のせいで、友達は高いキャタピラーではなく、コマツのトラクターを購入した」、「日本の安倍は（米経済を）殺す者だ〈この訳はあくまで日本メディアが当てたものであり、"killer"には褒め言葉としての用法があることに留意する必要がある〉、やつは凄い。地獄の円安でアメリカが日本と競争できないようにした」（Abe from Japan, who's a killer, he's great. He's already knocking the hell out of the yen）などと発言している。ウォールストリート・ジャーナルは「確かに円安は日本の輸出の助けとなっているが、日銀の金融緩和政策は内需拡大とインフレ目標実現のためで、輸出促進のためではない。それに、コマツは米国内で何千もの雇用を創出している」と指摘するなど、論理の粗雑さが指摘されている。
日米安保条約についても、アメリカ防衛の義務を日本が負っておらずアメリカが日本を防衛する義務を負っていることに不満があると見られる。1990年には「日本は石油の7割近くを湾岸地域に依存しているが、その活動は米軍が守っている。日本はアメリカ軍に守られて石油を持ち帰ってアメリカの自動車メーカーを叩きのめしている」「日本の優れた技術者はビデオデッキや車を作り、アメリカの優れた技術者はミサイルを作って日本を守っている。日本にコストを弁償させるべきじゃないか」と発言。
大統領選挙出馬後には、
- “If somebody attacks Japan, we have to immediately go and start World War III, OK? If we get attacked, Japan doesn't have to help us.”
（「もし誰かが日本を攻撃したら私たちは即座に第3次世界大戦を始める、OK? だが、我々が攻撃を受けたら日本は私たちを助けなくてもいいんだ。」）
- “If Japan gets attacked, we have to immediately go to their aid, if we get attacked, Japan doesn’t have to help us.”“That’s a fair deal?”
（「もし日本が攻撃されたら私たちは直ちに救援に行かなくてはならない。もし私たちが攻撃を受けたら日本は私たちを助けなくてもいい。」「この取引は公平なのか?」）

との発言が伝えられている。

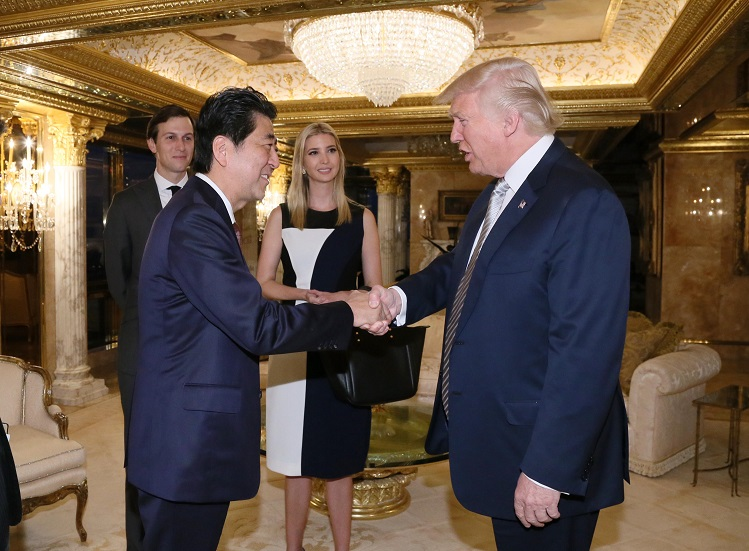
トランプ・タワーを訪問した安倍晋三と談笑するトランプ（2016年11月17日）

しかし、大統領選直後の2016年11月17日にアメリカのニューヨークにあるトランプタワーでの安倍首相との初会談を経て態度が軟化する。会談で安倍首相から本間ゴルフの特注品が贈られ、2人は軽くゴルフ談議した後、安倍首相は「実はあなたと私には共通点がある。あなたはニューヨーク・タイムズに徹底的にたたかれた。私もニューヨーク・タイムズと提携している朝日新聞に徹底的にたたかれた。だが、私は勝った」と述べ、それを聞いたトランプは右手の親指を突き立てて「俺も勝った!」と答え、トランプの警戒心は吹き飛んだとされる。日米首脳会談では在日米軍駐留経費の負担増額について言及せず、ワシントンの共同記者会見で安倍首相を横に「私どもの米軍をホストしてくれている。日本国民にお礼を申し上げたい」と発言している。北朝鮮によるミサイル発射時にも「米国は100%、日本と共にある。100%自分とアメリカを信頼してもらいたい」と安倍首相に伝えている。なおこの際に贈られたゴルフクラブはトランプが大統領就任前に受け取ったもののため受領の報告義務はないとして大統領退任後もトランプが一度も使わないまま保管していたが、2023年4月11日に国立公文書記録管理局(NARA)に引き渡すと表明した。
2017年11月6日、日本を訪問していたトランプは北朝鮮による日本人拉致問題の被害者家族17人と面会し、「悲しい話をたくさん聞いた。拉致された被害者が愛する人々の元に戻れるよう安倍晋三首相と力を合わせていきたい」と述べ、解決に向けた協力を約束した。
2018年2月12日、インフラ投資関連の会合で「中国、日本、韓国など米国に多くの損害をもたらした国々を過去25年もの間好き勝手にさせてきたために容易ではないが、我々は政策を変える。一部は同盟国だが、貿易では同盟国ではない」として税制改革で導入を見送った国境調整税の代わりにアメリカに関税を課す貿易相手国に「相互税」で対応することを表明した。
2018年2月13日、ホワイトハウスで開催した貿易に関する与野党議員との会合で「日本や韓国、サウジアラビアはアメリカに防衛してもらっているのに、経費の一部だけしか支払わないのは不公正だ」「貿易とは別の議論だが、現実の問題だ」と再び負担額について批判を行った。
2018年3月10日、トランプは「対日貿易赤字は不公平で持続的ではない」と述べて削減に取り組む意向を示した。
同年3月22日、安倍首相を名指しして「私の友人」と前置きしつつ「『アメリカをうまく出し抜いてきた』とほくそ笑んでいる。そういった時代は終わりだ」と述べ、米通商拡大法231条に基づいて日本を含む各国への鉄鋼輸入制限を発動した。
2018年4月17日に安倍首相と日米首脳会談を行った際は北朝鮮に対して拉致問題を提起することや非核化まで最大限の圧力を維持することで一致した一方で、TPP復帰や日本の鉄鋼に対する輸入制限解除を求める安倍首相に対して「二国間協定が望ましい」「関税の適用除外は貿易赤字の削減が条件だ」と述べて意見に隔たりを見せた。茂木敏充経済再生担当大臣とアメリカのロバート・ライトハイザー通商代表による日米2国間貿易協議の開始でも合意しており、これは麻生太郎副総理とペンス副大統領が共催する既存の日米経済対話の遅れにトランプが苛立ちを募らせていたことが理由とされる。
2018年6月の日米首脳会談では安倍首相に対して「真珠湾攻撃を忘れないぞ」と述べて2国間通商交渉を迫ったとワシントン・ポストは報じた。この報道を受けて､時事通信は｢（日米関係はかつてないほど強固という）首相の訴えの信ぴょう性が揺らぐ｣､共同通信社は｢対日貿易赤字の削減を目指し圧力を強める狙いがありそうだ｣といった報道が相次いだが､発言があったのは首脳会談の場ではなく､日時や場所、文脈も全く異なることを複数の政府高官が明らかにした｡実際に真珠湾への言及があったのは4月18日に、アメリカ南部のフロリダ州で両首脳がゴルフを開始する場面で、トランプは「日本は、米国をたたきのめすこともある強い国じゃないか」と真珠湾攻撃を持ち出してジョークを述べたというもので､日本を脅かしたり不快感を示したりしたわけではなく、むしろ日本を称賛する文脈だった。また､別の報道では､この時トランプは「日本はかつて真珠湾を攻撃したほどの軍事強国であったじゃないか」といった「防衛費をもっと増やすべきだ」という意味合いで発言したものだともされる｡

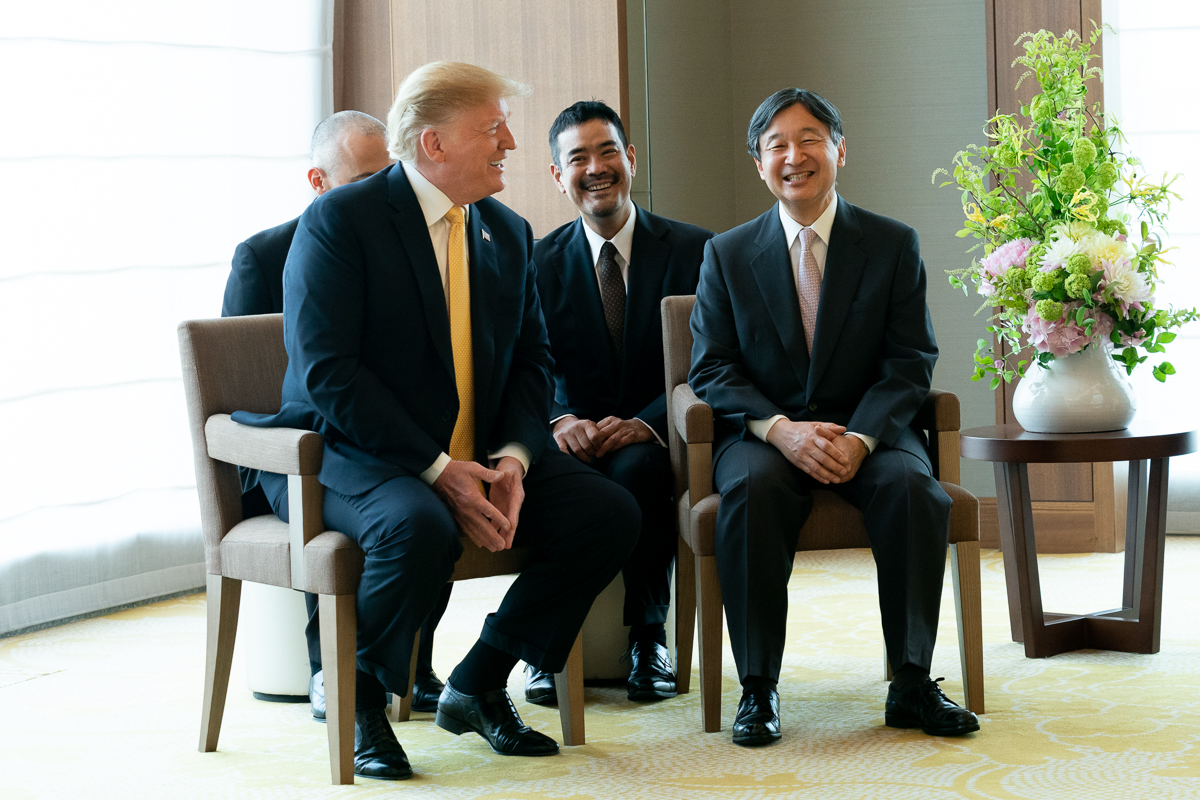
2019年5月27日パレスホテル東京。訪日中のトランプと会談する徳仁天皇

2019年6月24日、日本などのタンカーがホルムズ海峡で攻撃を受けた事件を受けて日本と中国を名指しして「アメリカは今や最大のエネルギー生産国になっており、各国はタンカーを自国で防衛すべきだ」と述べた。29日にG20大阪サミットで訪日した際は日米安保破棄の可能性を示唆したとする報道を否定しつつ「公平ではない。我々が彼らを守るなら彼らも我々を守る必要がある」と見直しする必要性を述べた。
2019年9月25日、安倍首相と共に日米貿易協定を確認する合意文書に署名した。主眼とする農作物の関税について約72億ドルもの撤廃・削減を取り付けながら、日本側の主とする自動車・自動車部品については「さらなる交渉」記載にとどめたこの協定は、米国側の勝利とされる。

#### 中国

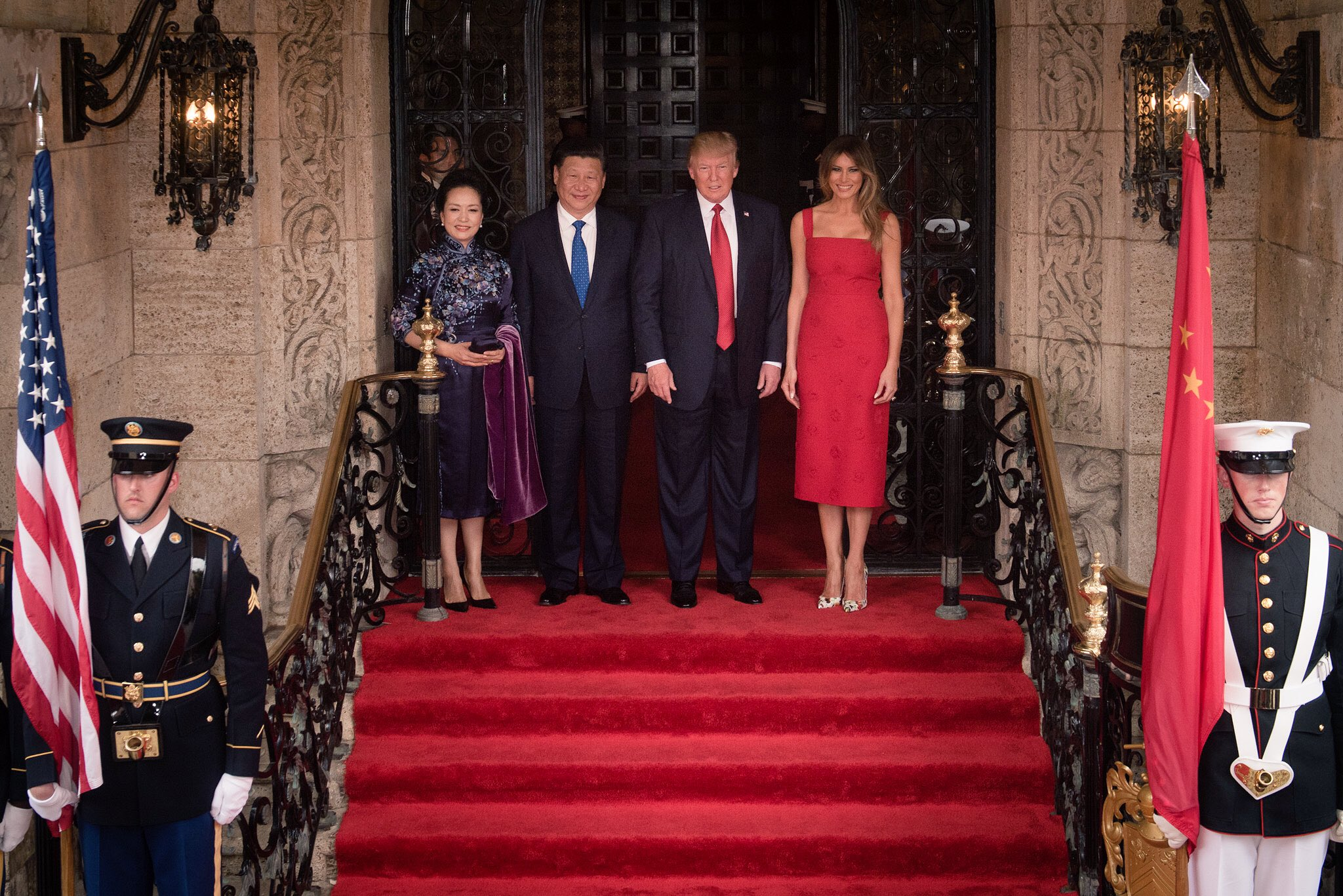
習近平との米中首脳会談（2017年4月7日）

2015年6月の出馬会見では、特に中華人民共和国への対抗姿勢を鮮明にしており、「中国との貿易交渉で彼らに勝ったことがありますか? 彼らは我々を殺そうとしているが、私は彼らにいつも勝つ。」「私は中国が好きです。私はちょうど中国の誰かに1500万ドルでアパートを売りました。私が彼らを嫌うと思いますか?」「私は中国のことは大好きです。中国から世界で最大の銀行（中国工商銀行）がやってきたが、米国本部がどこにあるか知っていますか? このビルの中ですよ。トランプ・タワーです。だから中国は大好きですよ。」「みんなは私に中国が嫌いなんですかと聞きます。違います、私は彼らが大好きです。だが彼らの指導者たちは我々の指導者たちよりも遥かに賢く、これでは我々は持ちこたえれません。」と発言している。
大統領選挙に出馬する前から中華人民共和国とビジネス上の関係があることは強調しており、大統領選勝利後は電話会談で習近平総書記に対して「中国は偉大で重要な国であり、アメリカとの互恵関係を実現できる」と語ったと報じられ、トランプ側も声明で祝電に感謝して「今後両国は最も強固な関係を築きたい」と述べたと発表した。大統領就任後の習総書記との書簡や電話会談、首脳会談では米中協力の意向を示して中国共産党政府から称賛され、大統領就任前に中国を刺激した台湾の蔡英文総統との電話協議も習総書記との良好な個人的な関係から再会談には応じないとする意向を示し、台湾への武器売却も遅らせていることについて批判する声も出ており、トランプ政権初の台湾への武器売却には大型兵器は含まれず、習総書記を「中華民国総統」とホワイトハウスが間違えて紹介したことからトランプ政権の中台問題への理解を不安視する向きもあったが、2018年には台湾旅行法に署名し、米中関係が緊張状態になった2019年以降は台湾への武器売却を加速させた。
また、オバマ政権で続けられてきた「航行の自由作戦」の南シナ海での実施がアメリカ軍から要請された際にも、トランプ政権はこれを3度も拒否しており、トランプ大統領当選後から同作戦が途絶していることにアメリカ議会から懸念の声が上がった。同年5月24日になってトランプ政権は初めての「航行の自由作戦」を実施したと報じられた際にもトランプ政権はオバマ政権と違って公表しなかったが、米中対立が激化した2019年には南シナ海での「航行の自由作戦」を過去40年間で最も多く実施した。環太平洋合同演習（リムパック）への中国の招待も取り消し、オバマ前政権と比較して対中牽制の色合いを強くした。人道支援などにおいては米中両国は合同演習の強化で一致し、2017年と2018年に実施された。

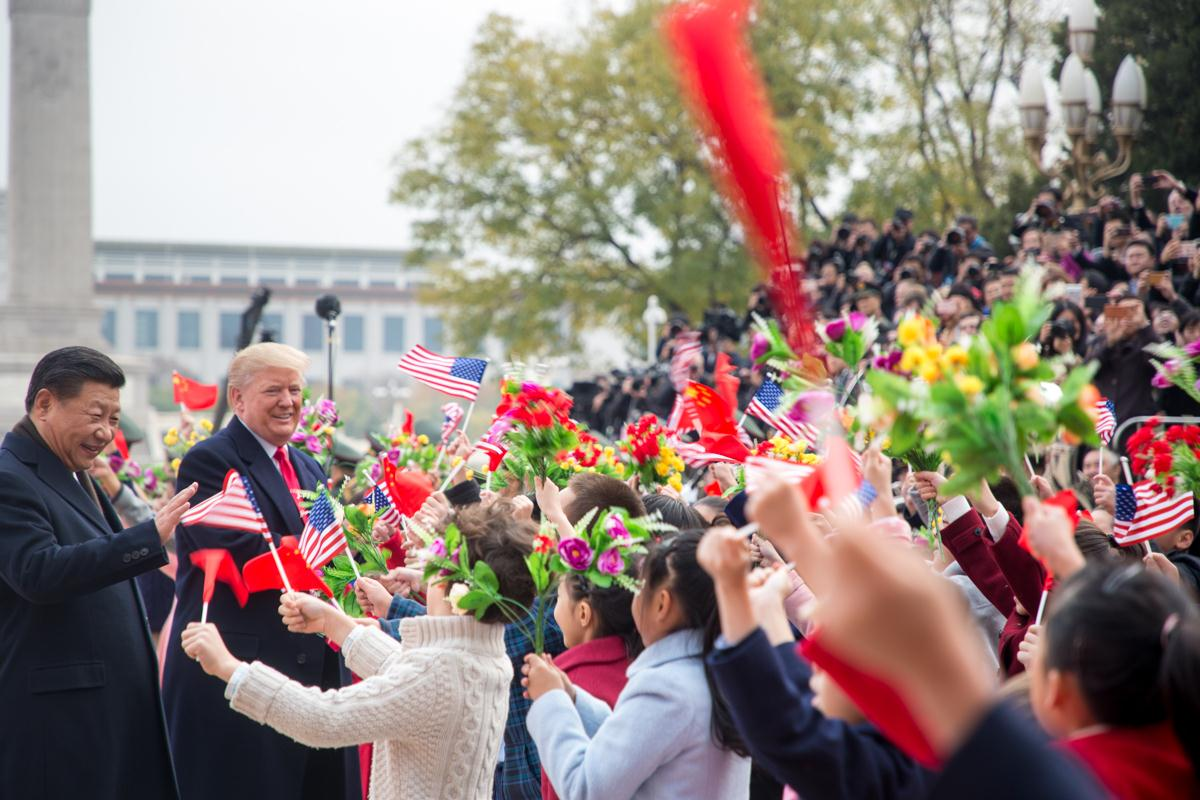
訪中したトランプ（2017年11月8日）

中国共産党政府の対応で、国際的な問題となっていた民主化運動家の劉暁波の死去直後には、トランプ大統領はこれを無視して習総書記を絶賛する発言を行った。また、中国共産党第十九回全国代表大会が中華人民共和国で行われていた際もFOXでのインタビューで習を称賛しと述べ、25日に閉幕した後はトランプは電話会談で習を祝福し、ツイッターでも「並外れた栄達をお祝いした」と投稿し、その直後に再びFOXのインタビューでトランプは習総書記を「彼は非常に良い男だ。強大な力を手にした彼を『中国の王』と呼ぶ人たちもいるだろう」と称え、習政権の権力基盤強化を歓迎した。2017年11月6日のアジア歴訪中の日米首脳共同記者会見でも「習主席は素晴らしい関係を築いている友人」と述べ、ツイッターでは「偉大な政治的勝利をおさめた習主席と会うのを楽しみにしている」と呟いた。訪中した際は孫娘のアラベラが漢詩を暗唱している動画を習近平と彭麗媛夫人に披露し、晩餐会ではスクリーンに大写しされた。人権問題は「個人の権利と法治主義の改革を提唱し続ける」とだけ触れ、中国の国営紙環球時報はこれを歓迎し、中国の人権活動家胡佳は「完全に中国のやり方に乗せられており、非常に残念だ」と述べた。11日にはAPECへの出席のために訪れたベトナムで「習主席は非常に強く賢明な人だ、私は彼が大好きだ。毛沢東以来最も強力な中国の指導者だ、いくつかの人は毛沢東以上と評している」と述べた。また、万引きで中国で逮捕されたカリフォルニア大学ロサンゼルス校のバスケットボール選手も帰国し、選手達の釈放を要請していたトランプは習主席に感謝を述べるも、選手の父親がトランプに感謝しなかったことから「とても恩知らずだ。選手らを監獄に残しておくべきだった」と唾棄した。中国で波紋を呼んだ全国人民代表大会での国家主席の任期撤廃案についても「中国は偉大で、習主席は偉大な紳士だ。素晴らしい。我々もいつか終身大統領を試してみようか」と冗談交じりに称賛した。

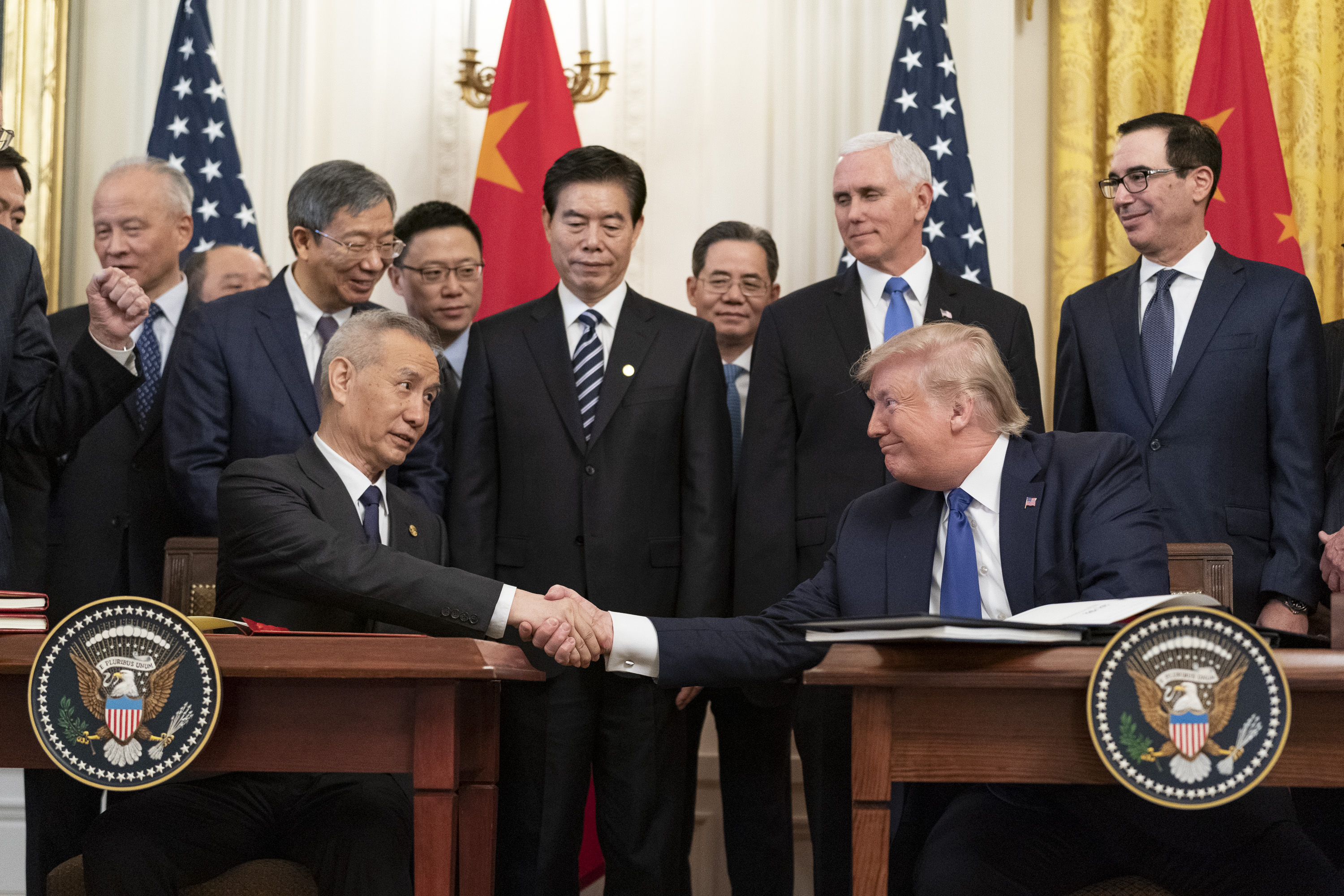
米中経済貿易協定の署名式で中国の劉鶴副首相と手を取り合うトランプ（2020年1月15日）

為替などの経済問題でも中国に国際ルール順守を求めるとしつつ選挙中に訴えていた中国への就任初日の為替操作国即時指定の主張は撤回し、貿易戦争も望まないと述べ、「関係改善すべき最も重要な国の1つ」として中国とは米中双方の利益となる関係を築くと表明していた。2017年5月には米中の貿易摩擦を是正する「100日計画」の具体化で合意してトランプ政権は習近平総書記が国策に掲げる一帯一路国際協力サミットフォーラムに代表団を派遣することを発表し、出席した米国代表団は習近平の経済圏構想である一帯一路への協力を表明し、トランプ自らも一帯一路への協力で米国はオープンであると述べた。8日から訪中した際には「対中貿易赤字で中国に責任はない。貿易不均衡の拡大を防げなかった過去の政権のせいだ」として米中両国首脳の立会のもと超大型商談が調印されたことをトランプは表明し、「両国の問題だけでなく、世界的な問題の解決でも協力したい」として「米中関係は最も重要だ」と述べた。しかし、2018年3月22日にトランプは「習主席を尊敬し、中国は友人と思う」と前置きしつつ「対中貿易赤字はどの国も経験していない史上最大の貿易赤字だ」と表明して7か月間の中国の知的財産権問題をめぐる調査も基にスーパー301条による中国製品への関税賦課をアメリカ合衆国通商代表部（USTR）に指示する覚書に署名し、4月3日にUSTRは輸入額の大きい消費財を除外しつつ中国製品1300品目（500億ドル相当）を特定した原案を発表した。翌4日、中国は米国製品160品目に同じ25%の関税案で報復し、その後の米中協議で「貿易戦争を保留する」と表明するも、同年6月16日、トランプは「習主席との友情や対中関係は非常に重要でも、米国との長年の公平ではない貿易は放置できない」として当初の1300品目から1102品目に減らしつつ約500億ドル規模の中国製品820品目に関税を7月6日から課すと表明し、中国も4月のリストから航空機を外しつつ約500億ドル規模の米国製品659品目に報復すると述べ、以後、報復合戦を繰り返し、米中貿易戦争と呼ばれる様相を呈した。しかし、貿易戦争と同時に貿易交渉も継続し、2020年1月15日には訪米した中国の劉鶴国務院副総理とともに米中経済貿易協定に署名した。
トランプの対中華人民共和国姿勢を批判する者は、トランプが同国に銀行口座を保有し、ホワイトハウスに引っ越してからも所有するトランプタワーで最大のオフィステナントである中国工商銀行から収入を得て、中国の国有企業と共同事業を行い、中国の国営銀行に多額の債務を抱え、ビルの建設で中国の鉄鋼を使用し、新ビル建設工事にあたって中国人投資家へ出資を募って彼らに向けて迅速にビザが発行される政府プログラムの利用を勧めていたことを取り上げ「安全保障を損ないかねない」と批判したり、トランプブランドの商品の産地がメイド・イン・チャイナやメイド・イン・メキシコであることを問題視し「全製品をアメリカで生産せよ」と非難するなどしている。
これに対しトランプは、中国やメキシコの通貨が安くなっているためにアメリカブランドがアメリカで生産できなくなってしまっているなどの説明を行っている。

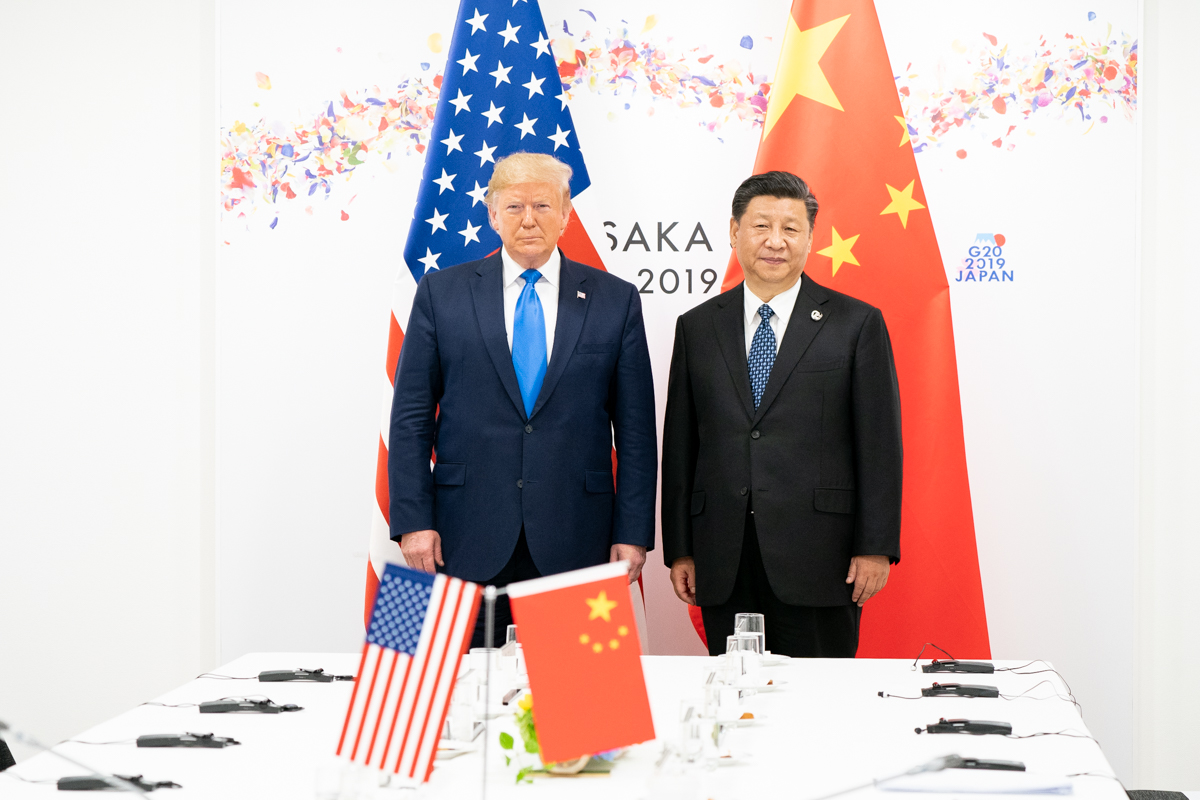
G20サミットでの習近平との米中首脳会談（2019年6月29日）

トランプ政権は中国の新疆ウイグル自治区での政策に対しては､強い懸念を表明し､また非難している｡アメリカのペンス副大統領は2018年7月26日、首都ワシントンで講演し「中国政府は、数十万人、もしくは数百万人の規模でイスラム教徒のウイグル族を再教育施設という場所に収容している。宗教の信仰と文化的な帰属意識を失わせようとしている」と述べて非難した。シン米国務次官補は2018年9月13日の米議会公聴会で、中国政府当局者や企業への制裁に関して「状況を見極めている」と述べて､制裁を検討していることを明らかにし､2018年10月4日には､ペンス副大統領がワシントンのシンクタンクで「中国に対する政権の姿勢」と題した40分間にわたる講演に臨み､中国による宗教弾圧にも言及し批判をした｡加えて､ペンス副大統領は中国指導部へのメッセージとした上で､｢トランプ大統領は決して屈しない｣と強調した｡しかし、2019年まで国家安全保障担当大統領補佐官を務めたジョン・ボルトンは2019年G20大阪サミットの際に習近平国家主席（総書記）に対して2020年アメリカ合衆国大統領選挙での自らの再選を支援するよう要請して新疆ウイグル再教育キャンプに関しても「建設を進めるべきで正しい選択だ」と後押しするなどトランプ大統領自身は人権外交より貿易交渉を優先していたと回想している。2020年6月には議会を通過したウイグル人権法に署名した。

#### 朝鮮半島

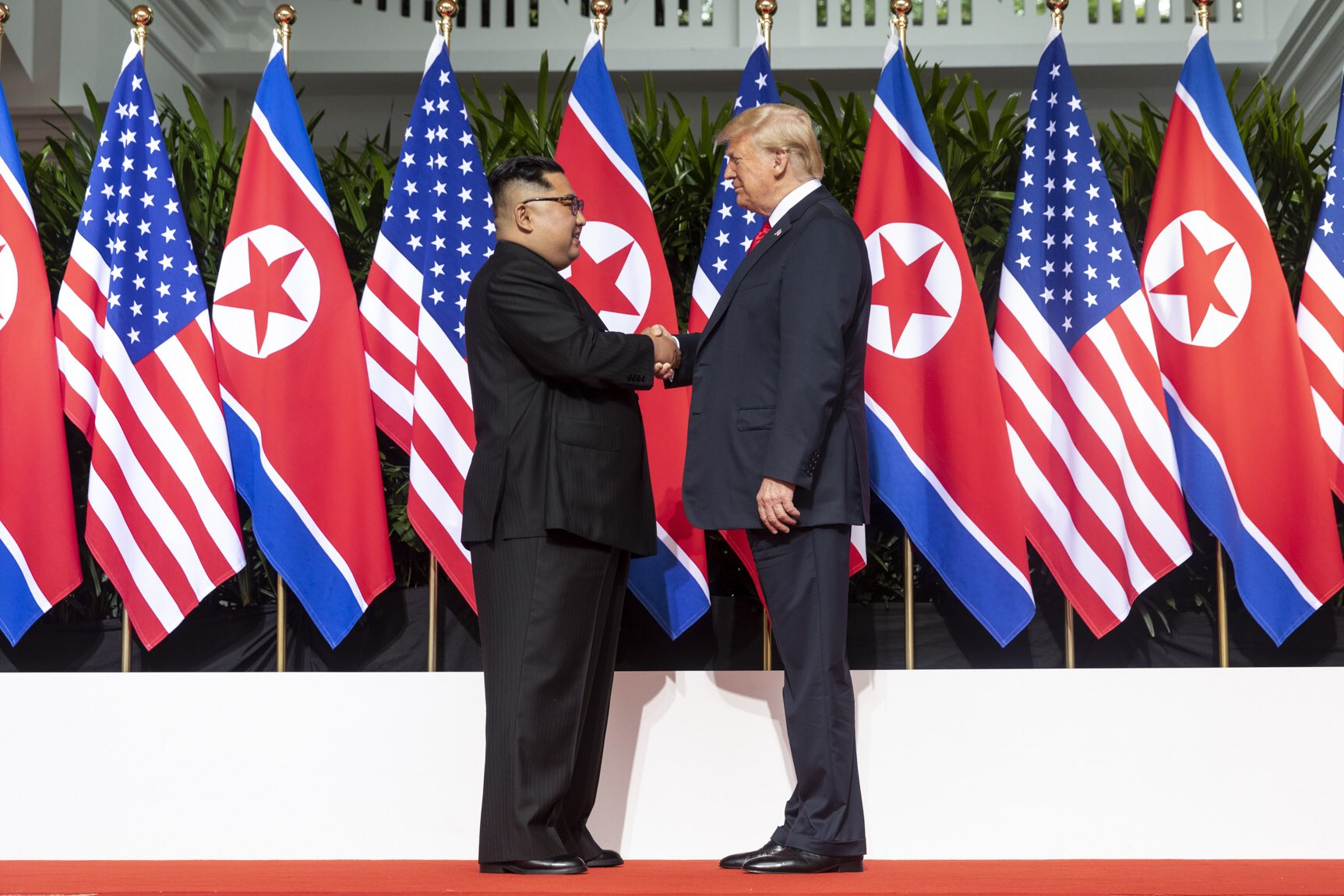
金正恩朝鮮労働党委員長と握手を交わすトランプ（2018年6月12日）

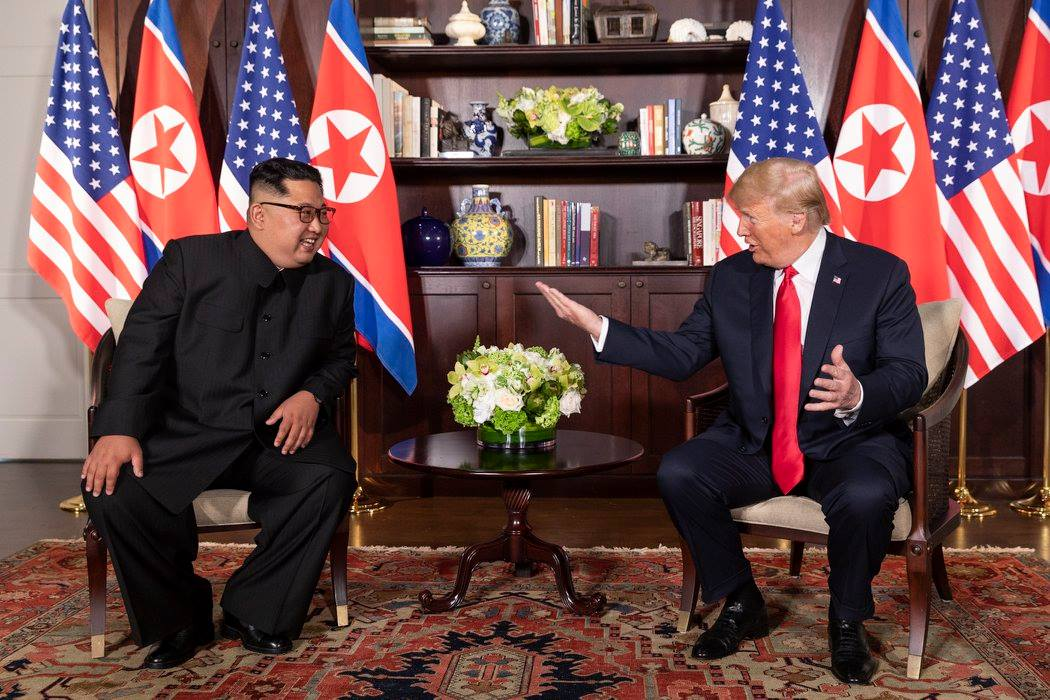
金正恩と会談するトランプ（2018年6月12日）

2017年4月6日にトランプが中国の習近平国家主席（総書記）と米中首脳会談を行ったが、そこで交わした会話の内容をウォール・ストリート・ジャーナルのインタビューで話し、習近平が「朝鮮半島は中国の一部だった」と発言したことを明らかにし、「習近平主席が中国と朝鮮半島の歴史について話した。数千年の歴史と数多くの戦争について。朝鮮は実は中国の一部だった」「朝鮮は実際に中国の一部だった（Korea actually used to be a part of China）」「習主席から中国と韓国の歴史について聞いた。北朝鮮ではなく韓半島全体の話だった。（中国と韓国には） 数千年の歳月の間、多くの戦争があった」「（習近平の歴史講義を）10分間聞いて（北朝鮮問題が）容易ではないことを悟った」と語った。
これに対して韓国紙東亜日報は「紀元前に漢が韓半島北部に漢四郡を設置した時や13世紀の元の拡張期を挙げることはできるだろうが、いずれも朝鮮が中国に完全に従属したと見るには無理がある」と反論している。
4月8日、シンガポールに寄港していた原子力空母カール・ヴィンソンがオーストラリアに向かう予定を変更し、朝鮮半島へ向けて出港した。4月15日の金日成生誕105周年記念日および25日の朝鮮人民軍創設記念日への警戒とみられる。4月16日アメリカ太平洋軍と韓国軍の合同参謀本部の発表により日本時間の16日午前6時21分、北朝鮮が東部のハムギョン（咸鏡）南道シンポ（新浦）付近から大陸間弾道ミサイルとみられるのを1発、発射したが直後に爆発し失敗した。4月29日、フィリピンのロドリゴ・ドゥテルテ大統領との電話会談の際に朝鮮半島沖に原子力潜水艦も2隻展開していることを漏らす。
5月18日、原子力空母ロナルド・レーガンも合同演習のために派遣して空母を2隻も朝鮮半島沖に展開させた。5月30日、実物のICBMを迎撃する史上初の実験に成功したと発表し、北朝鮮やイランに対抗するミサイル防衛を打ち出した。この実験に対して北朝鮮は強く反発した。
6月1日、日本の海上自衛隊とアメリカ空母2隻が朝鮮半島近海で共同軍事演習を開始した。6月2日、国際連合安全保障理事会はトランプ政権では初の対北朝鮮制裁強化決議を全会一致で可決した。決議案は5週間に亘る米中協議で合意したものであり、ロシアの賛成も得た。トランプは度重なる北朝鮮のミサイル発射を「中国に無礼だ」と批判しており、北朝鮮はこの決議に対して「米中が裏部屋で勝手にでっち上げた」と批判した。
7月4日、北朝鮮のICBMを発射したと称する実験に対して「この男（金正恩）は他にやることないのか」「日韓は忍耐できなくなり、中国はこの無意味なことを終結させるだろう」と批判し、6日には中国の取り組みの不十分を指摘しつつ「協力を決して諦めない」と述べ、8日の米中首脳会談では中国の対北制裁措置に感謝して「米中が望むより長期化するかもしれないが、最終的には解決する」と述べた。また、同時期の日本の航空自衛隊と韓国空軍との共同訓練で、戦略爆撃機のB-1で北朝鮮のミサイル発射台に擬した目標の空爆や地下施設への攻撃訓練を行い、これに北朝鮮は強く反発した。
7月11日、THAADによるIRBMの迎撃実験に成功し、北朝鮮などのミサイル開発への対抗を発表した。
7月21日、北朝鮮でのオットー・ワームビアらアメリカ人の拘束を受け、アメリカ人の北朝鮮ツアーを行ってきた中国の旅行会社に渡航禁止措置を通知し、アメリカ国民の北朝鮮への観光の禁止と国務省による渡航の審査を発表した。8月2日、トランプ政権は北朝鮮渡航者に8月中の国外退去を指示し、9月から渡航を禁ずると発表した。
8月5日、トランプ政権の提案した初の大規模な対北朝鮮制裁強化決議が中露の賛成も得て国連安保理で全会一致で可決され、石炭や鉄鉱石などの全面禁輸が盛り込まれた。ニッキー・ヘイリー国連大使は「中国の重要な貢献に感謝したい」と演説し、「中国は口先だけで何もしない」と苦言を呈していたトランプ大統領も「中国とロシアも我々と一緒に投票した。北朝鮮に対して過去最大の制裁だ」と述べ、中露に謝意も表明した。トランプ大統領は北朝鮮が挑発を続ければ「世界が見たこともない火力と怒りに遭わせる」と警告し、北朝鮮は中露を「米国に追従した」と批判してグアム攻撃計画を8月中旬までに策定すると発表した。これを受け、トランプ大統領は再び北朝鮮に「生温い発言だったかもしれない。グアムに何かすれば誰も見たことないことが北朝鮮に起きる」「軍事的な解決をとる準備は整った」と警告し、アメリカ軍は戦略爆撃機のB-1を再び派遣して日本の航空自衛隊や韓国空軍と共同訓練を実施し、米軍幹部は先制攻撃の準備と語ったと報じられた。
2017年8月29日の北朝鮮によるミサイル発射に対しては「隣国、国連の全加盟国への侮辱だ。全ての選択肢がテーブルにある」と非難し、その後「アメリカは25年間北朝鮮との対話で金をゆすられてきた。対話は解決策ではない」と述べた。また、アメリカ軍は日本の空自や韓国空軍と共同訓練を再び実施した。
2017年9月3日の北朝鮮の水爆実験の際は北朝鮮はならず者国家として中国やアメリカにとって危険な存在となったと発言し、中国の努力は成果を出しておらず、韓国の文在寅政権の対話路線は「役に立たない」と否定した。4日の米韓電話会談では韓国の保有する弾道ミサイルの重量制限解除と北朝鮮への圧力最大化などで合意し、6日の米中電話会談については「習近平氏は100％私に賛成してくれたと信じる」と述べ、同日に行われた日米電話会談では「自分は100%晋三とともにある」「対話に拘る韓国は物乞いのようだ」と述べた。12日には国連安保理で原油輸出の数量制限や天然ガスと繊維の輸出入と北朝鮮労働者の新規就労許可・更新などを禁止する制裁強化決議が全会一致で可決され、ヘイリー米国連大使は「今回の決議はトランプ大統領と習主席の間で築かれた強い関係なしにはありえなかった」と中国に謝意を表明した。15日のミサイル実験に対しては「再び隣国や全世界を完全に侮辱した。軍事的選択肢は効果的かつ圧倒的だ」と述べて韓国空軍と再び爆撃訓練を実施して北朝鮮との軍事境界線近くまで飛行し、韓国の文大統領と電話会談した際に「ロケットマン（金正恩）はどうしているのか尋ねた。北朝鮮ではガソリンを求めて行列ができている、残念だったな」と制裁の効果を強調した、21日には北朝鮮と取引のある個人や企業をアメリカ経済から締め出す大統領令に署名し、「海外の銀行は米国を選ぶか、北朝鮮のならず者政権を選ぶかを迫られる」と表明して中国人民銀行が自国の銀行に北朝鮮との取引を即時停止を指示していることを称賛した。
19日の初の国連総会一般演説では金を改めてロケットマンと呼び、北朝鮮の体制を「向こう見ずで下劣だ」と非難。米国人大学生オットー・ワームビアの拘束や金正男の暗殺の他、北朝鮮による日本人拉致問題にも触れ、「（失踪当時）13歳の日本人少女を拉致した」と糾弾した。「米国と同盟国を守ることを迫られれば、北朝鮮を完全に破壊する以外の選択はない」と強く警告した。ただし、「ロケットマン」「完全に破壊」の文言は原稿にはなく、トランプ大統領がその場で付け加えた物だった。これに北朝鮮は「トランプが世界の面前で私と国家の存在自体を否定して侮辱し、我が共和国を滅ぼすという歴代で最も凶暴な宣戦布告をしてきた」と猛反発する最高指導者名義では北朝鮮史上初となる金の直々の声明を発表し、北朝鮮の李容浩外相は国連総会の演説で「最高尊厳（金正恩）をロケットと結びつけて冒涜した」と抗議した。これに対してトランプはツイッターで「彼（李外相）がチビのロケットマンの考えと同じならば奴らは遠からず消える」と応酬した。22日には、ツイッターに金を「国民を飢えさせ、殺すことを気にも留めない狂った男」と厳しく批判する投稿をし、同日のアラバマでの集会でも金を「チビのロケットマン」「狂った男」と再び揶揄し、23日に軍事境界線を越えて北朝鮮沖で爆撃機と戦闘機を威嚇飛行させた。
10月1日、トランプは同年9月30日に訪問先の中国で「対話の意思があるか打診している。意思疎通のチャンネルはある」とトランプ政権では初めて米朝の水面下での接触を認めたティラーソン国務長官に対し、「対話は時間の無駄である。長官はエネルギーを浪費してはならない」と助言したと述べた。国務省は「北朝鮮に対話の意思は見られない」と発表し、10月2日にはホワイトハウスは「北朝鮮と交渉すべき時ではない」と発表した。また、同時期に北朝鮮はロシア仲介の米朝協議を拒否した。また、2日には原子力空母ロナルド・レーガンが3年ぶりに香港寄港を認められ、第七艦隊司令官と中国軍幹部の会談も調整されたため、対北朝鮮で米中協調を演出したとされる。10日には日韓と夜間に合同訓練を行って朝鮮半島に爆撃機や原潜と空母など軍事力を集結させる動きを見せ、11日に北朝鮮への対応について「私は恐らく他の人より強く厳しい」「中国はとても協力的だと思う」と述べた。
11月8日、アジア歴訪で訪問中の韓国の国会で空母3隻が朝鮮半島近海に展開していることを挙げて「我々をなめるな、試すな。愚かにも米国の決意を試して滅びた政権は歴史上いくつもある」「北朝鮮は人が住むに値しない地獄だ、あなた（金正恩）の祖父が描いた地上の楽園ではない」と演説して北朝鮮を孤立化させるよう中国とロシアに名指しで求めた。11日には、10年ぶりとなる空母3隻を投入した演習を日本海で開始した。
11月15日、アジア歴訪から帰国したトランプは、各国と北朝鮮への圧力最大化で一致できたと成果を強調し、中国共産党の習総書記と北朝鮮が脅威であることと問題解決の時間が限られていることを確認して協力を引き出し、米軍や韓国軍の幹部と軍事的選択肢も協議したとする声明を発表した。北朝鮮の労働新聞と朝鮮中央通信は訪朝する中国の特使受け入れを報じつつトランプと会談した安倍首相を「米国の忠犬」と嘲り、韓国国会で演説したトランプを「狂った犬」「不倶戴天の敵」「死刑に値する」と非難した。トランプは中国の特使派遣を「大きな動きだ、何が起こるか見てみよう!」と述べた。
11月20日、トランプはアメリカ人大学生オットー・ワームビアの事件を例に挙げて「北朝鮮は世界を核で脅しているだけでなく、引き続き国際テロを支援している」「もっと何年も前に再指定されるべきだった」として北朝鮮を9年ぶりにテロ支援国家に再指定することと追加制裁の意向を表明した。本来アジア歴訪からの帰国直後に発表されるはずが遅れたのは特使を派遣した中国の面子を立てたためとされる。ティラーソン国務長官は再指定の根拠に化学兵器による金正男暗殺事件を挙げた。
11月29日、トランプはICBMの火星15の発射を行った北朝鮮の金正恩に対して「チビのロケットマンは不気味な犬ころ」と批判して追加制裁の意向を表明した。同年11月28日にティラーソン国務長官は声明で海上封鎖や国連軍派遣国の会合を呼びかけるも、どちらも日本政府からは難色を示され、北朝鮮は海上封鎖の実施は「戦争行為と看做す」と発表した。同年12月12日、ティラーソン国務長官は「北朝鮮との最初の対話を無条件にすることも可能だ」と述べつつ朝鮮半島有事を想定した核の確保と難民対策や38度線を越えた米軍の撤退など具体的対応を中国と協議していることも初めて表明した。ただし、北朝鮮からの核・ミサイル開発の破棄や挑発の中止を前提とする方針の転換とも受け取れるこの発言については国務省とホワイトハウスや国家安全保障問題担当大統領補佐官のハーバート・マクマスターやティラーソン国務長官自身が修正した。
12月22日、トランプ政権と中国が協議して石油精製品輸出の9割削減や24か月以内の北朝鮮労働者の本国送還を盛り込んだ対北朝鮮制裁強化決議が議長国日本やロシアの賛成も得て国連安保理で全会一致で可決され、制裁違反の可能性がある船舶に対する臨検及び拿捕の義務化や新たな核実験やミサイル発射があればさらに北朝鮮への石油供給を制限するとの表現が初めて記載された。
2018年1月2日、「米国全土を射程におさめた核のボタンが私の机の上にある」「平昌五輪に向けた南北会談も可能だ」とする新年の辞を述べた金正恩に対して「制裁と圧力が北朝鮮に効いてきた。兵士は危険を冒して韓国に逃げている。ロケットマンは韓国と交渉したいようだが、朗報かどうか様子を見よう」「食料が枯渇し、飢えた北朝鮮の体制よりも私は巨大で強力な核を持ち、私の核のボタンはちゃんと動くことを誰か彼に教えてやれ」とトランプは述べた。1月16日、カナダのバンクーバーでティラーソン国務長官の呼びかけにより国連軍派遣国を中心に日本や韓国なども参加した外相会合が開かれ、平昌五輪に向けた南北対話が非核化対話に進展することを期待しつつ「完全で検証可能かつ不可逆な非核化」まで北朝鮮に圧力を継続する方針を盛り込んだ議長声明が発表され、ロシアと中国を名指しで「重要な役割と特別な責任を持つ」として制裁履行を求めて北朝鮮に対する海上阻止行動の強化や国連安保理の枠を超えた独自制裁の検討でも一致した。この会合に対して中露だけでなく、北朝鮮も「新たな戦争の火種」と反発した。また、この会合に先立つ夕食会でマティス国防長官は情勢次第で外相会合から国防相会合に発展するとして「米国には北朝鮮との戦争計画がある」と言明して国連軍の参加国・関係国と軍事面の連携で一致した。
1月31日、トランプは初の一般教書演説で中国とロシアは「我々に挑戦する競争相手」と一言だけ触れる一方、議会に脱北者やオットー・ワームビアの両親を招いて北朝鮮を異例の5分超にわたって非難して「譲歩を繰り返してきた歴代政権の過ちは繰り返さず、最大限の圧力をかけ続ける」と述べた。また、2月2日には8名の脱北者と大統領執務室で会見した。同時期、トランプ政権の「鼻血作戦」と呼ばれる北朝鮮への武力行使の検討に反対した次期駐韓国大使のビクター・チャに異例の内定取り消しを行い、北朝鮮はこの作戦計画に強く反発した。
2月10日の平昌オリンピック開会式にペンス米副大統領が出席するも5分で退席し、歓迎行事にも参加せず、同時期に訪韓していた北朝鮮の金永南を無視した。ペンスと北朝鮮の金与正が会談する予定も韓国の仲介で秘密裏に組まれていたが、韓国訪問中に招待したオットー・ワームビアの父親や脱北者と面会して追加制裁を表明したペンスに不快感を示して直前でキャンセルしたため金与正ら高官との接触機会は生じなかった。帰国後の同月22日、副大統領はメリーランド州で行った演説の中で、金与正を抑圧的な体制の中心人物として非難している。北朝鮮はこれに猛反発してペンスを「人間のクズ」と罵倒して「我々は米国との対話を哀願しない」と述べた声明を発表した。同月23日、トランプは事実上北朝鮮の全船舶対象など「一国に対するものでは史上最も重い制裁を科す」ことを発表し、制裁の効果がなければ「第2段階となり、手荒な対応になる」と述べた。
3月6日、北朝鮮が非核化に向け米国と対話に意欲を示したことについて「北朝鮮は誠実だと思う。制裁や中国から得た多大な協力を含め我々が北朝鮮に関して行ってきたことが理由だろう」と述べた。9日には訪朝した韓国の特使鄭義溶との面会後に「金正恩は単なる凍結でなく、非核化を韓国の代表に言った。北朝鮮はミサイル実験をこの期間自制する。大きな前進だ。合意するまで制裁は続ける。会談を計画中だ!」と表明し、日本の安倍首相や中国の習近平総書記と相次いで電話協議して完全かつ検証可能で不可逆的な非核化まで圧力と制裁を維持することを確認し、サンダース報道官も米朝首脳会談は「非核化の具体的な行動が前提」と述べた。10日、ペンシルバニア州での集会でトランプは「何が起こるかは誰も分からない。私は即立ち去るかもしれないし、席に座って世界にとって最高のディールに成功するかもしれない」と演説した。
3月25日、北朝鮮最高指導者就任後の初外遊で中国を訪れた金正恩総書記と会談した習近平総書記からメッセージを受け取り、トランプは「金正恩が北朝鮮の国民と人類のために正しい選択を行うのは今がいい機会だ。我々の会談が楽しみだ。中朝首脳会談を大成功させた習総書記から金総書記が私と会うことを楽しみにしていると伝えられた。同時に残念ながらそれまで最大限の制裁と圧力は何があっても保ち続ける!」と述べ、ホワイトハウスも「最大限の圧力が功を奏した」と評価した。
4月18日、トランプ氏の別荘「マールアラーゴ」で開かれた夕食会の際に、拉致問題の話題が挙がる。トランプは神妙な面持ちになり、「拉致問題へのシンゾーの情熱はすごいな。貿易問題とは迫力が違う。長年執念を燃やし、決してあきらめない態度はビューティフルだ。シンゾーの情熱が自分にも乗り移ったよ。私も拉致被害者のご家族にもお会いしたんだ。最大限の努力をするよ!」と最後に述べた。続く日本の安倍首相との日米共同記者会見では北朝鮮の非核化まで最大限の圧力を維持するとして「米朝首脳会談で成果を得る見込みがない場合は出席せず、実現しても途中退席する」と述べた一方、ツイッターでCIA長官のマイク・ポンペオが極秘訪朝して金正恩と面会したとする報道を事実と認めて「非核化は世界や北朝鮮にとっても素晴らしいものとなる」と呟いた。また、韓国が朝鮮戦争休戦協定の平和協定への転換を目標に朝鮮戦争の終結宣言を検討していることについて歓迎するとし、27日の2018年南北首脳会談で休戦協定を平和協定にするために南・北・米・中4者会談の開催を積極的に推進することで韓国と北朝鮮で合意された際は「朝鮮戦争が終わる。米国は誇るべきだ。私の親友である中国の習主席の多大な助力を忘れない。彼がいなければ、解決は遠のいた」と述べるも、隠然と影響力を行使して北朝鮮を駆け引きに利用していることに対しては「習主席は世界一流のポーカーのプレイヤー」と評し、米朝首脳会談の中止を撤回するとした際も「私は習主席と友好的な関係だ。よい人だ。ただ、彼は愛する中国にとって最善のことをやっている」と述べた。
5月24日、トランプは6月12日に予定していた2018年米朝首脳会談を中止するとの書簡を金正恩党委員長に送り、発表した。大統領は北朝鮮当局者が同国を牽制する発言をしたペンス副大統領を「愚かで無知」と述べたコメントを引用し、怒りと敵意に満ちた中での会談は望ましくないとして中止するとの意向を示した。
6月1日、訪米した金英哲との会談後、トランプは中止するとした米朝首脳会談を予定通りに行うと述べ、非核化後の経済支援を行うのは「隣国の韓国の役割であり、日本もだろう。正直、中国が助けると思う」として米国による資金拠出は否定した。
6月12日、シンガポールのセントーサ島で金正恩と史上初の米朝首脳会談を行い、米朝国交正常化や朝鮮半島の完全な非核化などを目指すと掲げた米朝共同声明に署名し、トランプは記者会見で会談実現に努めた韓国の文在寅大統領、友人でもあるとして日本の安倍首相や中国の習近平総書記に謝意を表明して合意は世界や中国にとって有益であり、非核化の費用は日韓が負担すべきとして対北制裁の当面継続と米韓合同軍事演習の中止や将来的な在韓米軍の撤退も述べた。

### 内政

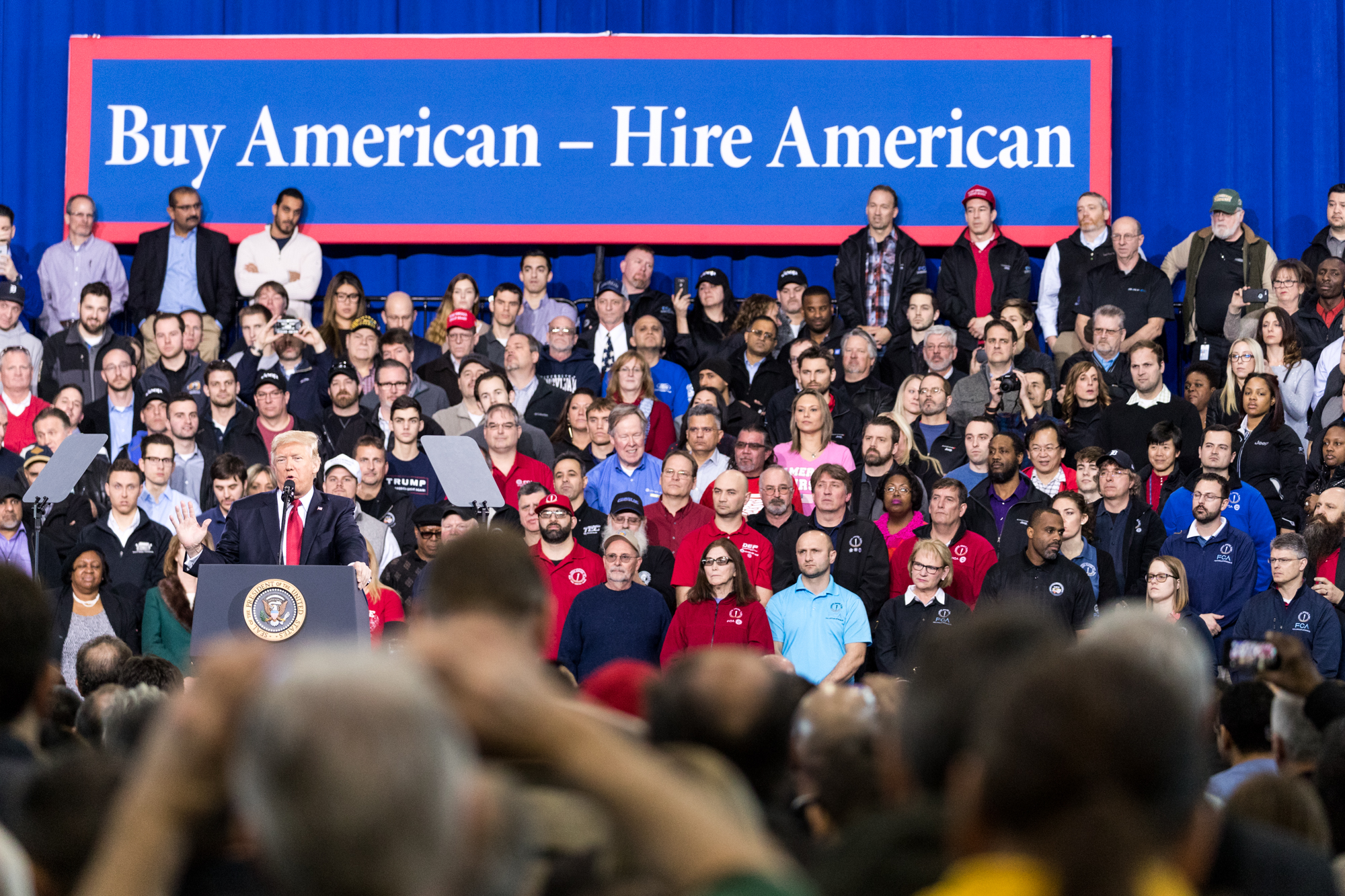
自動車産業の従事者に対し演説するトランプ（2017年3月）

#### 財政・税制・貿易・医療
財政面では、社会保障のための積極財政政策を唱える。
税制面では、法人税と個人の最高税率を引き下げて経済活動を促すと共に、年収5万ドル（約570万円）以下の夫婦世帯および年収2万5000ドル（約280万円）以下の単身者に対しては所得税を免除して国民の間の格差も是正するとしている。
経済格差については過去に拡大を止めるために民主党のバーニー・サンダース上院議員と同じく富裕層への課税を提唱したことがあり、政策スタンスはリベラルや民主党左派に近いとされた。また、ドッド＝フランク・ウォール街改革・消費者保護法の廃止を掲げ、ウォール街への課税や租税回避対策とインバージョン規制を行うなどとしている。
グローバリズム拡散による単一市場に対しては否定的であり、保護貿易主義的とされる。TPPにも反対である。大統領就任からほどなく環太平洋戦略的経済連携協定（TPP）からの離脱や、大西洋横断貿易投資パートナーシップ協定（TTIP）交渉の凍結がなされた。これにより、それまではアメリカとの貿易交渉を優先していた日本と欧州連合（EU）が、反保護主義を掲げて接近。長年停滞していた日本・EU経済連携協定交渉が急加速した。ただし、2018年1月25日に訪問先のスイスで受けた米テレビCNBCのインタビューで、就任時「永久に離脱する」としていたTPPへの参加を「より有利な条件であればやる」と復帰を検討する用意があるとも述べている。
これらの政策は中流の保護と低所得者の保護を含んでおり、共和党主流派の小さな政府・民営化・資産再配分の否定（自由主義・リバタリアニズム）と相容れないため、共和党や米財界から社会主義や隠れリベラルという批判を受けており、エスタブリッシュメント層からはポピュリズムや反市場・反企業と糾弾されている。実際にトランプは2016年の大統領選の時に明確にTPP脱退、製造業雇用の国内回帰を主張していたから、建築労組、石炭労組、自動車労組などの労働組合や一般労働者からも多くの支持を受けて勝利したとの観測がある。
医療保険改革では、PPACA（通称：オバマケア）に対して廃止を明言していたが、2016年大統領選挙後のオバマとの会談では全廃にせず一部を維持することを示唆した。トランプは自らのプランをサンダースが訴える単一支払者制度ではないとたびたび表明しており、オバマケアに反対している。トランプ陣営のスポークスマンは、「ユニバーサルかつ、自由市場に基づいて選択の幅を提供する社会主義的ではない制度」を用意するとコメントしている。
この他に医療関連の話題として、かねてよりアメリカ国内では医療用麻薬であるオピオイドの一種オキシコドンの乱用が問題となっておりそれにより死者数が年間8万人にも及びコカインやヘロインの乱用者数を上回る事態となるに至って、トランプは2017年に公衆衛生上の非常事態を宣言し、これを国家の恥と形容した(オピオイド危機)。このオピオイド危機はパーデュー製薬という製薬会社が、本来であれば緩和ケアなどに限定して使われるべきオピオイドを腰痛や神経痛の患者にも処方できるようにアメリカ食品医薬品局の職員を買収するなどして乱売したことがそもそもの原因である。ルドルフ・ジュリアーニはパーデュー製薬の顧問弁護士をしていたことがあり、検察当局との司法取引を用いてオピオイド危機が長引く一因となったと言われる。
また、トランプは経済政策に関わる新設機関としてアメリカン・イノベーション・オフィス（初代局長にジャレッド・クシュナー）、国家通商会議（初代委員長はピーター・ナヴァロ）、大統領戦略政策フォーラム（初代議長はスティーブン・シュワルツマン）などを設立した。
2017年2月4日、大手百貨店ノードストロームは、販売不振を理由にトランプの娘イヴァンカ・トランプのブランド取扱い中止を発表したところ、「娘が不公平な扱いを受けた」とTwitterで非難を開始した。大統領の親族への優遇のための政治介入ではないかとの批判を受けた

#### 死刑制度
トランプは、死刑を支持する死刑制度存続派である。
1989年4月19日にセントラルパークで起こった強姦事件で、無関係な黒人とヒスパニックの少年たちが冤罪を着せられていた際、トランプは「少年たちを死刑にすべきだ」と訴えてマスメディアに広告を掲載していた（後述）。その件では抗議デモも受けた。詳細はセントラルパーク・ジョガー事件（英語: Central Park jogger case）を参照。
また、大統領就任中は、暴力犯罪に対する厳罰化を求めていた。そのため、司法省がそれに応える形で、17年ぶりに死刑執行を再開し、2020年7月14日から2021年1月16日の間に13人の死刑執行が行われた。死刑が再開した1977年以降で、連邦政府により死刑執行された死刑囚は2022年末時点で16人であるが、その約8割がトランプ政権中に行われることとなった。更には、慣習として次期政権への移行中に当たる時期は、死刑執行は行わないことになっているが、無視する形で執行している。なお、死刑執行の許可は、大統領でなく、司法長官により行われる。

#### 人種政策
2011年から2015年にかけて、当時の大統領のバラク・オバマ（ 史上初の黒人の大統領。米国内のハワイ生まれ）に対して、トランプは「オバマはアフリカ生まれであり、大統領になる資格がないのではないか」と攻撃を繰り返し、非難を浴びた。詳細は後述。

##### BLM運動を批判
2014年にニューヨークの路上で、一人の黒人男性が、彼を脱税容疑で逮捕しようとした警官たちにねじ伏せられて窒息死する事件が起きた（エリック・ガーナー窒息死事件）。
この事件をきっかけに、黒人への人種差別などに対する抗議運動『Black Lives Matter（黒人の命も大切だ）』（以下、BLM）が起こった。BLMは「警官によって28時間ごとに1人の黒人が殺されている」などと訴えた。
2015年11月、トランプの集会での演説中に一人のBLM活動家が抗議を行ったところ、トランプ支持者たちから殴る蹴るの暴行を受けた。トランプはBLMに対して批判し「面倒を起こそうとしているんだと思う」と述べた。

##### 黒人の殺人件数を捏造
またトランプはBLMに反発して「白人や警官によって殺される黒人よりも、黒人によって殺される市民の方がはるかに多い」と主張する画像を投稿したが、この画像には信頼性がなく、非難を浴びた。
トランプが引用した画像は、出典を「サンフランシスコ 犯罪統計局 2015年度データ」としているが、サンフランシスコ市は年次報告書の発行を2014年で終了しており、2015年の統計は公表されていなかった。また14年以前も、加害者・被害者の人種ごとの内訳は掲載していなかった。
さらに各数字も、実在するFBIの14年度の全米統計データと見比べてあまりに差が大きく、信頼できないものと考えられた。実際のFBIの2014年度の全米統計では、①「黒人（B）が加害者になって、白人被害者（W）を殺害した数」は全殺人の15%である一方、②「白人（W）が加害者になって、黒人被害者（B）を殺害した件数」は7%である。
ところがトランプが引用した画像は、15年のサンフランシスコについて①を81％、②を2％としていた。サンフランシスコ市警察の広報は新聞の取材に対して「（トランプがツイートした画像は）我々が公表したデータではない。どこから来た情報か分からない。」と答えた。

##### 極右団体への見解
2016年2月、白人至上主義団体『クー・クラックス・クラン』の元最高幹部であるデービッド・デュークがトランプの支持を表明した際、トランプはそれを拒絶しなかったことで非難を浴びた。詳細は後述。

###### 極右による殺人事件へ「被害者にも責任がある」
2017年8月12日、バージニア州シャーロッツビルで極右団体（白人至上主義）の集会が行われた際、その集会に抗議していた女性に対して極右団体の男性が自動車で襲撃し、殺害した。
この事件に対してトランプは、14日にホワイトハウスで声明を行った際には、犯人を含む白人至上主義団体を「唾棄すべき存在」であると非難した。
しかし、15日にニューヨークのトランプタワーで記者会見を行った際には、犯人を『オルト・ライト』と表現し、被害者を『オルト・レフト』と呼んだ上で、「じゃあ、オルト・ライトに（中略）突撃していったオルト・レフトはどうなんだ? あいつらに罪悪感のかけらもあるか?」などと述べ、被害者の側にも責任があると訴えた。

###### 極右団体へ「待機せよ」
2020年9月29日、BLMに関連する人種差別への抗議デモと、それに反発した白人至上主義者による暴動が起きていることに対して、トランプは「もちろん進んで（糾弾する）」と述べたものの、「ほぼすべてが右派ではなく、左派の仕業だ」と断じた。
さらに、極右の過激派団体『プラウド・ボーイズ』に対して、トランプは批判するのではなく「下がって待機せよ（stand back and stand by）」と述べた。さらに「アンティファ（反差別運動）と左派に対して、誰かが何かをしなければならない」と示唆した。これは大きな非難を浴び、後日トランプは「プラウド・ボーイズが誰か知らない」「誰であっても引き下がる必要がある」などと釈明した。

#### 人工妊娠中絶問題
自らを人工妊娠中絶反対派と位置づけており、原則として妊娠後期（米国では一般的に満20週以降）では中絶（abortion）を認めるべきではないとする。認めるべき場合としては、強姦被害による場合と、近親姦による場合、母体の健康に問題がある場合を挙げる。
2016年3月、トークショーの司会者から、中絶手術を禁止した場合に違法な手術は罰するべきかと問われて、「there has to be some form of punishment (for the woman)（（女性に対して）何らかの罰を設けるべきだろう）」と答えた。

司会者：中絶に対して原則的には罰を与えるべきだと思いますか？イエスかノーかで答えてください。

トランプ：何らかの罰を設けるべきだろう。

司会者：女性に対してですか？

トランプ：はい。
—〔編集者による日本語訳〕,

この発言に関して世界中のメディアが
- ドナルド・トランプ氏が「妊娠中絶を受けた女性は刑罰の対象にすべきだ」と発言
- 中絶手術を受けた女性は処罰されるべきだと発言した[631]

と報じ、中絶反対派からも激しい非難を受けた。
日本のマスコミも
- トランプ氏は、人工妊娠中絶を行った女性は罰せられるべきだと発言[633]
- 妊娠中絶手術を受けた女性は「処罰されるべきだ」と発言[634]

と批判した。
トランプはこの件については同日中に再説明し「もし議会が中絶を違法化し、あるいはいずれかの州が連邦法の下で禁止し、連邦裁判所がこの法律（中絶を禁じる法律）を合憲とする場合には、医師あるいはどんな人物であれ、この違法行為を妊婦に行った者（堕胎施術者）は、法的責任を問われる。この時、胎内の命を奪われた妊婦は被害者である。」として「私の立場はロナルド・レーガンと同じ立場で、例外を認めるプロライフだ。」とした。
中絶を巡る問題に関しては、この件についての多数の報道があった後、有利とされていたウィスコンシン州で敗北したことで、フレームアップされたこの「発言」が、選挙戦に致命的なダメージを与えたという分析も出ている。
ただトランプは、刑罰化を積極的に望む姿勢を示したわけではなかった。激しく非難された発言は、後期中絶の違法化を巡るやりとりの中での返答だが、トランプは司会者から「違法に堕胎するものが現れれば罰するのか?」と質問されて、そのたびに「これは非常に難しい問題なんだ」「他の候補者よりも緩やかな考えだ」「広い例外を認める禁止派（プロライフ）だ」と濁している。また、この返答を受けた司会者が「ではどのような刑を課すのか」などと矢継ぎ早に畳み掛けると、その際にもトランプは「分からない」と3度繰り返し「カトリックと同様の見地から対応するつもり」「これについては今後、決定する」と続けており、強固な考えを持っていないことも示唆している。
なお、妊娠後期の胎児についての中絶の禁止自体は、共和党の候補者に共通する考えであり、米国外では日本などが採用している。しかし、日本の刑法で第212条から216条に規定されている堕胎罪の場合は、犯罪の主体が女性に限定されないため、批判されたトランプの当初の主張とは異なる。
トランプは1999年には、中絶の問題は妊婦と担当医に委ねるべきと述べていた。

トランプ：私は完全にプロチョイスだ。中絶のことは嫌悪している。嫌いだ。胎児の殺害を意味する全てを嫌っている。私は人々がこの話題で言い争うのを聞くだけで、身のすくむ思いがする。しかし、そうであっても選ぶ自由を認めるべきなのだと思う。それに……あるいはニューヨークの人々の物の捉え方には、他の地域の人々とは少し変わっている部分がある。そして知ってのように、私はニューヨーク生まれの人間だ。この町で大きくなって、働いて、ニューヨークシティで形作られた。なんにせよ、プロチョイスを強く支持している。だが堕胎も嫌悪している。

司会者：ではトランプ大統領は堕胎を禁止しますか?

トランプ：いいえ、自分はどの点でもプロチョイスだ。しかし、嫌いなんだ。
—〔編集者による日本語訳〕,

自分は全面的に「中絶の自由」を支持する。「中絶の自由」を嫌悪しているし、「中絶の自由」など口にするのも嫌だ。そして自分が「中絶の自由」の支持者だと言うことを恥ずかしいとも感じる。だが支持する他ないように思われるから「中絶の自由」の支持者だ。
—〔編集者による日本語訳〕,

その後「例外を認めるプロライフ」としたことについて、1999年の見解から立場を変えたことを批判しているマスコミもある。

#### 移民政策

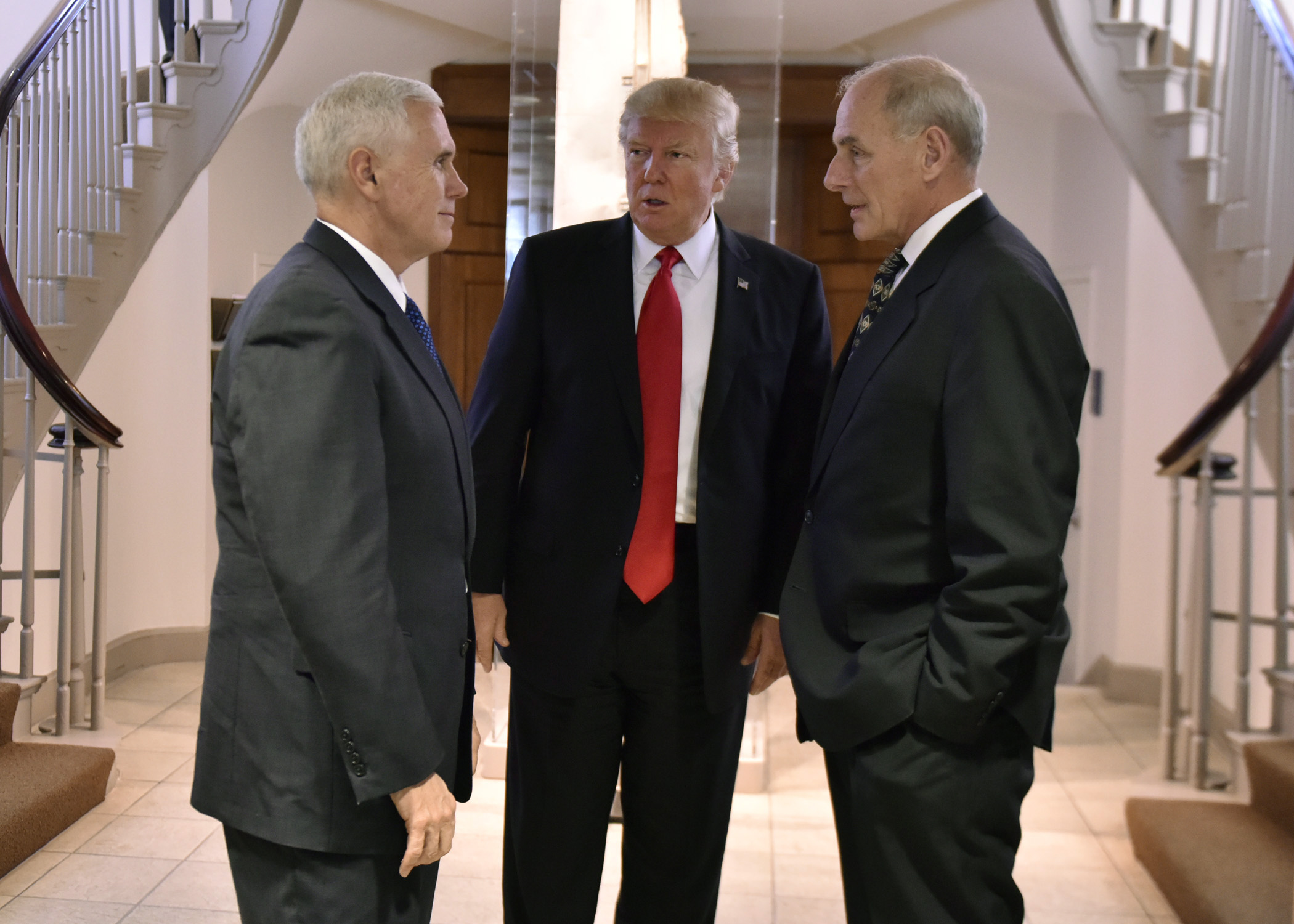
マイク・ペンス副大統領とジョン・F・ケリー国土安全保障局長官と話すトランプ（2017年1月25日）

##### 特定国家からの入国禁止
2017年1月、イスラム教徒が多数を占める7カ国（イラン、イラク、リビア、ソマリア、シリア、イエメン、チャド）の国民が米国へ入国することを90日間にわたり禁止するとともに、難民の受け入れを全面的に停止する大統領令を発行した。さらにシリア難民については無期限で受け入れ停止とした。
同年3月、入国禁止令を修正して再び発行した。今度はイラク国民を除外し、シリア難民の無期限禁止を取り下げた。二重国籍者や永住権（グリーンカード）保持者や、米国と「真正の関係」がある人物については入国禁止から除外するとした。
同年9月、三度目の入国禁止令を発行した。さらにベネズエラと北朝鮮の国民も入国禁止に追加した。

##### 不法入国者への規制を強化
2017年9月6日には、親に不法入国させられた若者の国外退去を、条件付きで2年間だけ猶予するDACAの撤廃を表明し、2018年1月に、これらの若者を保護する新たな法案を支持。メキシコとの国境に壁を建設することを表明した。

##### 非正規移民への対応
2018年5月16日、カリフォルニア州の聖域都市（非正規移民に寛容な自治体）政策に反対する同州の議員・役人との会談で、トランプは一部の非正規移民について「彼らは人間ではない。動物だ。（These aren't people. These are animals.）これまでにない早さでアメリカから追い出している。」などと述べ、物議を醸した
日本のジャーナリスト木村太郎によれば、トランプの移民政策は、移民の賃金の保障を目的としているという。その為、非正規移住者を低賃金で働かせている雇用主から反対されていると木村は主張している。

#### 麻薬対策
メキシコから不法入国者は、メキシコの犯罪組織の者が多く、麻薬入りのリュックサックを背負って、団体でアメリカの国境を越えてくる。その為、トランプは、不法入国を繰り返す非合法組織に対する取り締まりに対して、積極的な姿勢を示している。
大統領選の出馬会見でも、メキシコからやってくる不法入国者たちが麻薬と犯罪を持ち込んでいるとの見解を述べ、メキシコとの国境沿いに国境の壁を造り、その建設費をメキシコに払わせると発言した。
国境線に壁が必要だという主張についてメキシコ大統領報道官のエドゥアルド・サンチェスはブルームバーグの電話インタビューで「それはもちろん間違っている」「そういう考えはメキシコが果たしている役割をものすごく無視していて、そんなことを主張する候補者の無責任さを示すものだ」とコメントしており、その費用をメキシコに負わせるという発言に対しても「トランプの発言には米国の現実についての知識の巨大な欠如が反映されている」「アメリカにいるメキシコ人は熱意を持って働いている。彼らは仕事をよくやっている」として、負担に応じない方針を示しているが、トランプは現在まで撤回していない。

#### ISIL対策
2014年からイスラーム過激派組織ISIL（イスラミック・ステート）が急速に勢力を拡大していたため、トランプ大統領は、「ISILあるいは、ISIL関連国からの入国者について身辺調査を厳しくする」と表明。最悪のケースに備え、対応できる制度の成立を目指した。
複数の世論調査が、相当数のムスリムが米国人を憎んでいるという結果を示していると述べ、「どういう危険を意味するのか理解できるまでこの国は、聖戦しか信じず道理をわきまえず人命を尊重しない連中による恐ろしい攻撃の被害者になるわけにはいかない」と主張するなど警戒心を露わにした。ムスリム系夫妻が14人を銃撃し殺害する事件が起きると、イスラム教徒の入国を禁止するように提案したり、一部のモスクを閉鎖させてムスリムを監視すべきと提案している。
大統領就任からわずか1週間後の2017年1月27日、「外国テロリストのアメリカ入国からの国家の保護（Protecting the Nation From Foreign Terrorist Entry Into the United States）」と題した大統領令に署名。これによりシリア、イラク、イラン、スーダン、リビア、ソマリア、イエメンの計7か国のイスラム圏からの出身者の米国入国を90日間停止、さらに難民に至っては120日間受け入れ全面停止となった。
2017年9月24日、前回の入国禁止令の失効に伴い、新たに北朝鮮、ベネズエラ、チャドの3カ国の外国人もアメリカ入国を禁止する大統領令を出した。スーダンは除外され、これにより全体で8カ国となった。

#### 出産旅行
2020年1月24日、トランプ政権は新規則を施行し、「出産旅行」を制限する。

#### エネルギー・環境
2017年6月1日、「中国、ロシア、インドは何も貢献しないのに米国は何十億ドルも払う不公平な協定だ」として米国はパリ協定から離脱すると表明した。
これに対して日本をはじめ各国は反発した。G20の19カ国はアメリカを抜きにパリ協定を履行することで合意した。
国内でも波紋が広がり、ワシントン州とニューヨーク州とカリフォルニア州はトランプ政権から独立してパリ協定目標に取り組む米国気候同盟を結成し、さらにマサチューセッツ州やハワイ州など他の7州も加盟した。米国気候同盟の立ち上げを主導したカリフォルニア州知事ジェリー・ブラウンは結成直後に訪問した中国で中国政府が米国に代わって気候変動対策のリーダーシップを握ったとして中国と協力し、中国とクリーンエネルギー技術のパートナーシップを結んで、一帯一路構想へのカリフォルニア州の参加も表明した。また、6日の北京での第8回クリーンエネルギー部長級会議に出席するためトランプ大統領のパリ協定離脱表明直後に中国に出発したアメリカ合衆国エネルギー省長官リック・ペリーは、中国が気候変動対策でリーダーシップをとることを歓迎すると表明しつつ、アメリカはクリーンエネルギー技術分野などでリードしていると述べ、中国の張高麗国務院副総理との会談でクリーンエネルギーでの米中協力で一致するも一地方自治体に対するものでは異例の厚遇である習近平総書記との会見を行ったブラウン知事との対応の違いがアメリカのメディアで比較された。トランプ大統領の決定に抗議してロバート・A・アイガーやイーロン・マスクは大統領戦略政策フォーラムのメンバーから抜けた。
しかし、2018年1月10日にはオバマ前政権が署名した当時の協定内容の修正を条件に「正直に言って私としては問題のない協定だ。よって、復帰もあり得る」と述べた。
なお脱退の手続きに3年から4年を要するため、アメリカの正式なパリ協定離脱は2020年アメリカ合衆国大統領選挙が行われる2020年11月3日以降となる。
トランプは、気候変動をアメリカの製造業を衰退させるための中国の陰謀であるという冗談を述べたことがある。

#### 宇宙軍
2018年6月18日、「私は国防総省に対し、軍隊の第6部門としての宇宙軍を設立するために必要なプロセスを直ちに始めるよう命令した」と発表。2019年12月20日に国防権限法案に署名し、正式に発足した。

#### ウクライナ論争
2019年、トランプはウクライナのウォロディミル・ゼレンスキー大統領との電話会談の中で、秘密裏に元アメリカ合衆国副大統領で2020年アメリカ合衆国大統領選挙への立候補を目指すジョー・バイデンと、その息子であるハンター・バイデンのウクライナにおける活動について捜査するように促した。後に、この要請が何者かの手により明るみになるとナンシー・ペロシ下院議長は反発。大統領が国の安全保障を脅かし大統領宣誓とアメリカの合衆国憲法に違反していると批判し、大統領の弾劾手続きに向けた調査を開始した。これに対してトランプ側は反発し、ペロシらにあてた書簡で弾劾に向けた調査には協力しないと表明。全面対決の姿勢を鮮明にした。12月18日、下院議会は弾劾訴追決議案を賛成230・反対197票で可決し、トランプは弾劾訴追された史上3人目の大統領となった。

#### COVID-19関連
トランプは当初COVID-19パンデミック対策で中国と緊密に協力しているとして中国を力強く率いていると習近平国家主席（総書記）を称賛しており、ウイルスも「自然に消えてなくなる」と意図的に軽視していたことを自ら認めている。また、マスクの着用を避け、「99％の症例は完全に無害」「消毒液を注射すればいい」と発言したり、医療専門家を無視してヒドロキシクロロキンを推奨し、徹底的な対策を提言する専門家チームのアンソニー・ファウチとも対立した。しかし、次第に米国国内で感染拡大すると中国およびWHOへの批判を強め、「中国ウイルス」「カンフルー」（中国のカンフーとインフルエンザをあわせた造語）とも形容するようになった。
2020年4月7日、新型コロナウイルス感染拡大を巡り、WHOが「中国中心主義」で、世界に不適切な提言を行っていると批判した。また、5月6日にはアメリカで感染拡大が深刻化する事態を 「米国が経験した最悪の攻撃だ。真珠湾よりひどい」 「世界貿易センターよりひどい」と発言。 「発生した場所で抑え込まれるべきだったが、そうはならなかった」と指摘し、暗に中国を批判した。さらに、5月14日には中国の対応への失望を述べるとともに、現時点で習近平国家主席（総書記）との対話は望んでいないとし、「われわれには多くの措置を講じることが可能だ。関係を完全に断ち切ることもできる」と述べ、中国との断交の可能性も示唆した。5月18日にはWHOを「中国の操り人形」だと批判し、米国からWHOへの拠出金の削減や打ち切りを検討していることを認めた。
5月29日、ホワイトハウスでの記者会見で中国が香港に国家安全法の導入を決めたことを非難するとともに、改めてWHOが「中国寄り」であることを主張。WHOとの 「関係を断絶する」と発表した。
7月7日、WHOから2021年7月6日付で脱退すると、国連に正式通知した。その後、後継のジョー・バイデンによって脱退は撤回された。
10月2日、自らと妻のメラニア夫人が新型コロナウイルスに感染していたことをツイッターで公表した。このため、東京証券取引所や各地の取引所の株価が200円ほど下がる事態になった。翌3日には、軍医療施設に入院し、微熱や咳の症状があることが報じられた。7日には大統領執務室に復帰するまで回復し、新型コロナに感染したことについて「神からの祝福」と述べた。
トランプ政権下でアメリカはコロナ感染者が世界最多となり、2021年1月にはアメリカでの新型コロナウイルスによる死者数は第二次世界大戦の死者数を超えることとなった。
2021年3月、トランプが同年1月にCOVID-19ワクチンを非公開接種していたことが報じられた。なお、2020年12月の時点で副大統領のマイク・ペンス、次期大統領のジョー・バイデンはファイザーとビオンテックが開発したトジナメランの公開接種を行っていた。

#### 動物保護政策
アメリカ合衆国環境保護庁（EPA） を動物実験から脱却させる方向に導いたり、特定の種類の動物虐待を連邦犯罪とし、アメリカ初の全国的な動物虐待防止法（PACT法）に署名するなどに取り組んだ。いっぽうで、有機農業における家畜福祉を強化する規則を廃止したり、トロフィーハンティングによるゾウの輸入禁止を解除したり、動物虐待の記録をインターネットで閲覧できなくするなどの施策も行った。

### 2020年大統領選挙の落選
2期目を目指して2020年11月3日の大統領選挙に出馬し、民主党候補のジョー・バイデンと争った。11月4日、選挙の鍵を握る接戦州ミシガン、ウィスコンシン、ペンシルベニアの各州（ラストベルト3州）ではいまだ集計が続いていたのに、その時点でのリードを理由に一方的に勝利宣言を行った。
郵便投票の開票で旗色が悪くなってきた後の11月5日夜の記者会見では、根拠を示さず「大差で勝っていたのに我々の票数はひそかに奪い取られた」などと「不正選挙」を主張しはじめ、質問は受け付けなかった。これに対し、アメリカの主要メディアは根拠に欠けるとして中継放送を打ち切った。
11月6日にはペンシルベニア州などで逆転されたことに焦りを募らせ、リードするバイデンに向けて「大統領職を奪取したと誤った宣言をすべきではない。私だって宣言できるのだから」とツイートしてけん制した。
11月7日午前にABC、AP通信、CNN、FOXニュース、NBC、ニューヨーク・タイムズ、ロイターなどの主要メディアによりバイデン当選、トランプ落選が確実になったことが報じられた。同日夜にバイデンは勝利宣言を行ったが、トランプは敗北宣言を拒否し、裁判などで徹底抗戦すると述べた。トランプの弁護士であるルドルフ・ジュリアーニも8日にFOXニュースのインタビューで裁判などで徹底抗戦すると述べた。なお、後にジュリアーニはこの誤情報拡散行為により、ニューヨーク州およびワシントンD.C.において弁護士資格を一時停止されている。
トランプ陣営は敗れた接戦州で投票結果の確定阻止を求め訴訟を乱発した。その訴訟の数は50を超えた。だが、裁判では選挙結果を覆すような判断は下されず、各州の集計結果の確定期限でもある12月8日に連邦最高裁によりトランプ陣営の訴えは棄却された。
法廷闘争に敗れた後もなお抵抗を続け、儀式的な存在である選挙人投票で選挙結果をひっくり返そうとし、「実際に選挙人を任命するのは各州議会」と主張してウィスコンシンなど共和党が多数派を占める州議会に「不正」な一般投票の結果を無視して独自に選挙人を選定するよう要求した。しかし、12月14日の選挙人投票で一般投票の結果を無視する州は現れず、バイデン勝利が確定した。政権移行でも抵抗したため、引き継ぎのための作業スペース確保や、機密情報の説明開始が遅れた。

### 連邦議会襲撃事件をめぐって

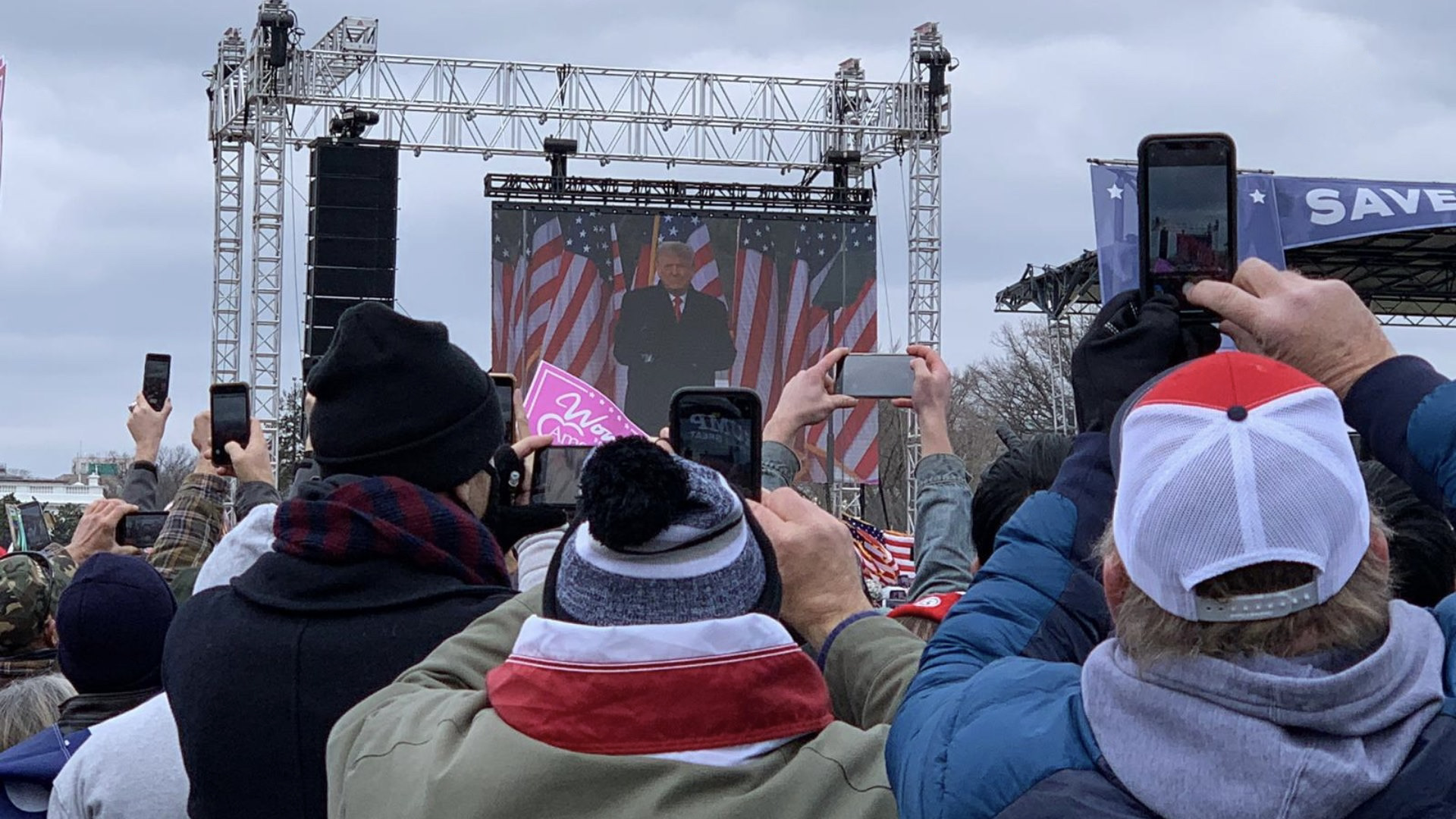
2021年1月6日の連邦議会議事堂襲撃事件で議事堂襲撃前にホワイトハウス前で開かれた連邦議会選挙人投票結果認定への抗議集会で演説するトランプ

連邦議会が先の選挙人の投票結果を正式に認定する日だった2021年1月6日、トランプはホワイトハウス前でその抗議集会を開き、トランプ支持者に向けて暴力を煽るような演説を行ったうえで、ペンシルベニア大通りを連邦議会議事堂まで行進することを促した。少なくとも数千人のトランプ支持者が連邦議会へ向けて行進し、そのうちの一部が連邦議会議事堂に乱入し、占拠する事件が発生した。この事件では、5人が死亡した。
この暴動で連邦議会の議事は中断された。ジョー・バイデンは、暴動を批判して暴徒に即時退去を呼び掛けるよう要求した。トランプはツイッターに投稿した動画で「平和でなければならない。家に帰ろう。愛している」と支持者に訴えたが、一方で「盗まれた選挙だった。私たちの地滑り的勝利だった」と改めて主張した。
その後トランプのSNSアカウントは、ツイッターが「ルールへの違反があった」ため3件のツイートの削除要求と12時間の投稿ブロック、フェイスブックが「規約違反があった」ため24時間の投稿ブロックになるなどアカウントが一時凍結された。ツイッターは、トランプが今後再びツイッターのルールに違反した場合には同氏のアカウントを永久に停止すると警告した。その他、ライブ配信サービスTwitchもトランプのアカウントをブロックし、ショッピングサイト開設サービスShopifyはトランプの公式ショップを削除した。
1月7日にトランプのツイッターアカウントの一時的な凍結は解除された。トランプは同日夜にツイッターで動画を投稿し、「連邦議会への極悪な攻撃について、すべてのアメリカ人と同様に激怒している」「議事堂を汚した」者たちは「この国を代表しない」と述べた。「自分はこれまで公平な選挙を確保し民主主義を守るために闘っていた」ので、「議会が選挙結果を認定した今、1月20日に新しい政権が就任する」と、議会の大統領認定を承認した。前の声明とは異なり、選挙に勝ったのは自分だという主張をすることはなかった。これは事実上、トランプが今回の大統領選挙について初めて敗北を宣言したと受け止められている。また、選挙に関する法律を、投票人の身元と有権者資格をはっきりさせるように変える必要があるとも主張した。
しかし1月8日にはトランプのTwitterアカウントが「2件のツイートがルール違反であり、暴力をさらに扇動する可能性がある」ため永久凍結された。これについて1月11日、ドイツ、フランス両政府は強い懸念を発表し、民意により選出された一国の大統領の言論の自由が一民間企業により停止されるべきではない、あくまで立法府の手続きを経て行われるべきだとの考えを示した。また、日本国内においては三浦瑠麗や上杉隆などの学者、ジャーナリストからもこのアカウント停止措置について批判の声が上がった。これに対してTwitterのジャック・ドーシーCEOは1月14日、自身のTwitterで「我々(Twitter社)の判断は正しかったのか？」と問題提起したうえで、「(アカウントの凍結は)正しい決断だったと思う」とし、「健全なコミュニケーションを促進する」ことに失敗したと認め、モデレーションの透明性を高める必要性を説いた。
事件後、集会で支持者を煽ったトランプとルドルフ・ジュリアーニを扇動罪に問うよう求める声が高まり、1月7日に連邦検察はトランプに対する捜査や起訴の可能性を排除しない考えを示したが、1月8日にはワシントン連邦検察局のケン・コールはFBIは今回の事件について「扇動」や「反乱」の疑いで捜査を行ってはいないとし「その種の訴追が行われる見込みはない」との見解を示している。ただ民主党内では追及機運が高く、バイデン政権へ政権交代した後にトランプ不正捜査の一環で起訴に踏み切る可能性があると報じられている（司法省は1973年に現職の大統領について原則として起訴しないとの内部指針を定めたが、退任後は適用の対象外となるため）。
政界では民主党からトランプ解任を求める声が高まっており、共和党からも部分的に同調する声が出始めている。
ナンシー・ペロシ下院議長はトランプの精神状態を不安視し、トランプ大統領が核兵器を使った攻撃命令を出すことなどを防ぐためとしてマーク・ミリー統合参謀本部議長と協議した。
さらにペロシ下院議長は1月11日にマイク・ペンス副大統領に憲法の規定に基づいてトランプを解任することを求める動議を下院に提出する意向を示した。12日に本会議で賛成多数で可決されたが、ペンスは採決に先立ち、トランプの解任に応じない意向をペロシに書簡で伝えている。
1月13日、「反乱を扇動した」として、トランプ大統領に対する弾劾の決議案が下院で可決。2月13日、上院の弾劾裁判は、有罪57票、無罪43票で罰則に必要な3分の2に届かなかった。

## 大統領退任後（2021年-2025年）
2021年1月19日、トランプは退任のビデオメッセージ声明を発表し、自らの4年間の実績をアピールしつつ「新政権が米国の安全と繁栄を維持できるよう祈っている」と述べた。
次期大統領バイデンの大統領就任式に参加するか否かについて、いまだ在職中の2021年1月8日にツイッター（凍結前）において「お尋ねのすべての人へ。私は就任式に出席するつもりはない」として欠席の方針をあらかじめ表明した。これに対してバイデンは「彼は国家の恥だ。来ないのは良いことだ」と述べてトランプ欠席を歓迎する一方、副大統領マイク・ペンスについては「（出席してもらえれば）名誉だ」と述べ、ペンス副大統領は出席する意向を示した。
1月20日、トランプは予告通りバイデンの大統領就任式には出席せず、アンドルーズ空軍基地で退任式を開催し、その後フロリダに向かった。前大統領が新大統領の就任式に出席しないのは1869年以来152年ぶりのことであった。ペンスは逆にトランプの大統領退任式を欠席し、バイデンの大統領就任式には出席した。米メディアによると、大統領のみが操作する権限を持っている「核のボタン」は通常就任式にて直接引き継がれるが、今回はトランプが出席しなかったためボタンを2つ用意し、バイデンが就任した瞬間にトランプのものを無効化する措置が取られた。また、バイデン大統領は伝統的な慣習に従ってトランプ前大統領が「非常に思いやりのこもった」手紙をバイデン宛てに残したと明らかにした。その上でバイデンは、「トランプに会うまで手紙の内容は明らかにしない」とした。
2月5日、大統領経験者に対して政権が通常行う機密情報の報告について、バイデン政権はトランプ前大統領に対しては行わない方針を示した。バイデン大統領はその理由としてトランプの「常軌を逸した行動」を挙げ、「彼に機密情報を報告することにどんな価値があろうか。彼が口を滑らせるかもしれないこと以外に、どんな影響があろうか」と述べた。
3月8日に2020年の大統領選挙でのウィスコンシン州の集計結果を無効にすることを求めた訴訟が連邦最高裁により却下された。NBCテレビは「トランプ氏の最後の挑戦が却下された」、米紙ヒル（電子版）は「バイデン大統領の勝利を覆そうとするトランプ氏の無駄な闘争は、終幕を迎えた」と伝えた。
2022年2月24日に開始されたロシア大統領ウラジーミル・プーチンによるウクライナ侵攻について「2ドルの価値しかない制裁を受けてウクライナを占領している」として「これはかなり賢いこと」と話した。この発言についてホワイトハウス副補佐官のアンドリュー・ベイツはトランプとプーチンを「おぞましい豚」と呼んで切って捨てた。2月26日もフロリダ州の演説で「ウクライナの人々やゼレンスキーを「勇敢だ」とたたえる一方で、「プーチンは賢い。問題は我々の国の指導者たちが愚かなことだ」と述べた。
2022年4月26日、実業家のイーロン・マスクがTwitter買収後、アカウント凍結を撤回する意向を示したが、「Twitterには戻らない」と発言した。
2022年の安倍晋三銃撃事件後には、ソウルで開催された旧統一教会の大規模イベントにて安倍晋三の死を悼むとともに、容疑者を非難した。
2022年8月8日、FBIによりトランプの住むマー・ア・ラゴが家宅捜索され、核兵器の情報などの最高機密を含む書類11セットが回収されたと報道され、本人もそれを認めた。
2016年の大統領選挙での不正を主張してヒラリー・クリントン元国務長官や陣営関係者らを提訴したトランプと代理人に対し、フロリダ州の連邦地裁は2023年1月19日、政治目的の不当な訴訟を乱用しているとし、約93万8000ドルを支払うよう命じた。
2023年1月、共和党予備選挙を控え、大統領再選後の政策として、トランスジェンダーに対する連邦政府の保護を撤回し、連邦政府機関によるトランスジェンダーのアイデンティティ支援を禁止する大統領令に署名し、病院や公立学校を含むトランスジェンダーのアイデンティティ支援を行う公的機関への資金提供を停止し、未成年者へのジェンダー肯定医療を禁止し、あらゆる年齢での性別適合医療に連邦政府資金を使用することを禁止する法案を支持すると表明した。

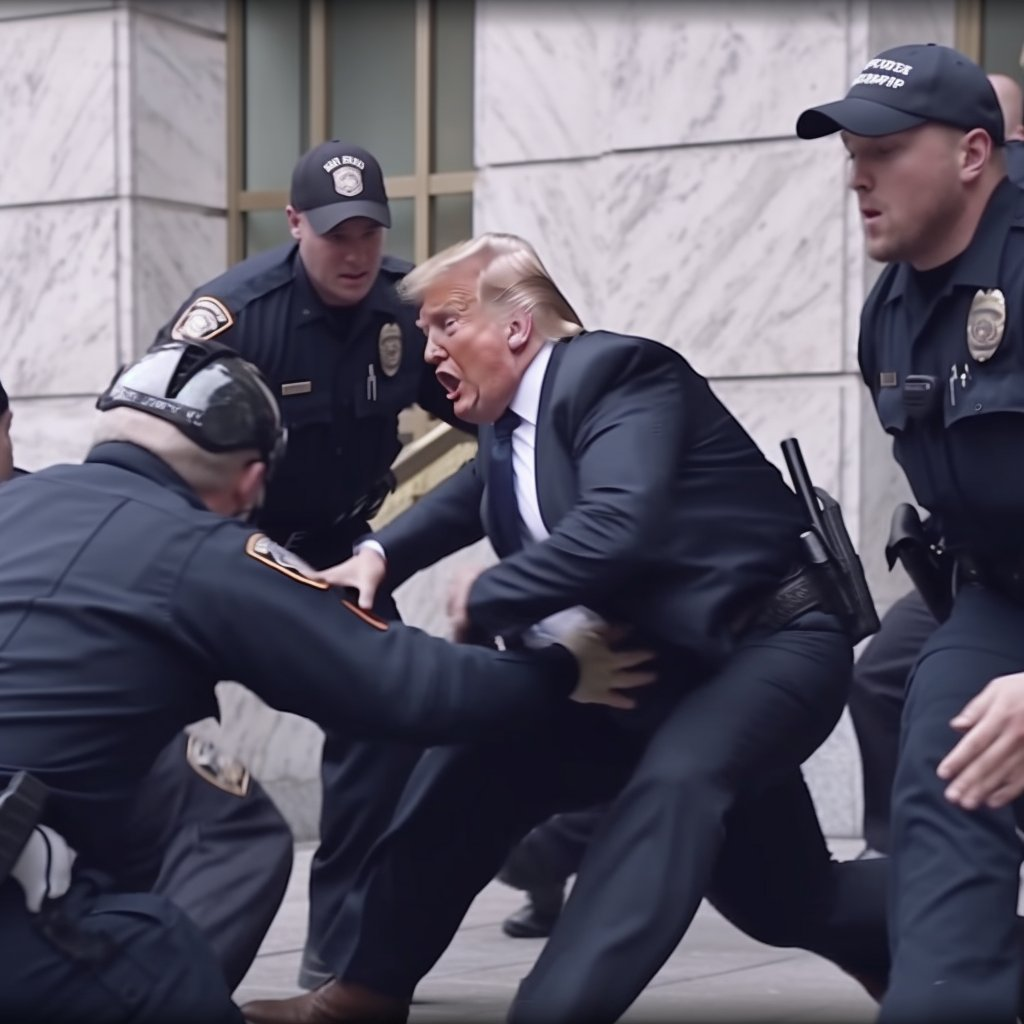
Midjourneyで作られたトランプのディープフェイクは生成AIの危険性を象徴している

2023年3月20日、画像生成AIの一種であるMidjourneyで作られたディープフェイク画像がソーシャルメディアで拡散され騒然となった。この偽の画像にはトランプが警官たちに囲まれて逮捕されるシーンが写っていた。関連して米国では政治目的の生成AIによる情報操作への懸念が高まっている。プロパガンダ、ネガティブキャンペーン、候補者の言動の捏造が危惧されている。連邦議会では規制の議論も始まっている。
2023年5月9日、ニューヨーク州の連邦地裁の陪審は、元コラムニストの女性E・ジーン・キャロルが約30年前にトランプから性被害を受けたとして損害賠償などを求めた民事訴訟で、性的虐待と名誉毀損を認め、トランプに対し500万ドルの支払いを命じる評決を下した。陪審は性的暴行はあったとしたが、強姦についてはトランプの責任を認めなかった。トランプは評決を不服として控訴した。2024年12月30日、連邦控訴裁判所は地裁判決を支持しトランプ側の控訴を棄却した。
2024年6月、中国の短編動画投稿アプリTikTokに自らのアカウントを開設し、同年7月には大統領時代に規制しようとしていたTikTokの利用を禁止する動きに反対する意向を表明した。
2024年8月12日、トランプは福島第一原子力発電所事故について、「3000年はその地に入れないと言われている」と発言した。これに対して、対談相手のイーロン・マスクが「それは真実ではない」と反論し、マスクが福島県産の野菜を食べたことを話すと、トランプは「最近気分が悪そうだな。心配している」と発言し、最終的に「冗談だ」と話した。同年10月末、ジョー・ローガンのポッドキャスト番組に出演した際にも「3000年はその土地に入ることができない」と発言した。トランプの発言に対し、内堀雅雄福島県知事は「どのような真意で発言されたのか十分に理解することができなかった」と述べ、「国内外に対する正確な情報発信にしっかりと取り組んでいただきたい」と強調した。

### 訴追の動き（刑事手続）
大統領退任後には、刑事訴訟における訴追の動きが相次いだ。

#### 不倫口止め料事件
2023年3月30日、選挙に不利になる情報に絡む支出を隠す目的で業務記録に虚偽記載をしたなどとして、34の罪でニューヨーク州・マンハッタンの大陪審から起訴された。大統領経験者の起訴はアメリカ史上初。4月4日に裁判所に初出廷し、全面的に無罪を主張した。2016年大統領選挙の直前に、選挙に不利な情報となりえるポルノ女優ストーミー・ダニエルズとの過去の不倫に対し、マイケル・コーエン元顧問弁護士がトランプに成り代わってダニエルズへ口止め料を支払ったとされ、嫌疑はトランプがコーエンに口止め料の金額を弁済する際、小切手や帳簿、請求書計34点に「弁護士費用」と虚偽記載したことにかけられた。2024年5月30日、2023年にニューヨーク州地裁で起訴されていた不倫の口止め料を不正に処理し業務記録を改ざんしたという34件すべての罪状において陪審団は有罪の評決を下した。アメリカ合衆国大統領経験者に対する刑事裁判での有罪の評決は初めてとなった。量刑は同年7月11日の言い渡しになると報じられている。5月31日、トランプは控訴すると表明した。同年の大統領選挙でのトランプの勝利を受け量刑の言い渡しは延期されていたが、2025年1月10日、ニューヨーク州地裁は有罪評決を維持しつつ刑罰を科さない「無条件での放免」を言い渡した。トランプは大統領の「免責特権」が適用されると主張し評決の無効を求めてきたが、地裁は判決で「大統領には陪審の評決を抹消する力は与えられていない」とした。トランプは重罪の有罪判決を受けた後に就任する史上初の大統領となった。

#### 機密文書持ち出し事件
2023年6月8日、機密文書持ち出し問題に絡みスパイ防止法違反や司法妨害など37件の罪状でフロリダ州連邦地裁の大陪審から起訴された。トランプは37件の起訴内容について全て無罪を主張した。7月27日には、機密文書の持ち出しを巡り証拠となる監視カメラの映像を消去しようとしたなどとして、4つの罪状で追起訴された。
2024年11月25日、トランプが同年の大統領選挙で勝利したことを受けジャック・スミス特別検察官は起訴取り下げを裁判所に申請した。

#### 選挙結果転覆共謀連邦法違反事件
2023年8月1日、選挙結果を覆すために公的手続きの妨害を共謀したなどとする4つの罪でワシントン連邦地裁の大陪審から起訴された。
2024年7月15日、フロリダ州連邦地裁の判事は、事件を指揮するジャック・スミス特別検察官が違法に任命され起訴する権限を持たないと判断し、起訴を棄却した。8月26日、スミス特別検察官は判断を不服とし控訴した。
11月25日、トランプが同年の大統領選挙で勝利したことを受けスミス特別検察官は起訴取り下げを裁判所に申請し、認められた。スミスは裁判所に提出した文書で、現職の大統領を在任中に起訴・訴追しないという司法省の従来の方針が、次期大統領に就任するトランプに「適用される」と説明。一方で「起訴の是非に関する政府の立場は変わっていない」とも指摘し、起訴したことの正当性を強調した。

#### ジョージア州選挙集計干渉事件
2023年8月14日、「犯罪集団」を結成し大統領選のジョージア州での敗北を覆そうとしたとして、州法違反の罪で州大陪審から起訴された。マーク・メドウズ元大統領首席補佐官や顧問弁護士だったルドルフ・ジュリアーニ元ニューヨーク市長ら18人も起訴された。同月23日にはジョージア州アトランタの拘置所に出頭し、マグショット撮影や指紋採取を終えたのち、保釈金として20万ドル（約2900万円）を支払い約20分間で釈放されている。

### 2024年アメリカ合衆国大統領選挙
トランプはかねてより2024年の大統領選挙への出馬を示唆しており、側近のジェイソン・ミラーは2021年9月の時点で再出馬の可能性について聞かれた際に「99%から100%だろう」「24年に出馬するのは確実だろう」との見方を示した。2021年10月には予備選挙の初戦が行われるアイオワ州にて集会を開いた。2022年11月15日に次期大統領選挙への立候補を正式に表明。
共和党予備選挙ではトランプの他にも有力候補として前副大統領のマイク・ペンス、前国務長官のマイク・ポンペオ、前国連大使のニッキー・ヘイリー、フロリダ州知事のロン・デサンティスらが名乗りを上げたが、他の候補を終始圧倒した。最後まで残った有力候補のヘイリー前国連大使（ワシントンD.C.、バーモント州でトランプに勝利）が2024年3月6日に選挙戦からの撤退を表明したことで、過半数の選挙人獲得を待たずしてトランプの共和党候補者指名が事実上確定した。3月12日には過半数の選挙人を獲得したと報じられた。
コロラド州最高裁（2023年12月19日判決）やメーン州のシーナ・ベローズ州務長官（公判前に求められる見解表明、州裁判所は2024年1月17日に連邦最高裁の判断待ちを表明）、さらにイリノイ州裁判所（2024年2月28日判決）ではトランプ支持者が2021年に起こした議事堂襲撃事件への関与を理由に、合衆国憲法修正第14条第3項を適用しトランプに対して予備選挙に参加することを禁止する判決や判断が示された。これらに対してトランプ陣営は上級裁判所への提訴や異議申し立てを行い、2024年3月4日に連邦最高裁が憲法修正第14条3項を執行する責任は州にはないとしてこれらの判決を覆し、予備選挙への参加資格を認めた。
トランプが再び大統領となれば連邦法違反では自身に恩赦を与えることができるが、ジョージア州での事件などで問われている州法違反については恩赦を与える権限はない。
2024年11月5日の投開票では312人の選挙人を獲得し、トランプが当選。2025年1月6日にアメリカ合衆国議会が開いた上下両院合同会議にて正式に次期大統領に選出された。

#### 銃撃・暗殺未遂
2024年7月13日（アメリカ時間）夕方、アメリカ東部のペンシルベニア州バトラーにて、選挙集会で出席していたトランプは演説の最中に銃撃を受け、右耳周辺を負傷した。犯人はその場でシークレットサービスによって射殺され、トランプはボディーガードたちに囲まれたまま拳を突き上げた後、会場を後にした。
同年9月15日午後、アメリカ南部フロリダ州のゴルフ場でゴルフをしていたところ、トランプの向かう先で警戒に当たっていたシークレットサービスの隊員が、フェンスからライフルの銃身が突き出ているのを確認した。隊員はトランプを保護する目的で茂みにいた男に向けて発砲した。男は車に乗って逃走したが、まもなく拘束された。また犯行時に使用したライフルは押収された。

## アメリカ合衆国大統領職（2025年-）

### 就任初日
トランプは就任前から「就任初日だけ独裁者になる」と公言しており、2025年1月25日に2期目の大統領職を開始したトランプは就任早々、WHOからの離脱への指示、2021年アメリカ合衆国議会議事堂襲撃事件の受刑者の恩赦などを含めた複数の大統領令や覚書に署名した。

#### TikTok
トランプは大統領選でも活用していた中国系アプリ『TikTok』の所有権を合弁会社という形でアメリカが5割を持つべきだと主張しており、就任初日の大統領令でTikTokの禁止措置を75日間延期することを命じた。
TikTokは一時停止したサービスを大統領就任前にトランプが禁止法の延期を表明したことを受けて再開しており、CEOの周受資は就任式にも招待されていた。TikTok米事業売却の交渉はヴァンス副大統領に一任した。

#### 気候変動
トランプは「地球温暖化対策は新たな緑の詐欺だ」と主張して民主党政権が加盟したパリ協定から離脱する大統領令に署名した。また、ガソリン価格の抑制策として化石燃料の増産に取り組むとしている。再生可能エネルギーや電気自動車への補助金についても廃止または大幅な縮小に取り組むとしている。
民間の気候変動対策への圧力も強めており、銀行間の国際的な枠組みである「ネットゼロ・アセットマネジャーズ・イニシアチブ」を反トラスト法違反と主張して攻撃し、ゴールドマン・サックス、ウェルズ・ファーゴ、シティグループ、バンク・オブ・アメリカ、モルガン・スタンレー、JPモルガン・チェース、ステート・ストリート、バンガード、ブラックロックなどを脱退させることに成功した。

#### 関税
トランプは自らを「タリフマン」（関税男）と称し、「我々は雇用を奪う巨額の貿易赤字を終わらせ、米国の独立を取り戻し、大規模な経済好況を起こす」手段として、関税引き上げによる脅迫で相手国に対して貿易赤字の削減やその他の政治交渉の道具とすることを常套手段としている。そして、「アメリカはあまりにも長い間、IRS＝内国歳入庁を使って国民に課税することに頼ってきた。情けないほど弱い貿易協定を通じて世界の国々に成長と繁栄をもたらしてきたがいまこそそれを変えるときだ」として、「関税などによって外国からもたらされるすべての歳入を徴収するために外国歳入庁を創設する」としている。トランプは欧州連合に対しても巨額の赤字を理由に関税を課すことを示唆している他、BRICSに対してもドルに対抗する通貨を創設する場合、100%の関税をかけると主張している。
これらとは別に一律全ての輸入品に追加関税を設定することや、外国製半導体チップなどに高関税を賦課することに意欲を示しているものの、インフレに苦しむ国民生活に更なる打撃を与えることが懸念されている。
トランプは当初掲げていた就任当日の関税賦課は見送ったものの、不法移民や薬物をめぐる取り組みが十分ではないと主張してメキシコやカナダに25%、中国に10%の追加関税を実施すると主張しており、その根拠法として国際緊急経済権限法による国家経済緊急事態宣言の発令を検討している。またその他の国々についても一律で10%から20%と追加関税を課す考えを表明している。
2025年2月1日、カナダ・メキシコからの輸入品に一律25%、中国からの輸入品に一律10%の追加関税を課す大統領令に署名し、4日より発行した。これに対して関税を課された3カ国は反発し、カナダ・メキシコは同日報復関税の発動を宣言した他非関税措置も取ることを宣言し、中国は世界貿易機関に提訴した。しかしトランプは報復措置がなされた場合、追加の関税を課すと強硬な姿勢を見せている。関税による貿易戦争はアメリカにも被害をもたらすことは確実視されており、インフレの加速は避けられない他、アメリカの自動車産業に年間５兆円規模の利益消滅が試算されるなど石油・鉱物など広範囲に損害が及ぶことが懸念されており、中国は「貿易戦争に勝者はいない」と宥めているが、トランプに妥協するそぶりは見られない。13日には相互関税を発表し、実施に向けた覚書に署名した。翌3月12日に日本を含む全ての国から輸入する鉄鋼とアルミニウムを対象に25％の関税を発動し、翌々4月3日には日本への24％の関税を含む世界各国への基本一律10％の相互関税の第1弾を発表することとなった。

#### 領土的野心
トランプは就任演説でマニフェスト・デスティニーを公言した初めての大統領となり、火星に星条旗を立ててアメリカの影響力を宇宙に拡大していくとも述べた。
トランプは1期目の際もグリーンランド購入の意向を表明していたが、2期目就任に先立ちさらに野心を隠さなくなっている。デンマークに対して、グリーンランドの領有権を放棄しなければ高関税などの経済制裁や軍事的な実力行使も辞さないと発言している。
また、カナダに対しても2024年12月にカナダから輸入される全ての製品に一律75%の追加関税を課すことを表明したことを受けて、ジャスティン・トルドー首相と行われた会談において、「カナダは貿易や移民の問題に対処しないことで生じる高い関税で経済が疲弊するのであればアメリカの51番目の州になるべきだ」と主張した。
2025年1月8日には、SNSにカナダやグリーンランドをアメリカ領土であると主張する地図を投稿した。
1月7日には、メキシコ湾を「アメリカ湾」に名称変更することを提案した。これに対し、メキシコのクラウディア・シェインバウム大統領は、メキシコ湾という名称は何世紀にもわたり国際的に認められてきたものだと反論し、その上で北アメリカ大陸にスペイン語で「アメリカ・メヒカーナ」（英語でメキシカン・アメリカ）と書かれた1600年代の地図を示しながら、北米の名称をこれに変更するよう逆提案した。
また、かつて米国がパナマに返還したパナマ運河についても中国が実質的に支配してるという見解を示した上で「パナマは想像を絶する通航料をぼったくっている」として米国に管理権を返還させると主張している。
2025年2月には2期目の就任後初めてホワイトハウスで会談した外国首脳であるイスラエルのネタニヤフ首相との共同会見で、パレスチナのガザ地区をアメリカが領有して住民を他国に移住させて土地を更地にしたのちに再開発する意向を示し、米軍の派遣も「必要であれば、そうする」と示唆した。

#### 外交
ロシアのウクライナ侵攻に関しては、かねてから自分が大統領に就任すれば1日以内に停戦合意を仲介すると主張しており、実際1月22日にはウラジーミル・プーチン大統領がウクライナでの戦争を終わらせなければ、ロシアに高関税と追加制裁で対応すると警告したと報じられている。ウクライナのゼレンスキー大統領に対しては、「選挙をしていない独裁者」だと批判し、「さしたる成功も収めていないコメディアン」と呼び、「勝てる見込みのない、始める必要もなかった戦争に、米国を説き伏せて3500億ドルもの費用を投じさせた」と主張した。また、民主党のバイデン前政権からウクライナが多くの支援を得たと指摘し、「史上最高のセールスマン」と呼んで揶揄した。さらに旧友で中東担当特使のスティーブ・ウィトコフを介してロシアとの交渉も開始した。
米中貿易戦争や新型コロナウイルス感染症の世界的流行 (2019年-)で対立した1期目の流れを引き継ぐ形で中国に関しては対中強硬派を政権の要職に据えているが、一方で大統領就任式での前例がない習近平への招待や就任して間もなく電話協議を行って個人的に良好な関係を強調するなどトランプ自身は硬軟織り交ぜた対中姿勢も示している。台湾問題に関して、台湾を「アメリカから半導体産業を盗んだ」と非難して台湾の半導体に100％の関税を行うと述べており、台湾有事に関する意見では「決してコメントしない」と発言し、就任前には150％から200％の対中関税での対応のみに言及していた。また上述の様に交渉の余地があるとしてTikTokの禁止措置を延期させて「たくさんある中国製品のなかで、おかしな動画を見てる若者を監視するのが、中国にとって重要だろうか？」と安全保障上のリスクに懐疑的な姿勢を示し、アメリカの株式市場に打撃を与えた中国製人工知能のDeepSeekについても「ポジティブに見ている」と評価し、TikTokなどの交渉次第で関税軽減を示唆し、「私は対中関税をむしろ使いたくない」と述べてあくまで関税を交渉に強力な手段と認識する発言もしており、安易な対中強硬論者とは言い難い側面を持つ。

##### 日本国との関係および日米安保に対して
2月7日午前11時55分の石破茂総理との会見では引き続き日米同盟の堅持や両国首脳の親善を約束するなどほがらかな雰囲気が続いた。しかし「日米安保は日本側にとって有利である。」「日本側はアメリカを守るために戦わないのは不公平である。」と日米安保条約は米国の負担が大きすぎると再び発言した。また第六世代戦闘機「F-47」も同盟国に売却する時は性能を10％落とす（いわゆるモンキーモデル）など同盟国との軍事関係も見直す発言をするなどしている。

#### 不法移民強制送還と恐喝外交
トランプはかねてより不法移民の強制送還に言及しており、就任早々「聖域都市」と呼ばれる移民に寛容な都市を狙い撃ちした「史上最大の強制送還」を開始した。拘束した移民を軍用機で南米諸国に送還しており、トランプに投票した人物も容赦なく対象となった。
不法移民を送り込まれたコロンビアは当初「コロンビアからの移民を犯罪者のように扱うべきではない」（グスタボ・ペトロ大統領）として、受け入れ拒否の構えを見せた。しかしトランプが、コロンビアからの全ての輸入品に25％の緊急関税を実施して、1週間後に関税を50％に引き上げ、コロンビア政府当局者に対する入国禁止とビザ（査証）取り消し、コロンビア人や貨物の入国審査・税関手続き強化を発表し、「こうした措置は始まりに過ぎない」と恐喝を行うと、一転して受け入れを表明した。不法移民を巡ってはメキシコも受け入れを拒否したほか、ブラジルも自国民が手錠をかけられ連行されたことを「恥ずべき行いだ」として非難するなど各国との軋轢を生んでいるが、左派政権であるコロンビアを「見せしめ」として脅迫したと見られている。

#### 親パレスチナ・反イスラエル活動家の取り締まり
トランプはイスラエルへの抗議活動を行った留学生の強制送還を可能とする大統領令に署名し、反ユダヤ主義対策を怠っているとしてコロンビア大学やハーバード大学などアメリカの大学への助成金の見直しをさせ、令状なしで拘束した親パレスチナ活動家のリーダーの永住権を剥奪する方針を示して「これから始まる大量逮捕の1件目であり、コロンビアや他の大学でのテロ支持・反ユダヤ・反米の活動をトランプ政権は容認しない」と述べている。また、永住権やビザの申請者のSNSに反ユダヤ主義的な投稿がないか検閲するとも政府は発表した。

#### デナリ山の改名
1月24日、北米最高峰のデナリをマッキンリー山に改称した。デナリは元々ウィリアム・マッキンリーに因む名称であったが、バラク・オバマ政権時代にアラスカ先住民に配慮して、先住民の言葉で「偉大な存在」を意味するデナリに改められたものであるが、トランプはマッキンリーのアメリカ帝国主義を象徴する政策を称賛しており、再改称に踏み切った。

#### 動物保護政策
バイデン政権が無効化させていた環境保護庁内での化学物質の動物実験を段階的に廃止する措置を復活させた。また、アメリカ食品医薬品局が特定の医薬品の動物実験を段階的に廃止することを決定したり、アメリカ国立衛生研究所が、動物実験の削減に取り組んでいることを発表するなどの動きがある。一方で新農務長官が州の農場動物福祉法を無効にする法案を承認したり、内務省が渡り鳥の保護を弱めるなどの動きもある。

## メディアへの露出
テレビドラマ『スピン・シティ』や映画『ホーム・アローン2』、『トゥー・ウィークス・ノーティス』などのほか、さらには『セサミストリート』のマペットやアニメーション『ザ・シンプソンズ』に至るまで、様々な媒体に様々な形で積極的に出演している。また、過去にボビー・ブラウンの"On Our Own"のミュージック・ビデオにも出演した。
2009年11月、経済誌『フォーブス』が「アメリカのテレビ界で最も稼いでいる男性」のランキングを発表し、トランプは2008年6月から2009年6月までの収入が5,000万ドル（日本円で約45億円）で2位にランクインした。このランキングの上位にランキングされた男性出演者のほとんどが事業なども手掛けていて、トランプは自身の名前をネクタイやウォッカなどの商品に使わせており、講演や著書の印税などの収入もある。

### アプレンティス
2004年に放映が開始されたNBCテレビのリアリティ番組『アプレンティス（The Apprentice）』に、ホスト兼プロデューサーとして参加し、トランプの関連企業の役員の椅子を懸けて番組内で丁稚奉公を行う番組参加者（公募による関係者以外）を、「お前はクビだ（You're fired）」の決め台詞で斬り落とす姿が人気を博した。コラムニスト町山智浩によれば、この台詞はそれ以前に、プロレス団体WWEの会長であるビンス・マクマホンが労使紛争を模した対戦の興行中に必殺技とともに発する定番の台詞だった。

### WWE
2007年4月1日、WWE主催ミシガン州デトロイトのフォード・フィールドにて行われたWrestlemania23（大会）において、「バトル・オブ・ザ・ビリオネアーズ（Battle of the Billionaires、億万長者対決)」と題されたトランプとビンスそれぞれの代理レスラー（トランプの代理はボビー・ラシュリー、ビンスの代理はウマガ）の試合が行われた。
アメリカではそれぞれがかつらとの噂があり、その噂を皮肉った対決で、敗者は頭を剃ることになるルールであった。特別レフェリーの"ストーン・コールド"・スティーブ・オースチンの助けもあり、トランプ側が勝利し、その場でトランプがビンスの髪の毛を刈った。ちなみに、試合後にトランプもオースチンから必殺技のストーンコールド・スタナーを浴びている（勿論、プロレスラーではないトランプに合わせて手を抜いている）。
2009年6月にはアングルとして、ビンスからRAWを買収してオーナーに就任。翌週の放送は番組史上初のCM無し放送や観客の入場料全額払い戻しを実行するが、その日のうちにビンスが売却した倍額で買い戻し、オーナーアングルは1回限りで終了した。
2013年にWWE殿堂入り。

## 人物

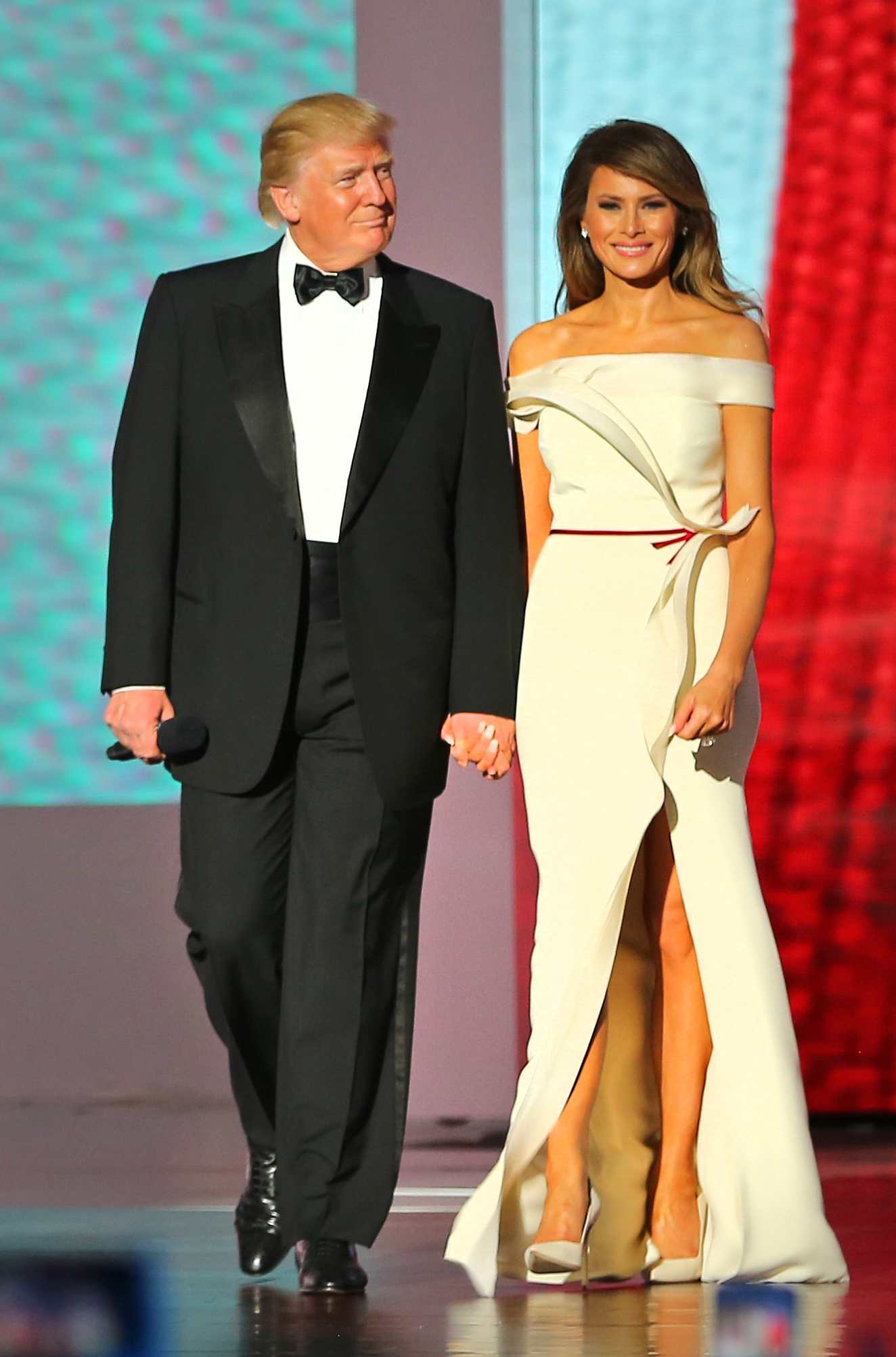
メラニア夫人とともに大統領就任式に出席するトランプ

身長は190センチメートル。現夫人メラニア・トランプとの間に息子が一人、二人の元妻との間に二男二女がいる。趣味はゴルフで、好物はハンバーガー。飲酒や喫煙はしない。
トランプは祖父と兄をアルコール依存症に由来する合併症で失っている。祖父と兄弟を反面教師にした兄は酒とタバコに触れないように言い、トランプはその言いつけ通り、酒、タバコのどちらも一切摂取せず、コーヒーさえ飲まない。子どもたちにも酒、タバコ、ドラッグを摂取しないように勧めてきたという。

その理由についてABCニュースの出演時には「本当に輝いていた優秀な人たちが人生を台無しにするのを沢山見てきたからだ」としている。
一方、食生活はビッグマック、ケンタッキーフライドチキン、ドミノ・ピザといったファストフードのルーチンを好み、飲料はもっぱらダイエットコーラを愛好し、一日中飲んでいるほどとされる。また、食事時間以外にもポテトチップスを常食しているという。
運動はほとんどせず、睡眠時間は3、4時間程度で十分との考えを持っている。自身の健康に自信をもっているものの、体重は107キログラム(BMI29.64)に及び、スタチンやプロペシアを服用しているとされる。
スーツおよびネクタイはブリオーニで揃え、スマートフォンはAndroidを用いているが、警護担当からのセキュリティが強化された機種への変更要請を拒んでおり、下院調査委員会に調査要求が出されている。その為、2017年以降はiPhoneを用いている。愛用のペンであるクロスのセンチュリーIIブラックラッカーは数百本保有し、議員や関係者らにも配っているという。
大統領就任時にペットを飼っておらず、在任期間中も動物を飼う事は無かった。ホワイトハウスにアメリカ合衆国大統領のペットがいなかったのは、第17代大統領アンドリュー・ジョンソン以来のことである。
宗教は、母方の長老派教会（プレスビテリアン）の堅信礼を受け大統領宣誓式で長老派の聖書に手を置いて誓う等、長老派教会のプロテスタントとしてきたが、近年は福音派の支持を考慮してか自らを特定の教派に所属しないノンデノミ（無教派）とみているとしている。積極的な活動はしていないが、好きな本を聖書としている。ユダヤ教との結びつきも強い。2016年アメリカ合衆国大統領選挙ではギリシャ正教のアメリカ人主教から祝福を受けた。なお2025年の2期目の大統領就任式の際には、聖書に手を置かずに宣誓したことが話題となった（必須というわけではない）。

### 家族
- 父：フレッド・トランプ
- 母：マリー・アン・マクラウド・トランプ
- 長姉：マリアン・トランプ・バリー

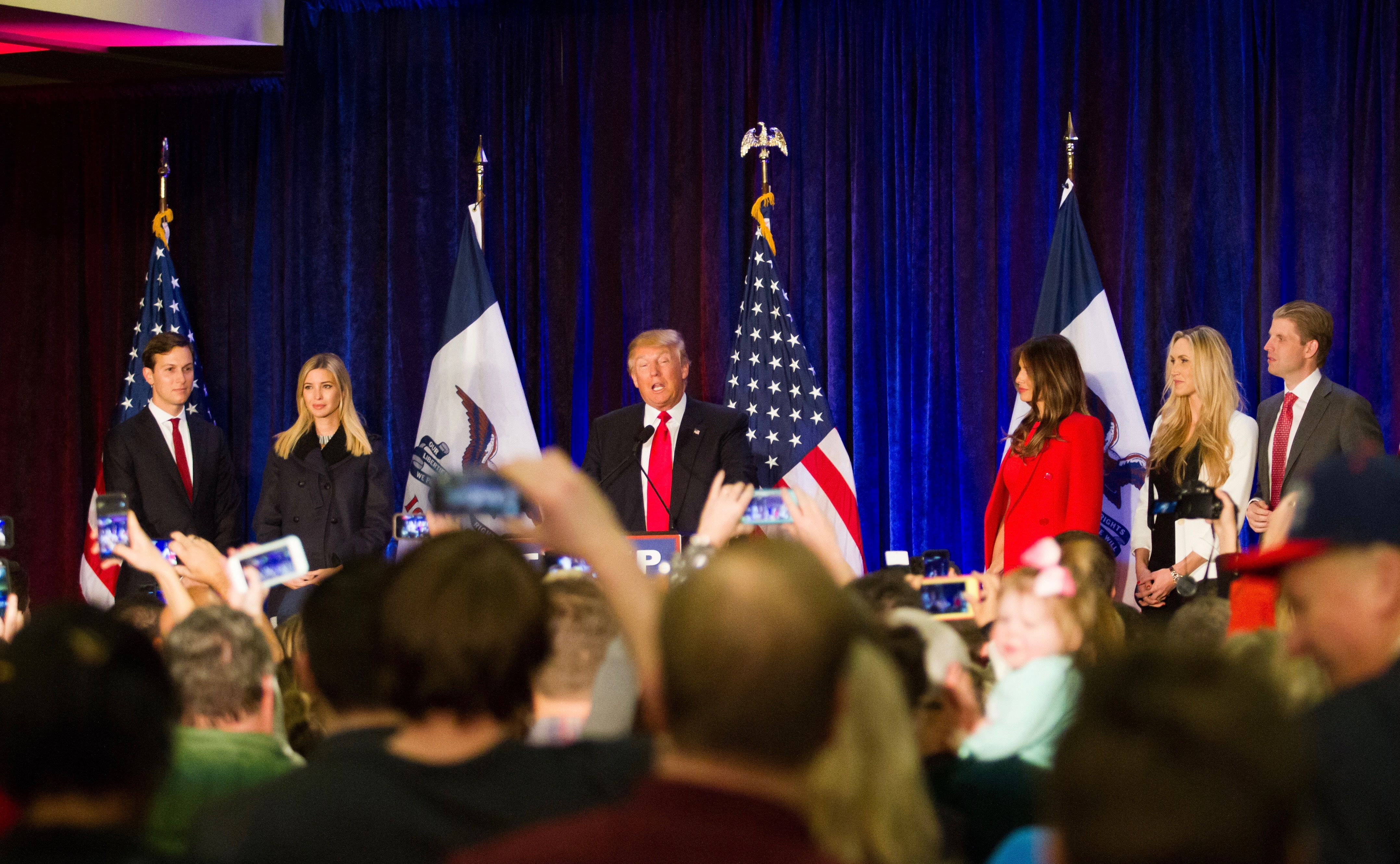
2016年2月のキャンペーンイベント。左から、イヴァンカの夫のジャレッド、長女のイヴァンカ、トランプ、妻のメラニア、エリックの妻のララ、次男のエリック

- 兄：フレッド・トランプ・ジュニア - 1981年9月26日死去。
- 次姉：エリザベス・トランプ・グラウ
- 弟：ロバート・トランプ - 2020年8月15日死去[884]。
- 元妻：イヴァナ・ゼルチコヴァ - チェコスロバキア（現在のチェコ）出身。1977年4月に結婚したが、1992年3月に離婚した。2022年に亡くなる[885]。
  - 長男：ドナルド
  - 長女：イヴァンカ
  - 次男：エリック
- 元妻：マーラ・メープルズ - 女優。1993年12月に結婚したが、1999年6月に離婚した。
  - 次女：ティファニー
- 妻：メラニア・クナウス - ユーゴスラビア（現在のスロベニア）出身。ファッションモデル。2005年1月に結婚した。
  - 三男：バロン・トランプ

1905年10月に誕生した父のフレッドは、ニューヨークが中心に事業を展開していた不動産開発者である。トランプが自ら語るところによれば、父の手伝いは5歳からしていたという。
トランプは父がクー・クラックス・クラン構成員であったという報道について、英紙デイリー・メールのインタビューで「くだらない」と否定。「父に逮捕歴は無いし、その事件とも無関係だ。そんなことは全く無かった。馬鹿げている」と語っている。なおフォーク歌手のウディ・ガスリーは1950年代にフレッドに家を借りていた事があり、賃貸エージェントによると当時アメリカでは法律で許されていたように、黒人に家を貸さないように指示していたと言う。
1937年4月に誕生した姉のマリアン・トランプ・バリーは、連邦控訴裁判所の裁判官である。
1981年10月に誕生した長女のイヴァンカは3児の母である。主婦業・母親業・モデル業をこなす傍ら、相続人としてトランプ・オーガナイゼーションの副社長も務め、ドナルドの選挙活動にも出馬会見や集会で前座を務めるなど活発に参加している。産経新聞によると「クールで最高に行儀がよい」ことからアメリカのメディアから「秘密兵器」と呼ばれているという。夫と同じユダヤ教に改宗している。
アメリカ国家科学賞を受賞した技術者ジョン・ジョージ・トランプは、父方の叔父。
また、高祖父ヨハネス・トルンプ（英語読みでトランプ）の姉妹シャーロット・ルイーザの孫はトマトケチャップの事業で成功し、今日のクラフト・ハインツ社の基礎を築いたドイツ系アメリカ人の実業家ヘンリー・J・ハインツである。

### 資産
トランプは2017年に31億ドル（約3500億円）の資産を保有していた。
大統領選挙では候補者が納税記録を開示するのが通例であるが自身は1度も開示することなく大統領の任期が終了した。かねてからファミリー企業の脱税や不正な資金取引、不倫女性への口止め料名目の政治献金と金銭疑惑が出ており財務情報の捜査が行われていたが、トランプ自身は疑惑に対し魔女狩りであると非難した。
ニューヨーク・マンハッタン地区の検察が財務情報の開示訴訟を起こし2021年2月22日、アメリカ連邦最高裁判所はトランプ側の主張を退け納税記録の開示命令を下した。
2022年4月25日、ニューヨーク州の裁判所は、同州司法省が進めるトランプ・オーガニゼーションに対する調査で、トランプが裁判所の文書提出命令に従わないのは法廷侮辱罪に当たるとして、提出するまで1日1万ドルの罰金を毎日科す決定を下した。トランプ側は「該当する書類を探し、見つかったものは既に提出した」と主張しており、罰金を不服として上訴する方針。
2022年12月30日、下院歳入委員会がトランプの2015年から2020年の納税申告資料を公開した。納税額を最小限にできる税控除を利用し、多数の不動産や事業で損失を申告しており、2020年には連邦所得税を支払っていなかった。

### ディープフェイク被害
トランプのディープフェイクは頻繁に出回り話題になっている。2023年3月20日にベリングキャットの創設者であるエリオット・ヒギンズが画像生成AIの一種であるMidjourneyで作ったディープフェイク画像がソーシャルメディアで拡散され騒然となった。この偽の画像にはトランプが警官たちに囲まれて逮捕されるシーンが写っていた。
トランプはよくディープフェイクの題材に利用されているが、米国では政治目的の生成AIによる情報操作への懸念が高まっている。プロパガンダ、ネガティブキャンペーン、候補者の言動の捏造が危惧されている。連邦議会では規制の議論も始まっている。

## 発言
- 2005年5月19日、911テロで崩壊した旧ワールドトレードセンターの跡地計画について、「モニュメント性の高い建築を作る案よりも、911テロで崩壊した旧ワールドトレードセンターよりも更に大きな『ツインタワーII』として再建しよう」と語っている[900]。
- 2016年5月5日、大統領選挙で共和党の候補者となった時期に、「ヒスパニックを愛している（I love Hispanics!）」などとツイッター上で発言した[901]。
- 2016年7月21日、大統領選挙を見据えて、「我が国で何が起こっているかを見てほしい。人々が警察を冷酷に殺すような状態で、どのように我々は人に何かを教えることが出来るのか」と述べ、「他の国のふるまいを矯正しようとする前に米国は自らを秩序のもとに置かねばならない」とする考えを示した[902]。
- 2024年のスーパーチューズデーでは「ディープステート（闇の政府）と闘う」という陰謀論を連発した[903][904]。
- 2024年8月12日にイーロン・マスクとXのスペース上で対談したが、福島第一原発事故について「また人が住めるようになるまで2000年かかる」「日本で起きたことを考えると、3000年ぐらいは土地に戻れないって言うよね」と発言[905][906]。原発推進の立場を表明しているイーロン・マスクは「事故後に福島を訪れ地元の野菜も食べた」「水処理施設に利用できる太陽光発電システムも寄贈した」と反論したが、トランプはチェルノブイリ原発事故を引き合いに出し、「（原発という）名称の問題がある」「最近（マスク氏の）気分が悪そうじゃないか。心配している」などと軽口を叩いた[907]。
- 2024年9月10日、大統領選討論会で移民問題に関してハイチからの移民が多いオハイオ州スプリングフィールド市に触れ、「移民がイヌやネコといった住民のペットを食べている」と発言し、ハイチの外相が「差別的だ」と非難した[908]。ネット上ではこの発言を受けて、TikTokでダンスを踊る映像がトレンド入りした[909]。
- 2024年9月19日、ワシントンで開かれたユダヤ系団体のイベントで「我々が大統領選で勝てなければ、イスラエルは2、3年のうちに消滅するだろう。私が当選すれば、イスラエルは安全な国となり、反ユダヤ主義がアメリカや世界に広がるのを防ぐことができる」と発言した[910]。
- 2024年10月7日、保守派の政治評論家ヒュー・ヒューイットのラジオ番組で、移民のせいで「アメリカに悪い遺伝子がはびこっている」という差別的な主張を展開した。トランプは番組で、バイデン政権が「国境を開いて、移民が入って来るのを許した。そのうち1万3000人は殺人犯だった」と述べている[911]。
- 2025年2月19日、ウクライナのウォロディミル・ゼレンスキー大統領について「選挙なき独裁者」「国内支持率は4%だ」と発言し、ゼレンスキー大統領に「偽情報の世界に生きている」と反論されたほか、ドイツ首相のオラフ・ショルツやイギリス首相のキア・スターマーから反発を受けたが[912][913]、27日には「独裁者」発言について「そんなことを言っただろうか」と態度を一変させている[914]。
- 2025年6月25日、NATOの事務総長との会談でイランの核施設への攻撃について、広島と長崎への原爆投下になぞらえ、「本質的に同じで戦争を終結させた」と述べた[915]。

### バラク・オバマに対する攻撃

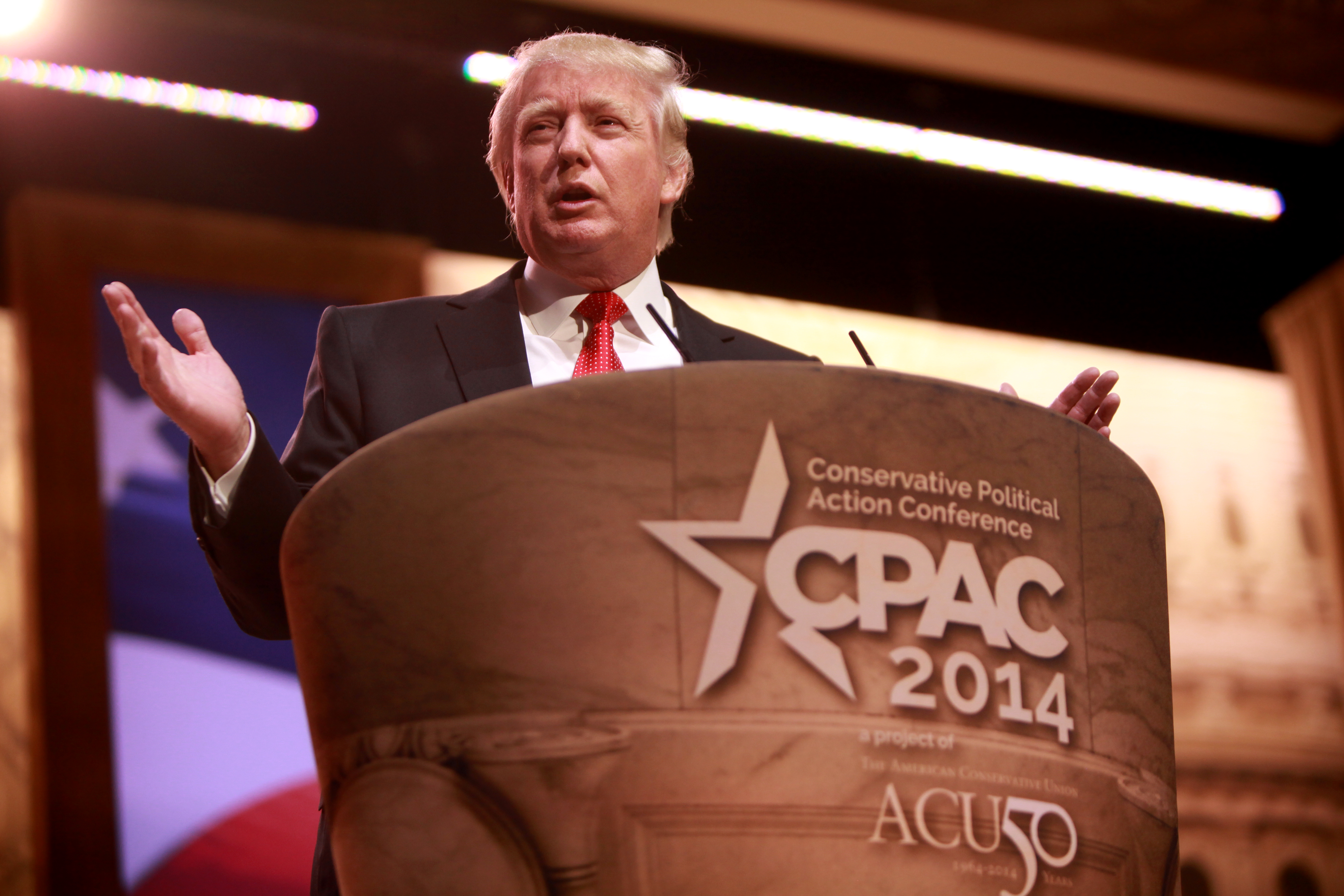
保守政治活動協議会で講演するトランプ（2014年）

2011年にはハワイ州が発行したバラク・オバマ大統領の簡易な出生証明書（"Certification of Live Birth"）に疑問を呈し、「オバマは実際はハワイではなくアフリカ（ケニア）生まれで大統領の資格はないのではないか」という国籍陰謀論を蒸し返し、注目を集めた。
ABCニュースに出演したトランプはカメラの前に自身の出生証明書を掲げ、オバマにも同じことをするように要求した。「アフリカ生まれ」との疑惑を払拭するため、オバマは出生証明の原本をメディアに公開し、改めてハワイ生まれであるという事実を証明した。これについてトランプは、「バラク・オバマの出生情報を提出させることに成功した」と自画自賛した。
これには一部から人種差別だという反発とボイコット運動が起こり、グルーポンがアプレンティスのサイトから広告を引き上げる騒ぎとなった。また同年4月末に、トランプは年一回開かれるホワイトハウス記者クラブ主催の晩餐会に出席したが、ここでオバマは「この問題が一件落着して、彼らはもっと重要な問題に取り組めるだろう。月面着陸は捏造だったのか？ ロズウェルの真実は？」と、トランプら陰謀論を唱えた人々をジョークで皮肉った。
2015年9月18日には自身の集会で、自身の支持者がオバマをムスリムと決めつけたときに否定しなかったことで再び非難を浴びた。2016年8月10日には、フォートローダーデールの集会において、オバマと対抗馬のヒラリー・クリントンをイスラーム過激派組織ISIL（イスラム国）の共同創設者であるとの持論を展開。翌11日のCNBCでのインタビューにおいて「私は事実を言っているだけ」と述べた。しかし民主党のチャーリー・ウィルソンやオバマ陣営の外交問題顧問を務めたズビグネフ・ブレジンスキーらが、冷戦下のイスラム系反共武装集団に政治的支援を与えていたとしても、創設したとまでは言い難い。クリントン陣営は、「的外れな主張」であり、「トランプが米国を見下していることを示す新たな例」であるとの声明を発表した。
2016年8月19日には、洪水の被害に見舞われたルイジアナ州のバトンルージュを訪問。トラックいっぱいに詰め込まれた支援物資(子供向け玩具、衣類、おしめ、水、食料など)を運び、荷下ろしも手伝った。そして「大丈夫さ。状況は良くなる」などと被災者を励ました。その一方で、大統領就任以来300回目となるゴルフプレーに興じていたオバマに対し、「大統領はゴルフをせずに、早くルイジアナを訪れるべきだった。遅すぎる」と批判するのも忘れなかった。
- 2016年9月16日、トランプはワシントンで記者会見を開き、「オバマ大統領はアメリカ生まれ。以上」と短い声明を読み上げてオバマがアメリカ合衆国生まれであることを渋々認めたが、謝罪はしなかった[923]。

### クー・クラックス・クランへの曖昧な態度
2016年2月25日、非合法の白人至上主義団体クー・クラックス・クラン（KKK）の元最高幹部であるデービッド・デュークが、トランプの支持を表明して「移民問題に強く、メディアの嘘を暴いて、白人社会を発展に導く候補だ」と発言した。
この件について、2月28日のCNNのインタビュー番組で司会者が「デューク氏に支持されることを拒否するか」と尋ねると、トランプは「私はデュークという男を知らない。一度も会ったことがないし、何も知らない」と回答した。司会者がさらに「KKKと距離を置く考えはあるか」と三度にわたり質問したが、トランプは「あなたは私の知りもしないグループについて私に糾弾させようと思うべきではない」「白人至上主義者のことは何も知らない」、「どの団体のことを言っているのか分からない」と言うだけではっきりと拒絶しなかった。
しかし、トランプは2000年にデュークに関する発言を行っており、また番組2日前の2月26日の会見ではトランプが「デービッド・デュークが私を支持した？そうか、私は拒否する。よいね？」と記者に答えている。このように過去にデビットを認知した発言を行っていることの矛盾が批判された。
当時は大統領選挙の予備選挙の最中であり、共和党内からもトランプに批判が噴出した。マルコ・ルビオはトランプがデュークを認知しているはずだと指摘し、「白人至上主義を否定できないような候補を指名するわけにはいかない」と訴えた。テッド・クルーズは「人種差別が間違っていることや、KKKが許しがたい団体であることに異論はないはずだ」と述べた。ジョン・ケーシックは「米国内に憎悪団体の居場所はない」と強調した。また対立政党である民主党のバーニー・サンダースも「米国初の黒人大統領の後を、KKKを容認する扇動者に継がせてはならない」と批判した。
後にトランプは釈明として、「イヤホンの性能が悪かったせいだった」と述べた。

### セントラルパーク・ジョガー事件での死刑要求
1989年に起きた暴行・強姦事件で、トランプは無実の黒人とヒスパニックの少年たちを「死刑にせよ」と強く要求した。詳細はセントラルパーク・ジョガー事件（英語: Central Park jogger case）を参照。
1989年4月19日夜のセントラル・パークで、10代のストリートギャングが人々を襲った。夜9時ころから30人以上の黒人やヒスパニックの少年たちがパークの来園者を襲い始めた。
襲撃者たちはタクシーを石で破壊し、サイクリングコースで数台の自転車を襲った。人々が逃げ出すと歩行中の男性に襲いかかり、金品を奪って意識不明になるまで殴った。通りかかった教師はひどく殴打され、何度も蹴られた。ランニングコースにいた2人の男性も意識を失うまで鉄パイプと棍棒で殴られた。駆けつけた警官は、血の海だったと証言した。被害者たちは意識が戻ると、4、5人の黒人の若者に襲われたと証言した。通報を受けて急行したニューヨーク市警は、少年たちを逮捕しながらパーク内の見回りを始めた。
同じころ、パーク内のランニングコースでも、ジョギング中の28歳の白人女性Aが何者かに襲われてレイプされ、肛門を犯されるなどの暴行を受けた。女性は発見時、縛り上げられ、口枷をされ、裸で、血液の75％を失う深刻な頭部外傷を負い、血まみれで泥の中に埋もれていた。女性は奇跡的に生きていたが、12日間昏睡状態にあり、深刻な障害が残った。
Aが発見される前、パーク内を見回っているパトカーの車内でリヤシートに座っていた少年が、出し抜けに「俺は殺人（murder）はしていない」と言い出した。「だが誰がやったか知っている。あいつら2人だ」と2人の名前をあげた。その隣に座っている少年も同調して「あいつがやった」と繰り返した。
Aが20日未明に発見されると、警察は逮捕した少年たちから14歳から16歳の黒人4人とヒスパニック1人の計5人を、Aへの暴行、強姦、殺人未遂の被疑者とした。5人ともパークでの襲撃に参加しており、うち2人は前述のパトカーで仲間から犯人と名指しされた少年だった。
5人は通行人を襲ったことは認めたものの強姦については否認し、目撃しただけで関与はしていないと供述した。5人の一人は「女を犯していた1人はフードを被ったプエルトリコ系（ヒスパニック）の少年だった」と供述し、一人は「レイプはしていない。俺は胸を触っただけだ」と供述した。
メディアがこの事件を報じると、トランプは「犯人たちの死刑」と「ニューヨークでの死刑の復活」を求め、8万5000ドルを投じて新聞4紙に「死刑を取り戻せ!」「うろつく凶悪犯罪者の群れに気をつけろ」という全面広告を掲載した。また当時のエド・コッチ市長が「憎しみや恨みを私たちの心から取り去らないといけません」と発言したことにも反論し「私はそうは思わない。私はこれらの強盗・殺人犯たちを憎みたい。犯人たちが苦しむことを望む。社会を攻撃する者たちには、攻撃を始める時が人権の終わる時だと教えるべきだ。」と主張した。
5人側を防御する弁護士は、この意見広告について「5人を公然と侮辱している」と抗議した。トランプは広告を打った日、テレビのインタビューで犯人として逮捕された5人の少年はニューヨークの抱える問題の象徴と述べ、さらに「俺は彼女を捕まえて手荒にレイプした奴らを憎む。嘘じゃない」と言った。
ニューヨーク市警は5人へ激しい取り調べを加え、Aへの暴行も自白させた（後に虚偽の自白と判明する）。陪審員による裁判は少年たちに懲役6年から13年を宣告した。5人は二審でも有罪になり服役した。
しかし2002年、この5人のぬれぎぬを晴らす出来事がおきた。連続強姦や殺人罪で服役していたヒスパニックの男性B（5人とは別人）が司法取引で強姦罪の免責と引き換えに、Aに乱暴した真犯人は自分だと告白した。Bの告白には信ぴょう性があり、DNA鑑定によっても裏付けられ、さらにBは1人でレイプしたと証言したため、5人の元少年たちは無実だったことが明らかになった。
5人の元少年たちは釈放されるとトランプに謝罪を求めた。元少年たちの弁護士は「ドナルド・トランプは社会に対して、また若者たち（被告）とその家族に対して、本当の謝罪をするべきだ」とコメントした。トランプは「謝罪しない。彼らは刑事に自白した。後になってからやっていないと言い出したが信じない」と拒否した。人権団体はデモ集会を行って、参加者たちはトランプ・タワーの前で「トランプのとんま!（Trump is a chump!）」「人種差別主義者」と声をあげた。
5人の元少年たちは人種差別、悪意訴追、精神的苦痛を理由としてニューヨーク市に2500万ドルの賠償を求めて訴えた。市側は、元少年たちを起訴に持ち込んだことには相当な理由があったとして応じず、市側の法律家も自分たちが勝つと感じていた。しかし裁判は10年間に及び、2013年にビル・デブラシオが「私が市長になればこの問題を解決する」と宣言し、新市長に就任すると、2014年5月に、元少年たちに解決金として4100万ドル（約46億円）を支払う決定をした。
トランプはこの決着を批判し「これは恥だ」「彼ら（ニューヨーク市を訴えた5人）は天使のような人間ではない」「4000万ドルはニューヨーク市の納税者にとっては大金だ。この受け取り手は大声で笑っているに決まっている」「決着はしたが潔白という意味ではない」「この司法制度は問題だらけで、この問題に費やされた時間とエネルギーはとんでもない」などと発言した。
無実が証明された5人の少年の内の1人は「トランプはあいかわらず憎しみに満ちた人間だ。トランプが大統領になることなど想像も出来ない」と、2016年2月にコメントした。
なお5人の元少年たちはニューヨーク市から4100万ドル（46億円）を受け取るとニューヨーク州に対しても5200万ドル(約58億円)を求めて2014年12月に提訴している。

## 逸話
受賞・ノミネート
- 2016年と2021年のノーベル平和賞候補に推薦されたことがある[932][933][934][935]。2016年に関しては個人として推薦された228人の候補者の1人であった[936]。推薦した人物はノーベル平和賞委員会から候補を推薦するように依頼されたアメリカ人と見られる[937]。
  - 2019年には日本の元総理大臣である安倍晋三が日本を代表してノーベル平和賞にトランプ大統領を推薦したことを､トランプは明らかにしている[938]｡トランプによると､安倍はノーベル委員会に5ページにわたる書簡を送り､またトランプにその書簡の写しを送ったという｡この出来事についてトランプは､アメリカと北朝鮮との首脳会談の結果､地域の緊張が緩和されたことを安倍が評価したという認識を持っている｡
  - 日本政府関係者によると、2018年6月に行われた史上初の米朝首脳会談後、米側から「推薦してほしい」と打診を受け､安倍は2018年の秋ごろにノーベル賞関係者にトランプ氏を推薦したという[939]。
  - 安倍はトランプをノーベル賞に推薦したことに関しては､｢事実でないと申し上げているのではない｣と述べたが､「ノーベル委員会は50年間、推薦者と被推薦者を明らかにしていない。この方針にのっとってコメントは控えたい」とした[939]｡
- 2020年に「新型コロナウイルスの世界的流行で、政治家が学者や医師よりも生死に影響を及ぼすことを知らしめた」としてイグノーベル賞の医学教育学賞を受賞した[940][941]。

発言・行動の影響
- トランプの支持者がジェブ・ブッシュを嘲る加工画像を作ってトランプのツイッター宛に送ったとき、トランプはいつものように面白がってリツイートしたが、後からそのユーザーがネオナチのメンバーだったことが判明した。ブッシュ陣営の広報は「政敵をナチス呼ばわりすると自分にも戻ってくる法則。トランプはジェブをナチ呼ばわりしていたが、彼のアンチ・ジェブのリツイートの中にはナチのアカウントがある」と、からかった[942]。
- 2011年4月に入り、上記のオバマ大統領出生地論を話題に出したことで、瞬くまにアメリカ主要メディアの注目を浴び、この一件は日本のメディアでも取り上げられた。また、ABCの朝の番組『グッド・モーニング・アメリカ』の司会者ジョージ・ステファノプロスとのインタビューで、ジョージに対し「George, Next question George」と次の質問を要求[943]するさまが、同じABC系のトーク番組で取り上げられるなど、ニュース、バラエティとジャンルを問わずに話題になった。
- メキシコとの国境に壁を作ること（Great Great Wall）を宣言したことがきっかけとなり、海外のインターネットサイトでは、「中国にあるでかい壁（万里の長城）にどうやって立ち向かうのか」や、「壁の作り方はトランプに聞け」など、壁に関して話題に上ることがある[944]。
- 借金について、 「A small loan of one million dollars（百万ドル（1ドル160円換算で1億6000万円）のちっぽけな借金）」と表現したことがある[945][946]。
- 大統領就任後も大統領専用機を使わす自家用機であるトランプ・フォース・ワンを使うと発言していたが、政府当局の見解では大統領が空路で移動する際には専用機以外の使用を認めず、トランプ・フォース・ワンを利用するならば専用機と同等の防護装置を私費で導入する必要があると発表した[947]。
- 2017年11月に大統領として来日した際、迎賓館赤坂離宮の和風別館でホスト役の安倍首相とともに池の鯉へ餌やりをした。その際、トランプが木箱を逆さにして豪快に池に餌を投げ入れた姿が報じられた[948][949]。民放テレビ各局はあたかもトランプが短気を起こしたか非礼な態度をとったかのように映像に「もどかしくなったのか」「面倒になったか」といったナレーションが付けてこの様子を報道し、批判的に受け止めた者も少なくなかった[950][951]。しかし実際には、当初両首脳が匙を使って少しずつ餌やりをしていたところ、時間の関係で安倍首相が先に自分の箱に残された餌を一気に放り、それにトランプが続いたものである[950]。ただし、トランプの餌の空け方と異なる点として、安倍首相の場合は箱を上にしたまま下から勢いをつけて餌を放っている[952]。
- 2020年7月11日、拒否していたマスク姿を初めて公に見せ、写真報道された[953]。

周囲の反応
- 脚本家ボブ・ゲイルによると、映画バック・トゥ・ザ・フューチャーシリーズに登場する悪役ビフ・タネンは、トランプをモデルにして描かれたとの事[954]。
- 2016年、カナダのケープブレトン島では、ドナルド・トランプが大統領に就任した場合には米国人を「政治難民」として受け入れる用意があるとして、キャンペーンを行った[955]。
- カツラ疑惑を払拭することができず、そのため2015年9月には、子供に髪の毛を引っ張らせてカツラ疑惑を払拭したが、ハリウッドのスタイリストらはいまだカツラか自毛かで論争が続いているとAFP通信が伝えた。また、実際前妻との離婚理由は、増毛に失敗して植毛せざるをえなくなったことが原因とする報道もあるが、本人の過激な発言が先行したため、かつら疑惑は陰に追いやられており、いまだ真相は不明なままである[956][957][958]。
- 1989年に『トランプ:ザ・ゲーム』というボードゲームが発売されている[959]。
- バラク・オバマ元大統領の顧問弁護士であったノーマン・アイゼンは、トランプは次期大統領として選出された時点で様々な事業を経営しており様々な形態で資産を所有していたため、2017年1月に大統領に就任する際に利益相反が問題になると述べていた[960]。トランプはこれを就任までに解決すると約束した[960]。具体的には、部分的な白紙委任信託である裁量信託を検討したとされる[961][962]。トランプは2020年のG7サミットをトランプ一族が所有するトランプ・ナショナル・ドラル・マイアミ（英語版）で開催すると発表したが、利益相反との批判を受けて撤回した[963][964]。
- 2012年の映画『バトルシップ』では直情的で幾度となくトラブルを起こす主人公に対し、部下が「ドナルド・トランプとマイク・タイソンを掛け合わせたミュータントかもしれない」と評するシーンがある。
- 2017年2月7日にアメリカのエマーソン大学は、メディアよりもトランプ政権の方が信頼されているという世論調査を発表した[965]。それによると、メディアを信頼できる人が39%で、トランプ政権を信頼できる人は49%であった。

## 社会現象
- 2016年のヒラリー・クリントンと争った大統領選挙において、彼女が当選するだろうと言われていたが、トランプが優勢と報じられると株式などの市場は大混乱に陥り（トランプショック[966]）、一時市場は最低価格にまで値を下げ、翌日は急上昇した。為替市場は対ドルで大幅に変動し、ドル円は東京時間で約5円円高になり欧米時間で約5円円安になり、そのまま円安の勢いは止まらずに約1か月で18円近く円安になった。
- 次期大統領と決定後のアメリカ各地でヒラリー支持派らの大規模のデモが発生し、レディー・ガガなどのヒラリー支援派からの怒りの声がSNSやマスコミを通して伝えられ、トランプ・タワーなどでは厳重警備が行われている[967]。
- 一時、カナダへ移住するためのサイトがアメリカの移民を中心にアクセスが大殺到したため、サーバーダウンが発生した[968]。
- ドナルド・トランプは政治経験が無い他、度重なる暴言・失言・差別発言などの言動が多いため、予てより大統領就任には批判的な意見が多い。そうした経緯から暗殺計画の噂が予てより囁かれていた。実際に「Terminating Donald Trump」と名乗る闇サイトがトランプ暗殺計画を企てて資金集めをしていることが明らかになっている[969]。
- 苛烈な姿勢からフィリピンのロドリゴ・ドゥテルテ大統領[970]や日本の足立康史衆議院議員（日本維新の会所属）[971]、アルゼンチンのハビエル・ミレイ大統領[972]ように過激な発言をする政治家が「○○のトランプ」と報道されるケースがある。
- 2017年5月31日未明、トランプがツイッターにおいて「Despite the constant negative press covfefe（相も変わらず否定的な報道の covfefe にもかかわらず）」と書きかけのような文章を投稿。「covfefe（英語版）」という謎の単語の真意を巡って話題を呼び、大統領就任以来最多となる10万回以上のリツイートがなされ「#covfefe」がトレンド入りした。ショーン・スパイサー報道官が記者団に対し「大統領とごく一部の人はちゃんと（意味が）わかっている」と述べたことで暗号ではないかという臆測が広がった。さらにトランプ自身がこのツイートを削除した後、「covfefe の真の意味が分かるか？楽しんでくれ」と投稿した。CNNなどのアメリカメディアは単に「press coverage」と書こうとして誤っただけではないかと分析している[973][974][975]。トランプは深夜帯にツイートをすることが多いが、度々スペルや文法のミスを他のアカウントユーザーから指摘されている[976]。

## 受賞
- リーハイ大学（米国ペンシルベニア州）名誉法学博士号（1988年）、2021年1月8日に学位剥奪[977]。
- ゲーミング殿堂（1995年）[978]
- ワグナーカレッジ（米国ニューヨーク州）名誉人文学博士号（2004年）[979]、2021年1月8日に学位剥奪[980]。
- ハリウッド・ウォーク・オブ・フェーム（2007年）
- ニューヨーク・ライド殿堂（2010年）[981]
- ロバート・ゴードン大学（英国スコットランド）名誉経営学博士号（2010年）[982]しかし、2015年12月9日に学位剥奪。理由は、トランプが「大学の特質・価値観と完全に相容れない数多くの発言をしたため」[983][984]。
- リバティ大学（米国ヴァージニア州）名誉経営学博士号（2012年）[985][986]、名誉法学博士号（2017年）[987][988]
- WWE殿堂（2013年）
- 共和党サラソータ支部（フロリダ州）年間最優秀政治家（2012年、2015年）[989][990]
- フロリダ州ドラール市の鍵（キー・トゥ・ザ・シティ）（2015年）[991][992]
- アメリカ海兵隊総司令官リーダーシップ賞（2015年）、アメリカ海兵隊法執行機関[993]
- ニュージャージー・ボクシング殿堂（2015年11月12日）[994]
- イグノーベル医学教育学賞（2020年）[995]

## 著作
トランプには以下の著書がある。しかしゴーストライターが書いたという説もある。
- Trump: The Art of the Deal (1987),  ISBN 978-0-345-47917-4
トニー・シュウォーツ（英語版）共著、相原真理子訳『トランプ自伝―不動産王にビジネスを学ぶ』早川書房、1988年／〔文庫版〕筑摩書房、2008年
- Trump: Surviving at the Top (1990), ISBN 978-0-394-57597-1
- Trump: The Art of Survival (1991), ISBN 978-0-446-36209-2
- Trump: The Art of the Comeback (1997), co-written with Kate Bohner, ISBN 978-0-8129-2964-5
ケイト・ボナー共著、小林龍司訳『敗者復活 不動産王ドナルド・トランプの戦い』日経BP社、1999年
- The America We Deserve (2000), with Dave Shiflett, ISBN 1-58063-131-2
- Trump: How to Get Rich (2004), ISBN 978-0-345-48103-0
石原薫訳『金のつくり方は億万長者に聞け！――大富豪トランプの金持ち入門』扶桑社、2004年／〔復刊版〕扶桑社、2016年
- The Way to the Top: The Best Business Advice I Ever Received (2004), ISBN 978-1-4000-5016-1
- Trump: Think Like a Billionaire: Everything You Need to Know About Success, Real Estate, and Life (2004), ISBN 978-0-345-48140-5
- Trump: The Best Golf Advice I Ever Received (2005), ISBN 978-0-307-20999-3
- Why We Want You to be Rich: Two Men – One Message (2006), co-written with Robert Kiyosaki, ISBN 978-1-933914-02-2
ロバート・キヨサキ共著、白根美保子、井上純子訳『あなたに金持ちになってほしい』筑摩書房、2008年
- Think Big and Kick Ass in Business and Life (2007), co-written with Bill Zanker, ISBN 978-0-06-154783-6
峯村利哉訳『大富豪トランプのでっかく考えて、でっかく儲けろ』徳間書店、2008年
- Trump: The Best Real Estate Advice I Ever Received: 100 Top Experts Share Their Strategies (2007), ISBN 978-1-4016-0255-0
- Trump 101: The Way to Success (2007), ISBN 978-0-470-04710-1
  - 田中孝顕訳『トランプ最強の人生戦略』きこ書房、2017年
- Trump Never Give Up: How I Turned My Biggest Challenges into Success (2008), ISBN 978-0-470-19084-5
- Think Like A Champion: An Informal Education in Business and Life (2009), ISBN 978-0-7624-3856-3
月谷真紀訳『明日の成功者たちへ』PHP研究所、2010年／〔改題〕『トランプ思考――知られざる逆転の成功哲学』PHP研究所、2016年
- Midas Touch: Why Some Entrepreneurs Get Rich-And Why Most Don't (2011), co-written with Robert Kiyosaki, ISBN 1-61268-095-X
ロバート・キヨサキ共著、白根美保子訳『黄金を生み出すミダスタッチ――成功する起業家になるための5つの教え』筑摩書房、2012年
- Time to Get Tough: Making America No. 1 Again (2011), ISBN 978-1-59698-773-9
岩下慶一訳『タフな米国を取り戻せ――アメリカを再び偉大な国家にするために』筑摩書房、2017年
- Crippled America: How to Make America Great Again (2015), ISBN 978-1-5011-3796-9
岩下慶一訳『THE TRUMP 〜傷ついたアメリカ、最強の切り札〜』ワニブックス、2016年